# Liste der Biografien/Rosen
Liste der Biografien |
Portal Biografien |
Personensuche
# |
A |
B |
C |
D |
E |
F |
G |
H |
I |
J |
K |
L |
M |
N |
O |
P |
Q |
R |
S |
T |
U |
V |
W |
X |
Y |
Z |
?
 
Ra |
Rb |
Rd |
Re |
Rh |
Ri |
Rj |
Rk |
Rl |
Rm |
Rn |
Ro |
Rr |
Rs |
Rt |
Ru |
Rv |
Rw |
Rx |
Ry |
Rz
 
Roa |
Rob |
Roc |
Rod |
Roe |
Rof |
Rog |
Roh |
Roi |
Roj |
Rok |
Rol |
Rom |
Ron |
Roo |
Rop |
Roq |
Ror |
Ros |
Rot |
Rou |
Rov |
Row |
Rox |
Roy |
Roz 
 
Rosa |
Rosb |
Rosc |
Rosd |
Rose |
Rosh |
Rosi |
Rosj |
Rosk |
Rosl |
Rosm |
Rosn |
Roso |
Rosp |
Rosq |
Ross |
Rost |
Rosu |
Rosv |
Rosw |
Rosy |
Rosz 
 
Rosea |
Roseb |
Rosec |
Rosed |
Rosef |
Roseg |
Roseh |
Rosei |
Rosel |
Rosem |
Rosen |
Roseo |
Roser |
Roses |
Roset |
Rosev |
Rosew |
Rosey
Die Liste der Biografien führt alle Personen auf, die in der deutschsprachigen Wikipedia einen Artikel haben. Dieses ist eine Teilliste mit 1037 Einträgen von Personen, deren Namen mit den Buchstaben „Rosen“ beginnt.

## Rosen
- Rosen Nestler, Monica von (* 1943), schwedisch-schweizerische Künstlerin, Fotografin und Autorin
- Rosen, Aby (* 1960), deutsch-amerikanischer Unternehmer, Investor und Kunstsammler
- Rosen, Adam (1984–2021), britischer Rennrodler
- Rosen, Alexander (* 1979), deutscher Fußballspieler und Fußballfunktionär
- Rosen, Alexander von (1780–1833), russischer Generalmajor
- Rosen, Alexander von (1930–2014), deutscher Schauspieler bei Bühne und Fernsehen
- Rosen, Alfred von (1825–1912), dänischer und preußischer Beamter
- Rosen, Aliza (* 1939), israelische Schauspielerin
- Rosen, Amy Sue (1955–2003), US-amerikanische Tänzerin und Choreographin
- Rosen, Anna Wassiljewna von (1797–1883), Baronesse, Ehefrau des Dekabristen Baron Andreas von Rosen
- Rosen, Anton (1892–1979), deutscher Lehrer und Heimatforscher
- Rosen, Barbara (1949–1986), deutsche volkstümliche Sängerin
- Rosen, Beatrice (* 1977), französische SchauspielerinBeatrice Rosen (* 1977)

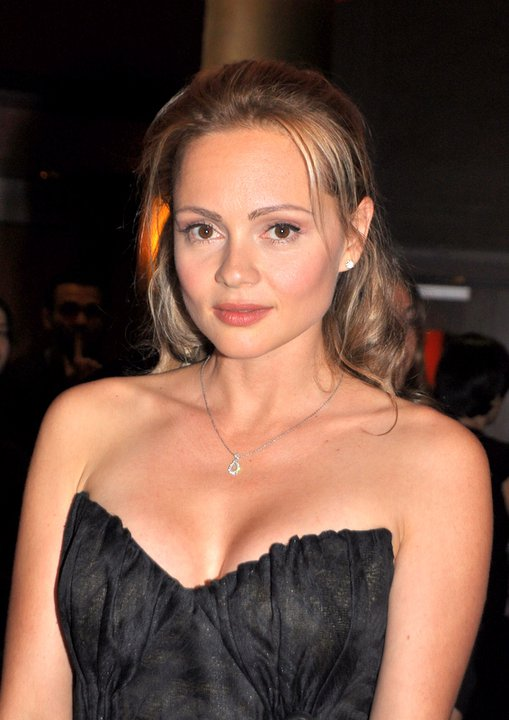
Beatrice Rosen (* 1977)

- Rosen, Benjamin M. (* 1933), US-amerikanischer Investor
- Rosen, Carl (1811–1862), deutscher Schriftsteller und Teilnehmer am Dresdner Maiaufstand
- Rosen, Carl Gustaf von (1909–1977), schwedischer Pilot
- Rosen, Carl von (1819–1891), dänischer Oberpräsident und Kammerherr, Mitglied des Folketing
- Rosen, Charles (1878–1950), US-amerikanischer Maler
- Rosen, Charles (1927–2012), US-amerikanischer Pianist und Musiktheoretiker
- Rösen, Christian (* 1980), deutscher Sportfunktionär in diversen Boxverbänden
- Rosen, Clarence von (1867–1955), schwedischer Adliger, Sportfunktionär und Mitglied im Internationalen Olympischen Komitee (IOC)
- Rosen, Clarence von (1903–1933), schwedischer Reiter
- Rosen, Claus Freiherr von (* 1943), deutscher Offizier und Erziehungswissenschaftler
- Rosen, Conrad von (1628–1715), General, Marschall von Frankreich
- Rosen, David (* 1951), britischer Rabbiner
- Rosen, Edgar R. (1911–1994), amerikanisch-deutscher Politikwissenschaftler
- Rosen, Edwin (* 1998), deutscher MusikerEdwin Rosen (* 1998)

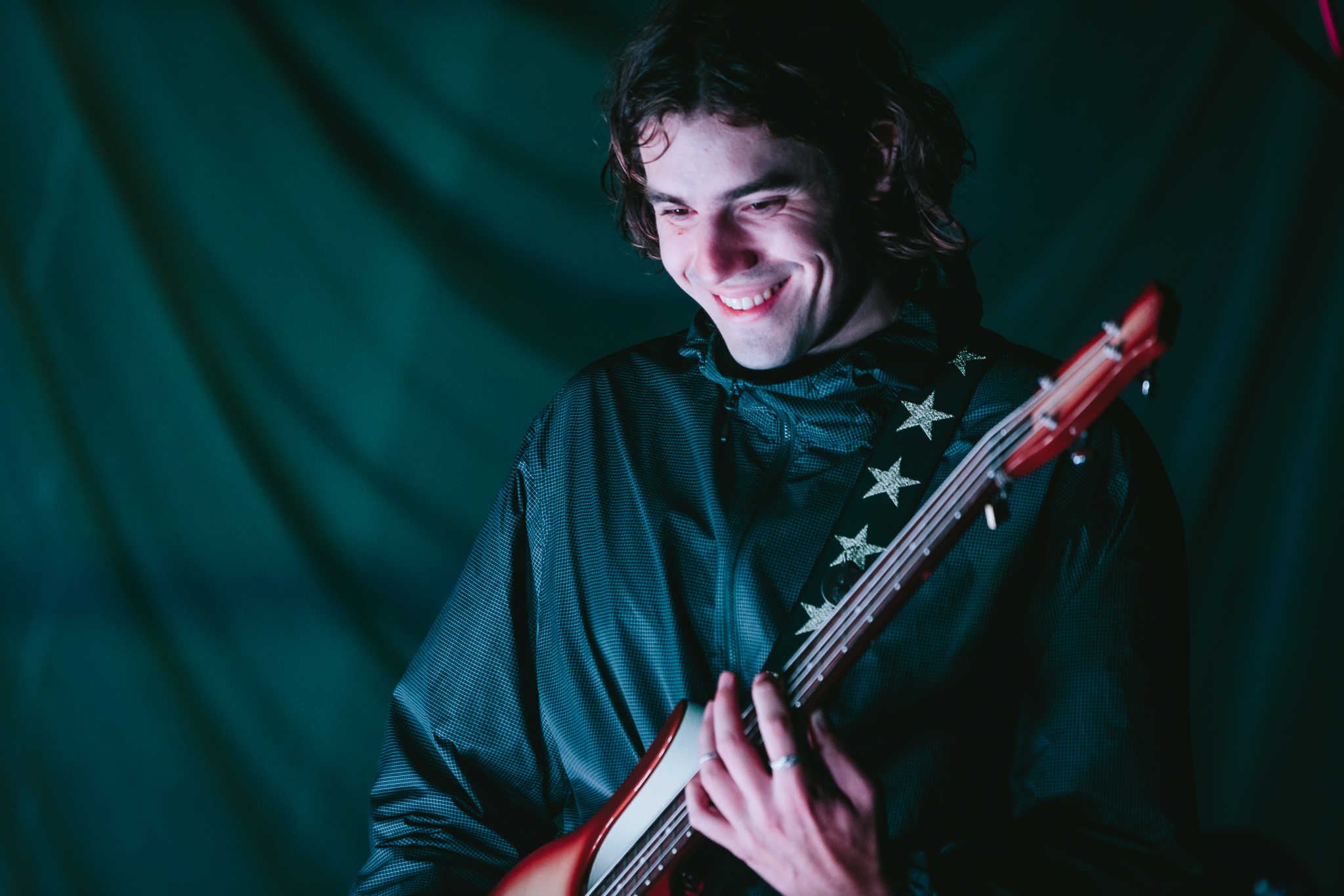
Edwin Rosen (* 1998)

- Rosen, Elie (* 1971), österreichischer Jurist, Betriebswirt und exponierter Vertreter des österreichischen Judentums
- Rosen, Elsa-Marianne von (1924–2014), schwedische Balletttänzerin, Choreografin und Schauspielerin
- Rosen, Eric (* 1993), US-amerikanischer Schachspieler
- Rosen, Eric von (1879–1948), schwedischer Entdecker des zentralafrikanischen Batwa-Stammes
- Rosen, Erich Dietrich von (1650–1701), kaiserlicher General
- Rosen, Erich Dietrich von (1689–1735), Ritterschaftshauptmann der estländischen Ritterschaft
- Rosen, Erwin (1876–1923), deutscher Journalist und Schriftsteller
- Rosen, Franz (1849–1912), deutscher Politiker
- Rosen, Friedrich (1856–1935), deutscher Orientalist, Diplomat und PolitikerFriedrich Rosen (1856–1935)

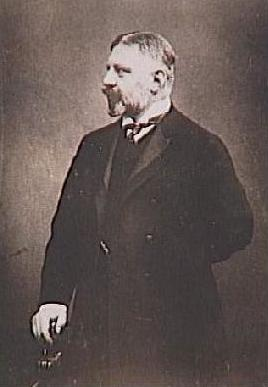
Friedrich Rosen (1856–1935)

- Rosen, Friedrich August (1805–1837), deutscher Orientalist und Sanskritist
- Rosen, Fritz (1890–1980), deutsch-britischer Graphiker
- Rosen, Georg (1820–1891), deutscher Iranist, Turkologe und Diplomat
- Rosen, Georg (1895–1961), deutscher Diplomat
- Rosen, Georg Andreas von (1781–1841), russischer General der Infanterie
- Rosen, Georg Gustav von (1645–1737), livländischer General
- Rosen, Georg von (1800–1860), russischer Dichter
- Rosen, Georg von (1843–1923), schwedischer Graf und Maler
- Rosen, George (1910–1977), US-amerikanischer Arzt und Medizinhistoriker
- Rosen, Gerd (1903–1961), deutscher Kunsthändler und Antiquar
- Rosen, Gerhard von (1856–1927), deutsch-baltischer Landschaftsmaler
- Rosen, Gottlieb von (1822–1892), preußischer Landrat
- Rosen, Gustav Friedrich von (1688–1769), livländischer General in schwedischen Diensten
- Rosen, Hans (1913–1966), deutscher Fußballspieler
- Rosen, Hans von (1870–1945), livländischer Landespolitiker
- Rosen, Hans von (1888–1952), schwedischer Springreiter
- Rosen, Hans von (1900–1999), deutscher Landwirt, Autor und Rittergutsbesitzer
- Rosen, Harold A. (1926–2017), US-amerikanischer Elektroingenieur
- Rosen, Harry, US-amerikanischer Mobster
- Rosen, Harvey S. (* 1949), US-amerikanischer Wirtschaftswissenschaftler und Hochschullehrer
- Rosen, Heiko (* 1967), deutscher Radrennfahrer
- Rosen, Jacky (* 1957), US-amerikanische Politikerin der Republikanischen Partei
- Rosen, Jan (1854–1936), polnischer Schlachtenmaler
- Rosen, Jan Henryk (1891–1982), polnischer Maler
- Rosen, Jay (* 1956), US-amerikanischer Journalist und Hochschullehrer
- Rosen, Jay (* 1961), US-amerikanischer Jazzmusiker
- Rosen, Jeffrey (* 1964), US-amerikanischer Jurist und Hochschullehrer
- Rosen, Jeffrey A. (* 1958), US-amerikanischer Jurist und Politiker
- Rosen, Jelka (1868–1935), französische Malerin und Schriftstellerin
- Rosen, Jerome (1921–2011), amerikanischer Komponist
- Rosen, Joel (1928–1998), US-amerikanischer Pianist
- Rosén, Johan (* 1967), schwedischer Eishockeyspieler
- Rosen, Jonas von (1834–1881), deutscher Verwaltungsbeamter
- Rosen, Joseph (1825–1884), deutscher Unternehmer
- Rosen, Josh, US-amerikanischer Jazzmusiker (Piano, Komposition)
- Rosen, Josh (* 1997), US-amerikanischer American-Football-SpielerJosh Rosen (* 1997)

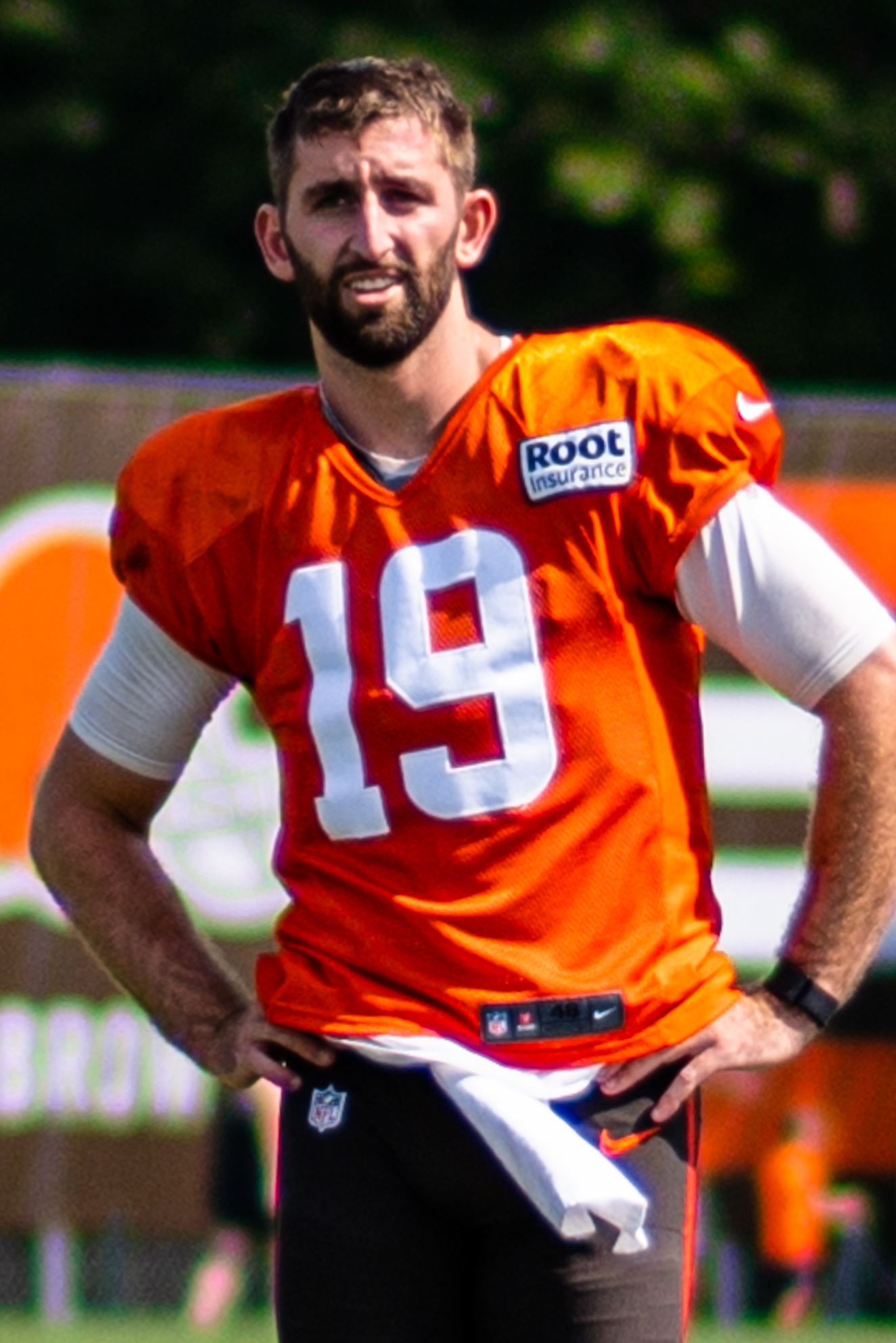
Josh Rosen (* 1997)

- Rosen, Karl Gustav von (1706–1772), preußischer Generalmajor, Chef des Infanterieregiments Nr. 17
- Rosen, Kathinka von (1837–1919), deutsche Autorin
- Rosén, Kenneth (1949–2004), schwedischer Fußballtrainer
- Rosén, Kjell (1921–1999), schwedischer Fußballspieler und -funktionär
- Rosen, Klaus (* 1937), deutscher Althistoriker
- Rosen, Klaus-Henning (* 1938), deutscher Jurist und Publizist
- Rosen, Larry (1940–2015), amerikanischer Musikproduzent und Medien-Unternehmer
- Rosen, Lawrence (* 1957), US-amerikanischer Manager
- Rosen, Leo, amerikanischer Kryptoanalytiker
- Rosen, Leonhard († 1591), deutscher Zisterzienserabt
- Rosen, Lia († 1972), deutschsprachige Schauspielerin in Wien, Berlin und Königsberg
- Rosen, Lisa (* 1975), deutsche Erziehungswissenschaftlerin
- Rosen, Louis (1918–2009), US-amerikanischer Physiker
- Rosen, Marion (1914–2012), deutsch-US-amerikanische Physiotherapeutin
- Rosen, Martin (1907–1981), deutscher Schauspieler und Synchronsprecher
- Rosen, Martin (* 1936), US-amerikanischer Filmregisseur, Produzent und Drehbuchautor
- Rosen, Max (1900–1956), US-amerikanischer Violinist
- Rosen, Michael (* 1938), US-amerikanischer Mathematiker
- Rosen, Michael (* 1946), britischer Kinderbuchautor und BBC-RedakteurMichael Rosen (* 1946)

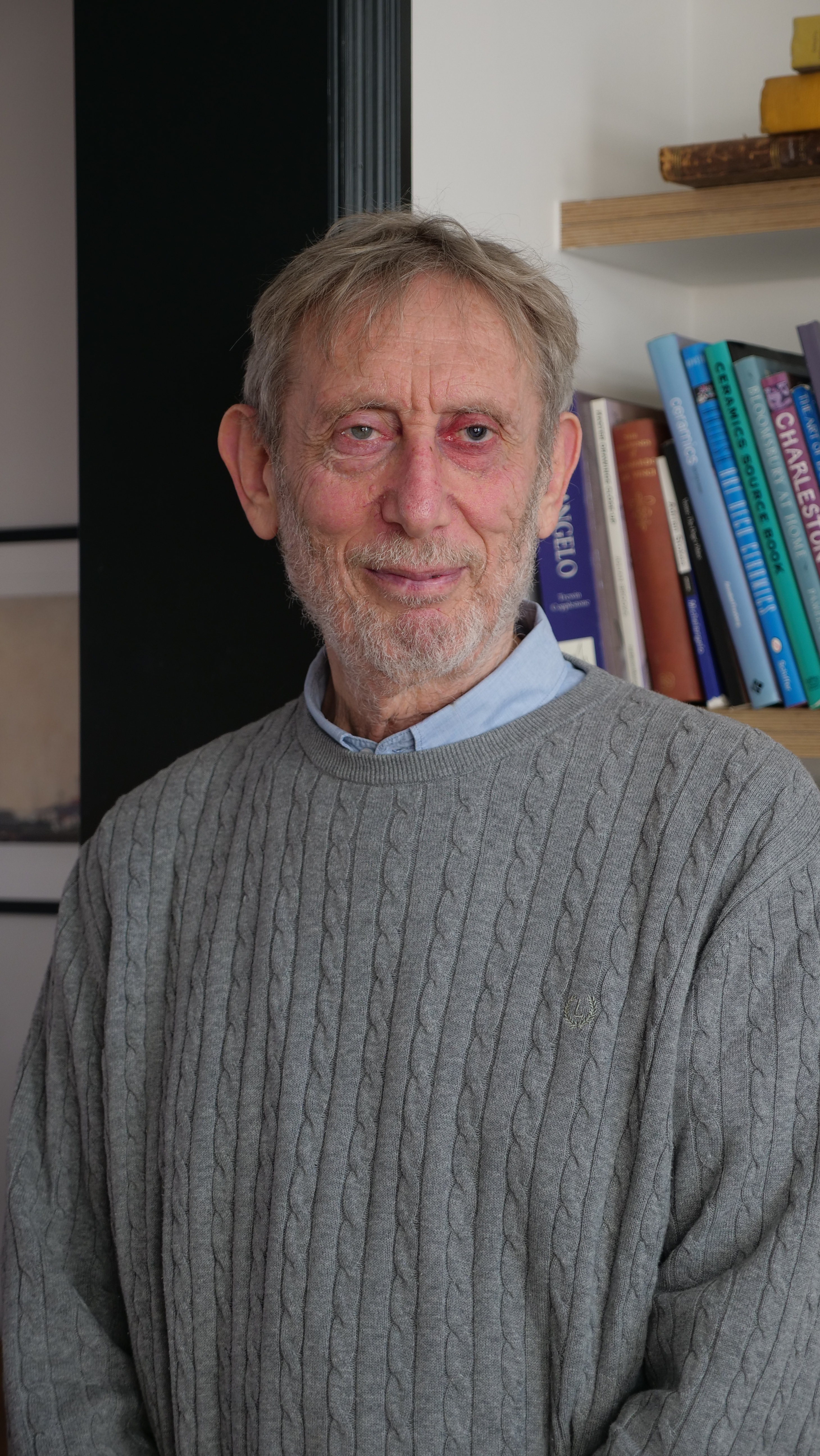
Michael Rosen (* 1946)

- Rosen, Michael K. (* 1965), US-amerikanischer Biophysiker
- Rosen, Michaela (* 1956), österreichische Schauspielerin
- Rosén, Mikael (* 1967), schwedischer Badmintonspieler
- Rosén, Mikael (* 1974), schwedischer Fußballspieler
- Rosen, Moishe (1932–2010), US-amerikanischer Missionar
- Rosen, Nathan (1909–1995), US-amerikanisch-israelischer Physiker
- Rosén, Nils (1902–1951), schwedischer Fußballnationalspieler
- Rosen, Otto von († 1715), sächsischer Generalmajor und Freiherr von Schönanger und Hardingen sowie Herr auf Berga
- Rosen, Philip (1888–1951), US-amerikanischer Kameramann und Filmregisseur
- Rosen, Pinchas (1887–1978), israelischer Politiker
- Rosen, Ralph Mark (* 1956), US-amerikanischer Klassischer Philologe
- Rosen, Reinhold Carl von (1666–1744), Graf von Bollweiler und Ettweiler, französischer General
- Rosen, Reinhold von (1605–1667), französischer Generalleutnant
- Rosen, Richard von (1922–2015), deutscher Generalmajor der Bundeswehr
- Rosen, Rita (* 1948), deutsche Autorin und Hochschullehrerin
- Rosen, Roee (* 1963), israelischer Konzeptkünstler, Autor und Filmemacher
- Rosen, Roman Romanowitsch (1847–1921), deutsch-baltischer und Diplomat und kaiserlich-russischer Diplomat
- Rosen, Rüdiger von (* 1943), deutscher Ökonom, Hochschullehrer und ehemaliges geschäftsführendes Vorstandsmitglied des Deutschen Aktieninstituts
- Rosen, Schlomo (1905–1985), israelischer Politiker, Minister und Knesset-Abgeordneter
- Rösen, Siegfried (* 1948), deutscher Fußballspieler
- Rosen, Sigismund von (1827–1864), dänischer Stabsoffizier im Generalstab
- Rosen, Suse (1910–1968), deutsche Ballerina
- Rosén, Sven (1887–1963), schwedischer Turner
- Rosen, Tobias (* 1983), deutscher SchauspielerTobias Rosen (* 1983)

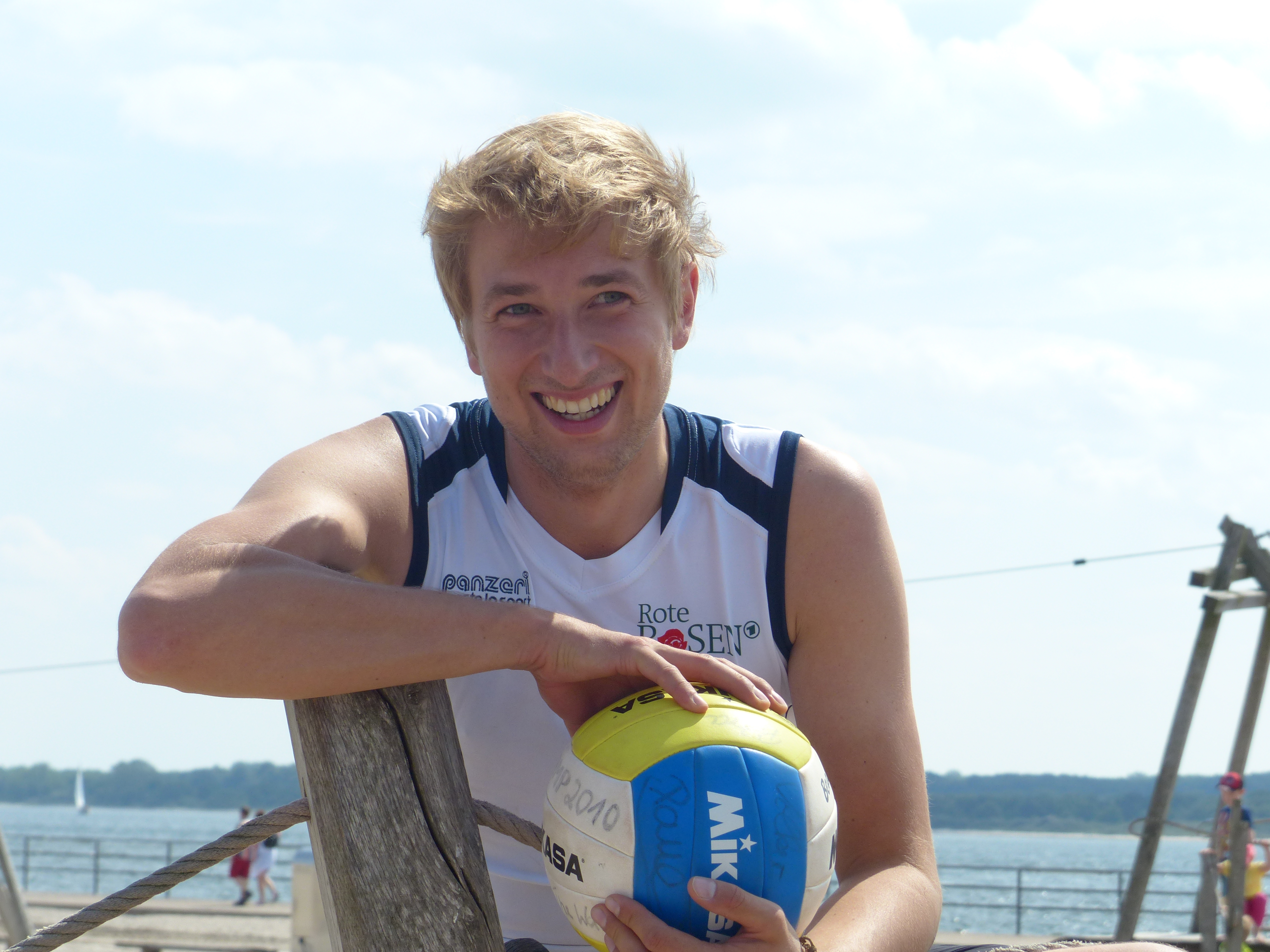
Tobias Rosen (* 1983)

- Rosen, Trude (1912–1995), österreichische Schauspielerin
- Rosen, Valeska von (* 1968), deutsche Kunsthistorikerin und Hochschullehrerin
- Rosen, Viktor von (1849–1908), russischer Orientalist deutsch-baltischer Herkunft
- Rosen, Wilhelm von (1788–1853), deutscher Amtmann
- Rosen, Willy (1894–1944), deutscher Kabarettist, Komponist und Texter
- Rosen, Zvi (* 1947), israelischer Fußballspieler
- Rosen, Zvi H. (1925–2014), israelischer Philosoph
- Rosen-Engberg, Maud von (1902–1988), schwedische Bildhauerin und Autorin
- Rosen-von Hoewel, Harry von (1904–2003), deutscher Jurist, Ministerialbeamter und Bundesrichter
- Rösen-Wolff, Angela (* 1959), deutsche Medizinerin

### Rosena
- Rosenak, Ignatz (1897–1957), deutscher und amerikanischer Rechtsanwalt
- Rosenak, Leopold (1868–1923), deutscher Rabbiner
- Rosenau, Bastian (* 1980), deutscher Politiker, Landrat des Enzkreises
- Rosenau, Christian (* 1980), deutscher Lyriker und Musiker
- Rosenau, Hartmut (* 1957), deutscher evangelischer Theologe
- Rosenau, Helen (1900–1984), deutsch-britische Kunsthistorikerin
- Rosenau, Henning (* 1964), deutscher Rechtswissenschaftler
- Rosenau, James N. (1924–2011), US-amerikanischer Politologe
- Rosenau, Kersten (* 1957), deutscher Politiker (CDU) und MdHBKersten Rosenau (* 1957)

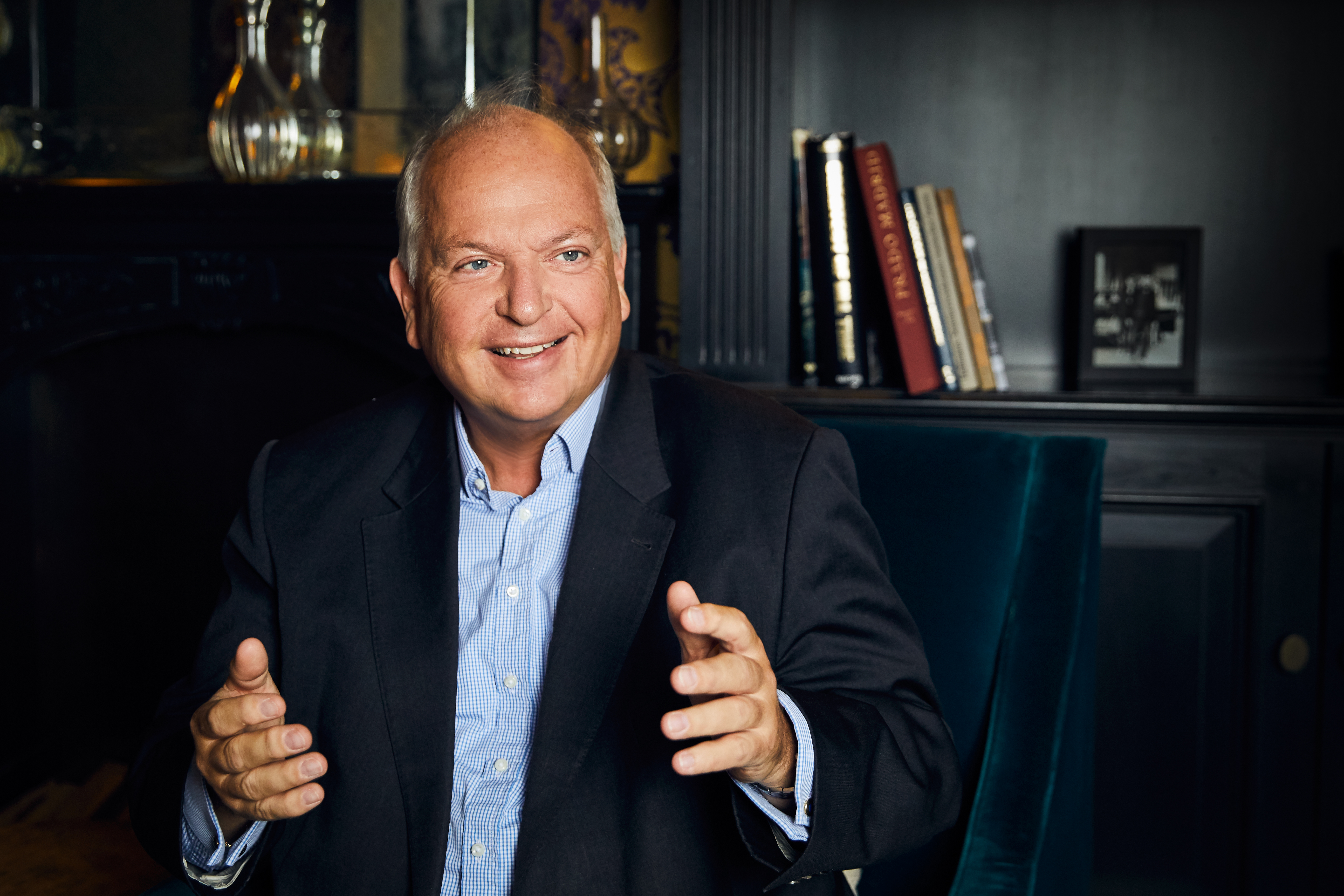
Kersten Rosenau (* 1957)

- Rosenau, Peter von, gräflich-stolbergischer Amtmann
- Rosenau, Willy (1915–1999), deutscher Opern- und Rundfunksänger (Bariton)
- Rosenauer, Artur (* 1940), österreichischer Kunsthistoriker
- Rosenauer, Joseph (1735–1804), Forstingenieur und Landvermesser im Dienst der Fürsten Schwarzenberg
- Rosenauer, Michael (1884–1971), österreichischer Architekt
- Rosenauer, Michael (* 1966), deutscher Dartspieler

### Rosenb

#### Rosenba
- Rosenbach, Abraham Simon Wolf (1876–1952), US-amerikanischer Buchantiquar und Bibliophiler
- Rosenbach, Franz (1927–2012), Sinto und Überlebender des Holocaust
- Rosenbach, Friedrich Julius (1842–1923), deutscher Mediziner
- Rosenbach, Frommhold Nikolai von (1836–1901), russischer Offizier deutsch-baltischer Abstammung, Generalgouverneur von Turkestan
- Rosenbach, Gabriel (* 1996), deutscher Jazzmusiker (Trompete, Flügelhorn)
- Rosenbach, Jakob (1885–1938), russlanddeutscher römisch-katholischer Geistlicher und Märtyrer
- Rosenbach, Johann Dietrich von (1581–1656), Oberamtmann in Königstein
- Rosenbach, Johann Georg († 1747), deutscher Pietist
- Rosenbach, Johann Hartmann von (1609–1675), Fürstbischof von Würzburg
- Rosenbach, Johann Philipp (1606–1669), deutscher Geistlicher; Pastor in Grone
- Rosenbach, Marcel (* 1972), deutscher Journalist und Autor
- Rosenbach, Otto (1914–1994), deutscher Geophysiker
- Rosenbach, Ottomar (1851–1907), deutscher Arzt
- Rosenbach, Ulrike (* 1943), deutsche Künstlerin und KunstprofessorinUlrike Rosenbach (* 1943)

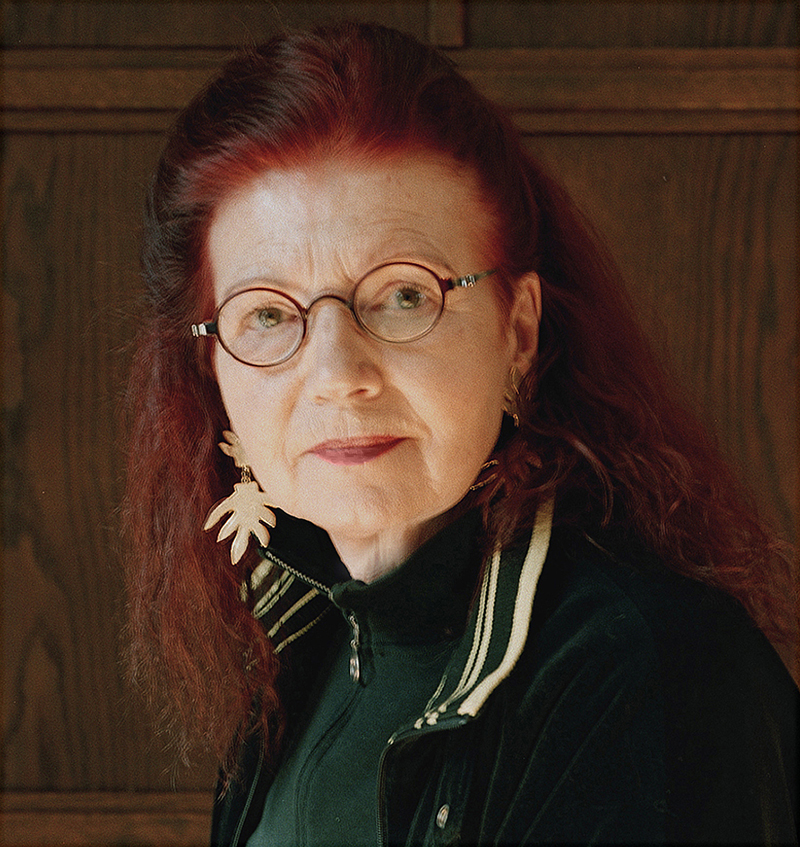
Ulrike Rosenbach (* 1943)

- Rosenbach, Wiprecht von (1549–1607), Großprior des deutschen Johanniterordens
- Rosenbach, Zacharias (1595–1638), deutscher Mediziner, Philologe und Bibelforscher
- Rosenbauer, Arthur (* 1955), fränkischer Musiker, Liedermacher und Weltmusiker
- Rosenbauer, Dagmar (* 1956), deutsche Film- und Fernsehproduzentin und Autorin
- Rosenbauer, Georg (* 1941), deutscher Politiker (CSU), MdL
- Rosenbauer, Gregor (1890–1966), deutscher Architekt, Grafiker und Kunstpädagoge
- Rosenbauer, Hansjürgen (* 1941), deutscher Fernsehmoderator und ehemaliger Intendant des ORB
- Rosenbauer, Heinz, deutscher Fußballspieler
- Rosenbauer, Heinz (1938–2010), deutscher Jurist und Politiker (CSU), MdL
- Rosenbauer, Helmut (1936–2016), deutscher Physiker
- Rosenbauer, Josef (* 1966), deutscher Politiker (CDU), MdL
- Rosenbauer, Matthias (* 1970), deutscher Jazzschlagzeuger
- Rosenbauer, Roland (* 1956), deutscher Schriftsteller
- Rosenbauer, Stefan (1896–1967), deutscher Fechter und Fotograf (Klassisches Porträt) in Frankfurt am Main und Rio de Janeiro
- Rosenbaum, Alexander Jakowlewitsch (* 1951), russischer Liedermacher
- Rosenbaum, Alexis (* 1969), französischer Essayist
- Rosenbaum, Benjamin (* 1969), US-amerikanischer Fantasy-Autor
- Rosenbaum, David (1877–1958), deutscher Kaufmann
- Rosenbaum, Edith (1879–1975), US-amerikanische Journalistin, Designerin und KriegsberichterstatterinEdith Rosenbaum (1879–1975)

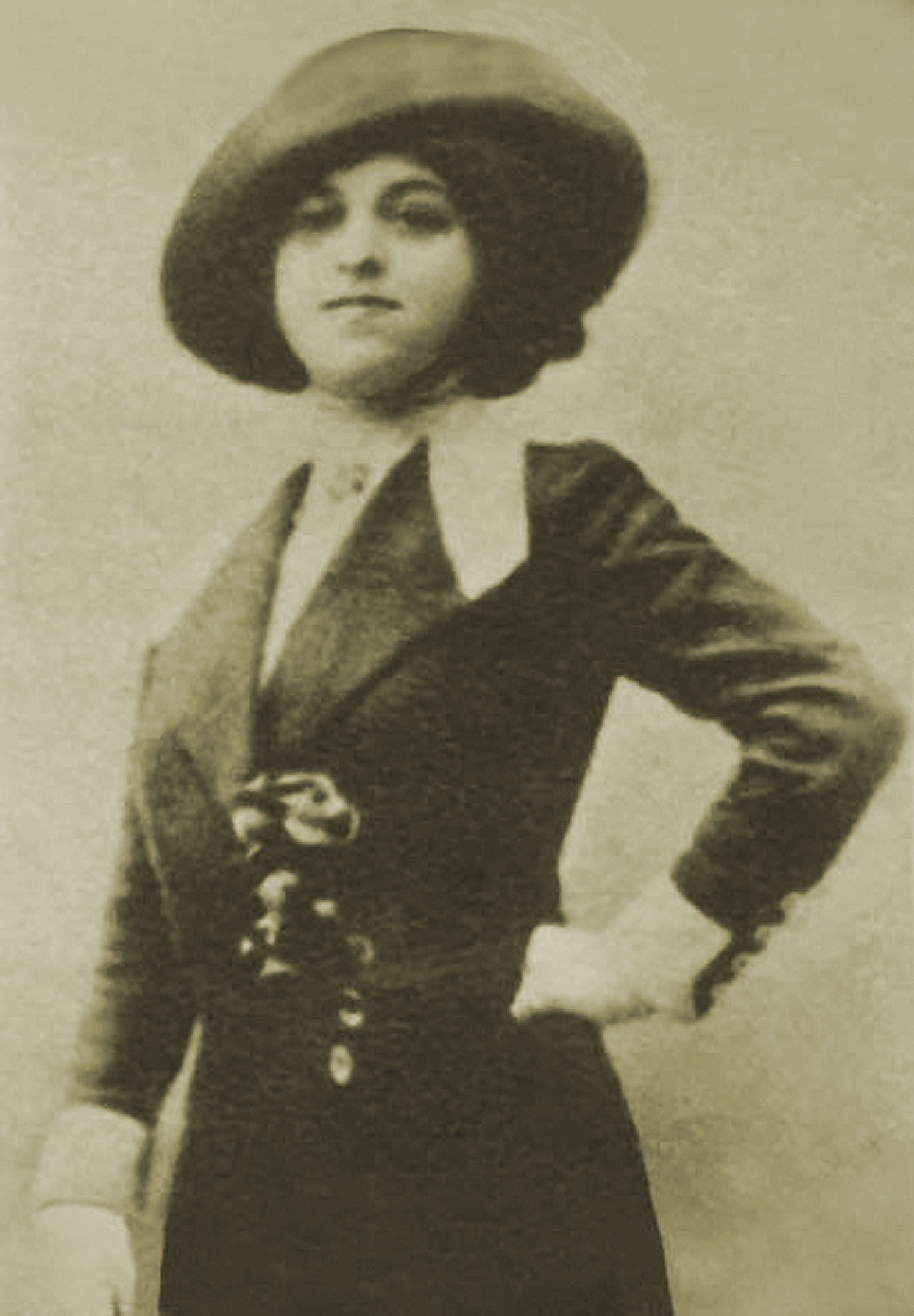
Edith Rosenbaum (1879–1975)

- Rosenbaum, Eduard (1887–1979), deutscher Wirtschaftswissenschaftler und Bibliotheksdirektor
- Rosenbaum, Eli (* 1955), US-amerikanischer Jurist und Behördenleiter
- Rosenbaum, Hedwig (1864–1939), böhmische Tennisspielerin Schriftstellerin, Übersetzerin und Verlagsmitarbeiterin
- Rosenbaum, Heidi (* 1943), deutsche Volkskundlerin
- Rosenbaum, Heinrich (1930–2016), deutscher Politiker (CDU), MdL
- Rosenbaum, Helga (* 1942), deutsche Politikerin (KBW)
- Rosenbaum, Ina-Miriam (* 1959), dänische Schauspielerin und Theaterregisseurin
- Rosenbaum, Jacques (1878–1944), estnischer Architekt
- Rosenbaum, Joel, Komponist für Film und Fernsehen
- Rosenbaum, Johann Joseph (1798–1867), deutscher katholischer Geistlicher und Theologe
- Rosenbaum, Jonathan (* 1943), US-amerikanischer Filmkritiker
- Rosenbaum, Joseph Carl (1770–1829), österreichischer Beamter und Angestellter des Fürsten
- Rosenbaum, Julius (1807–1874), deutscher Arzt
- Rosenbaum, Julius (1879–1956), deutscher Maler
- Rosenbaum, Karin (* 1954), brasilianisch-deutsche Bildhauerin und Grafikerin
- Rosenbaum, Kurt (1896–1949), deutscher Politiker (KPD), MdR
- Rosenbaum, Louise (1908–1980), US-amerikanische Mathematikerin und Hochschullehrerin
- Rosenbaum, Marianne (1940–1999), deutsche Regisseurin und Drehbuchautorin
- Rosenbaum, Mats (* 2000), deutscher Politiker (SSW)
- Rosenbaum, Mendel (1782–1868), deutscher Rabbiner
- Rosenbaum, Michael (* 1972), US-amerikanischer SchauspielerMichael Rosenbaum (* 1972)

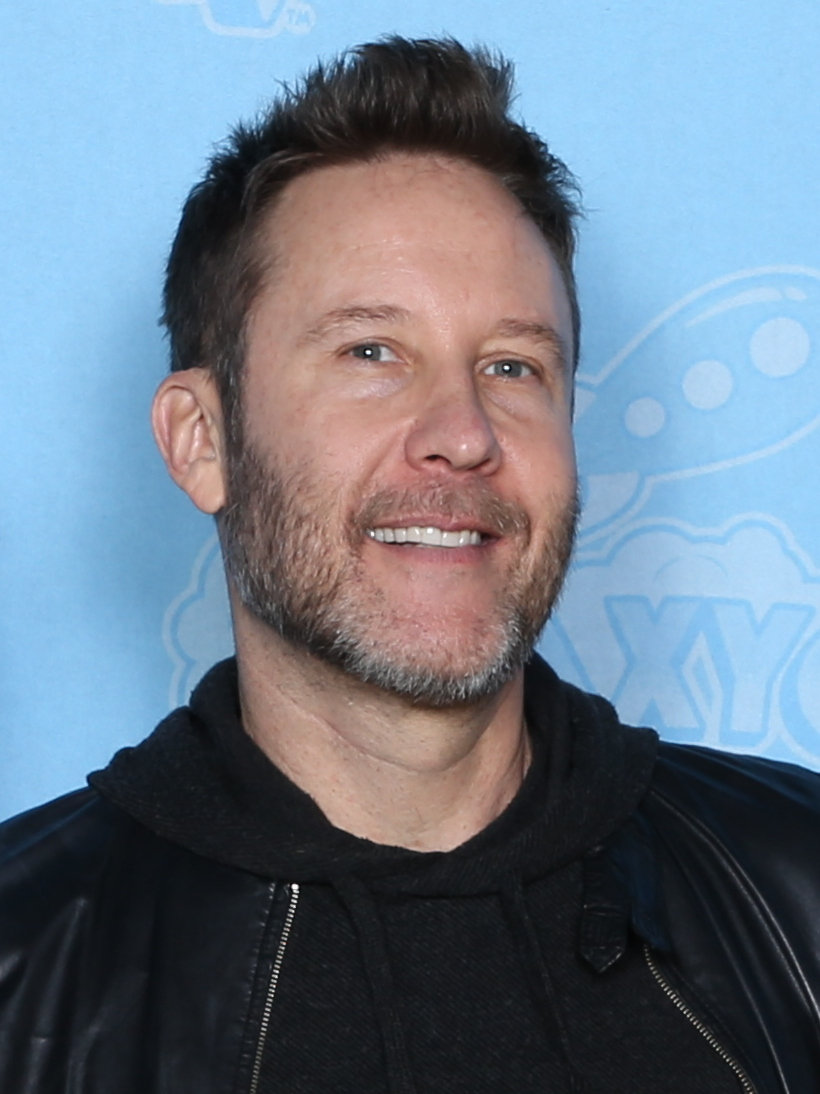
Michael Rosenbaum (* 1972)

- Rosenbaum, Pia (* 1954), dänische Schauspielerin
- Rosenbaum, Ron (* 1946), amerikanischer Journalist und Schriftsteller
- Rosenbaum, Siegfried (1890–1969), deutsch-israelischer Pädiater, Militärarzt, Hochschullehrer und Publizist
- Rosenbaum, Simon (1926–2015), dänischer Schauspieler, Musiker und Autor
- Rosenbaum, Stephen (* 1965), US-amerikanischer Visual Effects Artist
- Rosenbaum, Thea (* 1940), deutsch-US-amerikanische Journalistin und Kriegsreporterin
- Rosenbaum, Uwe (* 1942), deutscher Journalist und Medienmanager
- Rosenbaum, Werner (1927–2008), deutscher Feldhockeyspieler
- Rosenbaum, Wilhelm (1880–1938), deutscher Politiker (NSDAP), MdR
- Rosenbaum, Wilhelm (1915–1984), deutscher SS-Führer
- Rosenbaum, Wladimir (1894–1984), Schweizer Anwalt und Antiquar
- Rosenbaum, Wolfgang (1915–1942), deutscher Laienbruder im Franziskanerorden
- Rosenbaumová, Kamila (1908–1988), tschechoslowakische Tänzerin und Choreographin

#### Rosenbe
- Rosenberg Lipinsky, Lutz von (* 1965), deutscher Kabarettist und Comedian
- Rosenberg Marzano, Rodrigo (1960–2009), guatemaltekischer Politiker
- Rosenberg, Aaron (1912–1979), US-amerikanischer Filmregisseur und -produzent
- Rosenberg, Adolf (1850–1906), deutscher Kunsthistoriker und Publizist
- Rosenberg, Adolf (1901–1981), deutscher Filmproduzent
- Rosenberg, Alan (* 1950), US-amerikanischer Schauspieler
- Rosenberg, Albert (1851–1919), deutscher Bühnentechniker
- Rosenberg, Alex (1926–2007), US-amerikanischer Mathematiker deutscher Herkunft
- Rosenberg, Alexander (* 1965), deutscher Schauspieler, Synchronsprecher und Dialogbuchautor
- Rosenberg, Alexander Anton (1839–1926), baltischer Mediziner
- Rosenberg, Alexander L. (1946–2012), sowjetisch-US-amerikanischer Mathematiker
- Rosenberg, Alexander Nikolajewitsch (* 1967), Premierminister Transnistriens
- Rosenberg, Alfons (1902–1985), deutscher Schriftsteller und Philosoph
- Rosenberg, Alfred (1893–1946), deutscher Politiker (NSDAP), MdRAlfred Rosenberg (1893–1946)

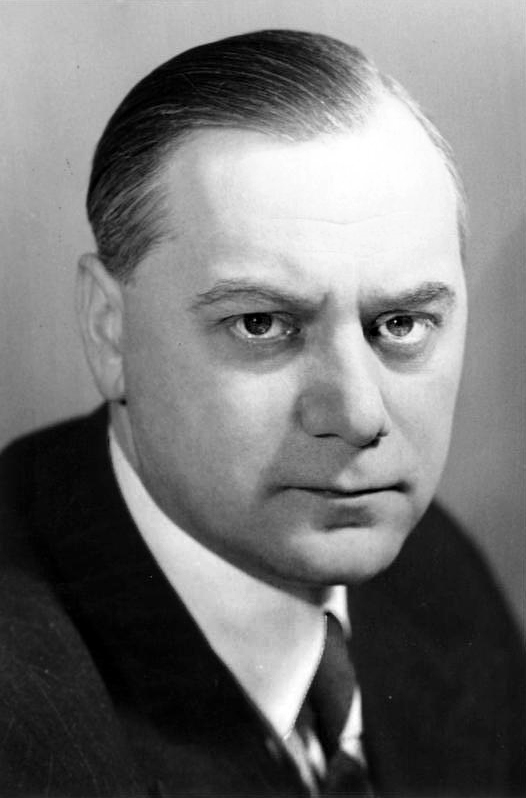
Alfred Rosenberg (1893–1946)

- Rosenberg, Alfred von (1834–1906), preußischer Offizier und Hofbeamter
- Rosenberg, Alfred von (1904–1986), deutscher Politiker (DP, CDU), MdL
- Rosenberg, Alina (* 1992), deutsche Behindertensportlerin
- Rosenberg, Andrei Grigorjewitsch (1739–1813), russischer General der Infanterie und Gouverneur
- Rosenberg, Arnold von (1824–1883), preußischer Landrat
- Rosenberg, Arthur (1889–1943), deutscher marxistischer Historiker und Politiker (USPD, KPD), MdR
- Rosenberg, Artur (1887–1969), österreichischer Journalist und Autor
- Rosenberg, Aura (* 1949), US-amerikanische Malerin, Bildhauerin, Fotografin und Videokünstlerin
- Rosenberg, Barnett (1926–2009), US-amerikanischer Chemiker
- Rosenberg, Barr (* 1942), amerikanischer Wissenschaftler, Ökonom und Unternehmer
- Rosenberg, Boris (* 1962), sowjetischer Tischtennisspieler
- Rosenberg, Carl (1829–1885), dänischer Publizist
- Rosenberg, Charles (* 1936), US-amerikanischer Wissenschaftshistoriker
- Rosenberg, Charlie Phil (1902–1976), US-amerikanischer Boxer
- Rosenberg, Dave (1901–1979), US-amerikanischer Boxer im Mittelgewicht
- Rosenberg, David (1834–1900), deutscher Bankier und Unternehmer
- Rosenberg, Dawid Iochelewitsch (1879–1950), sowjetischer Ökonom
- Rosenberg, Edgar (1925–2015), US-amerikanischer Literaturwissenschaftler
- Rosenberg, Egon (1895–1976), deutscher Politiker (FDP), MdL
- Rosenberg, Emanuel (1872–1962), österreichischer Elektroingenieur und Erfinder
- Rosenberg, Emil (1849–1929), deutscher Klassischer Philologe und Gymnasiallehrer
- Rosenberg, Emil Woldemar (1842–1925), deutschbaltischer Anatom
- Rosenberg, Erna (1889–1980), deutsch-englische Bildhauerin
- Rosenberg, Ernst (* 1862), deutscher Reichsgerichtsrat
- Rosenberg, Ernst (* 1884), deutscher Justizbeamter und Politiker
- Rosenberg, Ernst von (1799–1864), preußischer Generalmajor und Kommandeur des Kadettenkorps
- Rosenberg, Ethel (1915–1953), US-amerikanische Zivilistin, als KGB-Spionin verurteilt und hingerichtet
- Rosenberg, Felix (1941–2014), Schweizer Politiker (CVP), Manager und Kulturförderer
- Rosenberg, Florian von (* 1980), deutscher Erziehungswissenschaftler und Hochschullehrer
- Rosenberg, Frantz (1883–1956), norwegischer Sportschütze
- Rosenberg, Franz (1911–1994), deutscher Architekt und Stadtplaner, bremischer Baubeamter und Senatsbaudirektor
- Rosenberg, Frederic von (1874–1937), deutscher Politiker und Außenminister (1922–1923)
- Rosenberg, Friedrich (1758–1833), deutscher Zeichner, Landschaftsmaler und Kupferstecher
- Rosenberg, Gabriele, deutsche Jazzmusikerin (Posaune, Tuba)
- Rosenberg, Godel (* 1946), deutscher Journalist und Pressesprecher
- Rosenberg, Göran (* 1948), schwedischer Journalist und Autor
- Rosenberg, Grete (1896–1979), deutsche Schwimmerin
- Rosenberg, Hans (1879–1940), deutscher Physiker und Astronom
- Rosenberg, Hans (1904–1988), deutscher Historiker
- Rosenberg, Hans Karl (1891–1942), deutscher Pädagoge an der Pädagogischen Akademie Bonn
- Rosenberg, Harold (1906–1978), US-amerikanischer Kunst- und Kulturkritiker
- Rosenberg, Harold William (* 1941), US-amerikanischer Mathematiker
- Rosenberg, Harry (1925–2000), deutscher Seemann, Kuriositätenhändler und Numismatiker
- Rosenberg, Hartmut (1932–2021), deutscher Ingenieur und Hochschullehrer
- Rosenberg, Heinrich von (1833–1900), preußischer General der Kavallerie, Amateur-Rennreiter
- Rosenberg, Heinz (1921–1997), deutscher Kaufmann und Überlebender des Holocaust
- Rosenberg, Helmut (1936–1985), deutscher Raritätenhändler und Verleger
- Rosenberg, Herbert (1904–1984), deutsch-dänischer Musikwissenschaftler
- Rosenberg, Hermann (1896–1970), Schweizer Münzhändler
- Rosenberg, Hermann Siegfried (1831–1901), deutscher Bankier, Münzhändler und Auktionator
- Rosenberg, Hermann von (1817–1888), deutscher Naturforscher in Indonesien
- Rosenberg, Hilde (1928–2019), deutsche Schaustellerin
- Rosenberg, Hilding (1892–1985), schwedischer Dirigent und Komponist
- Rosenberg, Holger (1955–2001), deutscher Autor und Sammler
- Rosenberg, Howard (* 1942), US-amerikanischer Filmkritiker und Journalist
- Rosenberg, Hugo von (1875–1944), deutscher Vizeadmiral
- Rosenberg, Ingrid von (* 1938), deutsche Anglistin und Hochschullehrerin
- Rosenberg, Irene (1890–1986), deutsche Chemikerin
- Rosenberg, Irma (1909–2000), deutsche Schauspielerin und deutsche Sozialdemokratin in der Tschechoslowakei und später in Österreich
- Rosenberg, Isaac (1890–1918), britischer Maler und Dichter
- Rosenberg, Israel, jiddischer Schauspieler und Theaterleiter
- Rosenberg, Jacob (1806–1868), deutscher Rabbiner
- Rosenberg, Jakob (1881–1937), estnischer Esperantist
- Rosenberg, Jakob (1893–1980), deutsch-amerikanischer Kunsthistoriker
- Rosenberg, Jay (1942–2008), US-amerikanischer Philosoph
- Rosenberg, Jekaterina Michailowna (* 1980), russische Mittelstreckenläuferin
- Rosenberg, Jimmy (* 1980), niederländischer Jazzgitarrist
- Rosenberg, Joe (* 1955), US-amerikanischer Jazzmusiker und Komponist
- Rosenberg, Joel (1954–2011), kanadischer Autor
- Rosenberg, Johann Andreas von (1600–1667), Kärntner Adliger
- Rosenberg, Johann Carl Wilhelm, deutscher Maler, Dekorateur und Kupferstecher
- Rosenberg, Johann Georg (1739–1808), deutscher Maler, Radierer und Kupferstecher
- Rosenberg, Johann Gottfried († 1776), deutsch-dänischer Architekt in der Zeit des Rokoko
- Rosenberg, Johann Siegmund von (* 1708), preußischer Generalmajor, Erbherr von Powayen, Medenau und Mosehnen in Ostpreußen
- Rosenberg, John, US-amerikanischer Footballtrainer
- Rosenberg, Johnny (* 1977), niederländischer Jazzmusiker (Gesang, Rhythmusgitarre)
- Rosenberg, Jol, deutsche nichtbinäre Person
- Rosenberg, Jonathan (* 1951), US-amerikanischer Mathematiker
- Rosenberg, Jörn (* 1957), deutscher Diplomat
- Rosenberg, Jost II. von (1430–1467), Fürstbischof von Breslau, Großprior der Johanniter
- Rosenberg, Julius (1918–1953), US-amerikanischer Elektroingenieur, als KGB-Spion verurteilt und hingerichtet
- Rosenberg, Justus (1921–2021), US-amerikanischer Linguist und Literaturwissenschaftler
- Rosenberg, Karl von (1798–1880), preußischer Generalleutnant
- Rosenberg, Karl von (1828–1891), preußischer Generalleutnant
- Rosenberg, Käthe (1883–1960), deutsche literarische Übersetzerin
- Rosenberg, Ken, US-amerikanischer Politiker
- Rosenberg, Kerstin (* 1967), deutsche Autorin
- Rosenberg, Kurt Hermann (1884–1975), deutscher Maler, Metallbildhauer und Emailkünstler
- Rosenberg, Leibl (* 1948), deutscher Publizist und NS-Raubgut-Forscher
- Rosenberg, Leo (1879–1963), deutscher Jurist und Hochschullehrer
- Rosenberg, Léonce (1879–1947), französischer Kunsthändler und Verleger
- Rosenberg, Lothar (1895–1979), deutscher Jurist, Ministerialbeamter
- Rosenberg, Ludwig (1903–1977), deutscher Gewerkschafter, Vorsitzender des DGB
- Rosenberg, Manfred (1929–2020), deutscher Dirigent
- Rosenberg, Marc (1852–1930), deutscher Kunsthistoriker und Sammler
- Rosenberg, Marc (* 1950), US-amerikanischer Drehbuchautor und Produzent
- Rosenberg, Margarete (1910–1985), Überlebende der NS-Zeit und Arbeiterin
- Rosenberg, Marianne (* 1955), deutsche Pop- und Schlagersängerin, Komponistin, Texterin und BuchautorinMarianne Rosenberg (* 1955)

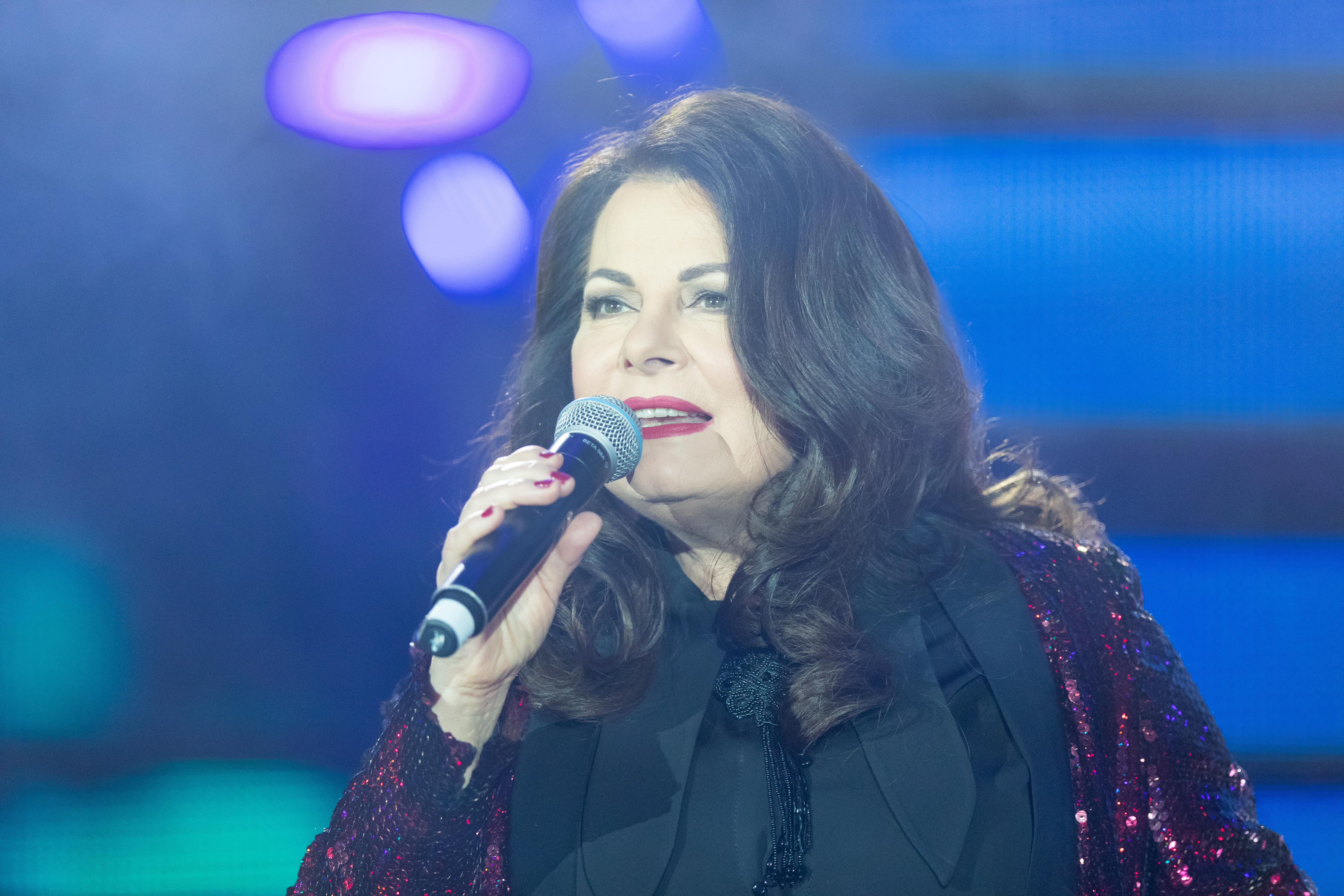
Marianne Rosenberg (* 1955)

- Rosenberg, Marie (1907–1982), österreichisch-britische Biologin
- Rosenberg, Markus (* 1982), schwedischer Fußballspieler
- Rosenberg, Marshall B. (1934–2015), US-amerikanischer Psychologe, Entwickler des Konzepts der Gewaltfreien Kommunikation
- Rosenberg, Märta (* 2002), schwedische Skilangläuferin
- Rosenberg, Martin (1908–1976), Schweizer Journalist und Parteimanager (CVP)
- Rosenberg, Martina (* 1963), deutsche Journalistin und Autorin
- Rosenberg, Martina (* 1970), deutsche Juristin und Präsidentin des militärischen Abschirmdienstes
- Rosenberg, Mary S. (1900–1992), US-amerikanische Verlegerin und Publizistin
- Rosenberg, Mathias († 1521), Bürgermeister von Görlitz
- Rosenberg, Max J. (1914–2004), US-amerikanischer Filmproduzent, Drehbuchautor und Liedtexter
- Rosenberg, Maximilian (1885–1969), deutscher Arzt, Schriftsteller, Musik- und Theaterkritiker
- Rosenberg, Maximilian von (1849–1913), deutscher Schriftsteller, preußischer Major, Kammerherr und Zeremonienmeister
- Rosenberg, Melissa, US-amerikanische Drehbuchautorin und Produzentin für Film und Fernsehen
- Rosenberg, Mozes (* 1983), niederländischer Jazzmusiker (Gitarre)
- Rosenberg, Nathan (1927–2015), US-amerikanischer Wirtschaftswissenschaftler und -historiker, Hochschullehrer
- Rosenberg, Nomy (* 1984), niederländischer Gitarrist des Gipsy Jazz
- Rosenberg, Oskar Adolf von (1878–1939), österreichischer Bankier und Unternehmer
- Rosenberg, Otto (1927–2001), deutscher Verbandsfunktionär, Vertreter der Sinti und Roma
- Rosenberg, Pamela (* 1945), US-amerikanische Kulturmanagerin und Intendantin
- Rosenberg, Paul (1881–1959), französischer Sammler und Kunsthändler
- Rosenberg, Paul (* 1971), US-amerikanischer MusikmanagerPaul Rosenberg (* 1971)

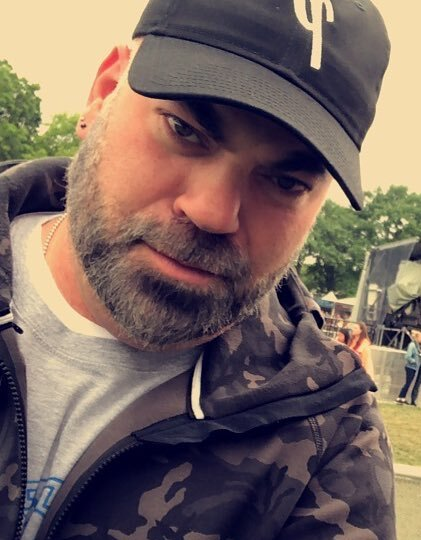
Paul Rosenberg (* 1971)

- Rosenberg, Peter (1871–1919), evangelisch-lutherischer Pastor, Bekenner in Lettland
- Rosenberg, Peter (* 1950), deutscher Violinist und Violinpädagoge
- Rosenberg, Peter Wok von (1539–1611), böhmischer Ständepolitiker, mit dem das Adelsgeschlecht der Rosenberger im Mannesstamm erlosch
- Rosenberg, Petra (* 1952), deutsche Sozialpädagogin; Vorsitzende des Verbands der Sinti und Roma in Berlin
- Rosenberg, Philip (* 1935), US-amerikanischer Artdirector und Szenenbildner
- Rosenberg, Philipp von († 1513), Fürstbischof von Speyer
- Rosenberg, Pierre (* 1936), französischer Kunsthistoriker
- Rosenberg, Rainer (1936–2021), deutscher Germanist
- Rosenberg, Rainer (* 1953), österreichischer Journalist
- Rosenberg, Raphael (* 1962), österreichischer Kunsthistoriker und Hochschullehrer an der Universität Wien
- Rosenberg, Richard (1894–1987), deutscher Komponist, Musiktheoretiker, Musikpublizist, Dirigent, Pianist und Jurist, jüdischer Abstammung
- Rosenberg, Robert (1951–2006), US-amerikanischer und israelischer Krimiautor und Journalist
- Rosenberg, Robert (* 1975), tschechischer Pornodarsteller
- Rosenberg, Sally (1870–1945), deutscher Münzhändler
- Rosenberg, Samuel (1842–1919), Rabbiner in Hunsdorf, Slowakei
- Rosenberg, Sara (* 1954), argentinische Schriftstellerin, Malerin und Dramaturgin
- Rosenberg, Scott (* 1963), US-amerikanischer Filmproduzent und Drehbuchautor
- Rosenberg, Scott Mitchell (* 1963), US-amerikanischer Comicverleger, Rechteverwerter und Filmproduzent
- Rosenberg, Sid (* 1967), US-amerikanischer Hörfunkmoderator
- Rosenberg, Siegfried (1867–1932), deutscher Numismatiker, Münzhändler und Auktionator
- Rosenberg, Solomon Leopold Millard (1869–1934), US-amerikanischer Romanist und
- Rosenberg, Stan (* 1949), US-amerikanischer Politiker
- Rosenberg, Steve (* 1968), britischer Journalist
- Rosenberg, Steven A. (* 1940), US-amerikanischer Chirurg und Krebsforscher am National Cancer Institute
- Rosenberg, Stochelo (* 1968), niederländischer Sinto und Jazz-Gitarrist
- Rosenberg, Stuart (1927–2007), US-amerikanischer Regisseur
- Rosenberg, Tamás (* 1947), deutscher Schlagzeuger und Komponist
- Rosenberg, Therese (* 1757), österreichische Theaterschauspielerin
- Rosenberg, Tiit (* 1946), estnischer Historiker
- Rosenberg, Tom, US-amerikanischer Filmproduzent
- Rosenberg, Toni (* 1988), deutscher Billardspieler
- Rosenberg, Tornado, Gitarrist
- Rosenberg, Uwe (* 1970), deutscher SpieleautorUwe Rosenberg (* 1970)

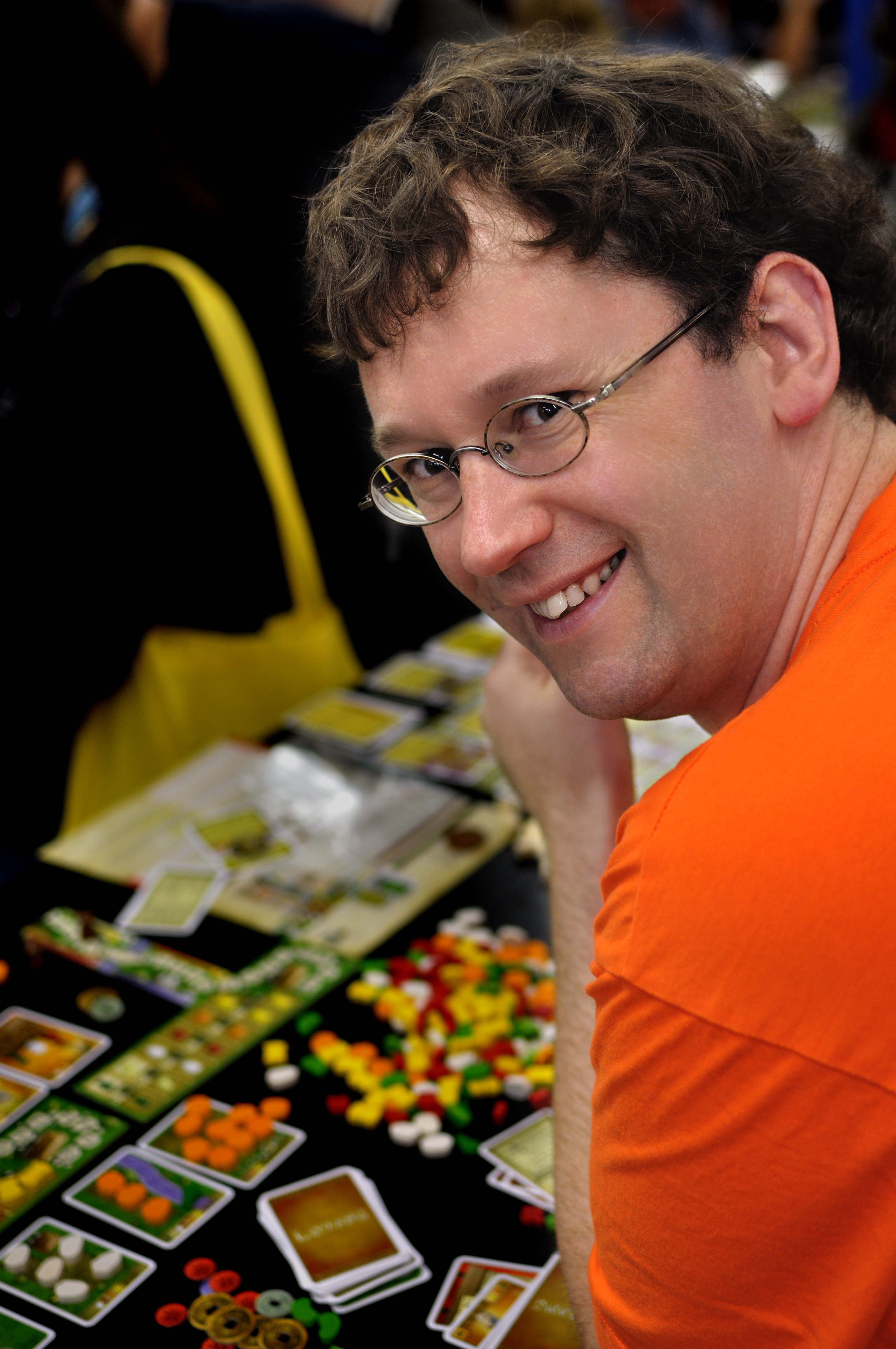
Uwe Rosenberg (* 1970)

- Rosenberg, Walter (1882–1945), deutscher Bildhauer und Künstler
- Rosenberg, Wera Michailowna (1894–1965), russisch-sowjetische Mathematikerin und Physikerin
- Rosenberg, Werner (1859–1930), deutscher Reichsgerichtsrat
- Rosenberg, Werner (* 1911), deutscher Politoffizier und Historiker
- Rosenberg, Werner (* 1914), deutscher Politiker (SPD)
- Rosenberg, William (1920–2014), dänischer Schauspieler
- Rosenberg, Wolf (1915–1996), deutscher Musikkritiker und Komponist
- Rosenberg, Wolfgang (1915–2007), neuseeländischer Ökonom
- Rosenberg, Wolfgang (1951–2022), deutscher Eishockeyspieler
- Rosenberg-Band, Erika (* 1951), deutsche Schriftstellerin, Dolmetscherin, Übersetzerin, Journalistin und Biografin
- Rosenberg-Blume, Carola (1899–1987), deutsche Erwachsenenbildnerin der Weimarer Zeit
- Rosenberg-Gruszczynski, Adolf von (1779–1844), preußischer Generalmajor, Kommandeur des 12. Landwehr-Brigade
- Rosenberg-Gruszczynski, Adolf von (1808–1884), preußischer General der Infanterie
- Rosenberg-Gruszczynski, August Burchard Raphael von (1770–1836), preußischer Landrat
- Rosenberg-Gruszczynski, Horst von (1855–1923), preußischer Generalleutnant
- Rosenberg-Gruszczynski, Justus von (1837–1900), deutscher Verwaltungsjurist und Parlamentarier
- Rosenberg-Lipinsky, Alfred von (1824–1901), deutscher Richter und Parlamentarier
- Rosenberg-Lipinsky, Johann Albert von (1797–1881), deutscher Agrarwissenschaftler
- Rosenberg-Lipinsky, Oskar von (1823–1883), deutscher Verwaltungsbeamter und Parlamentarier
- Rosenberger, Adolf (1900–1967), deutscher Autorennfahrer und Kaufmann
- Rosenberger, Alois (* 1960), österreichischer Politiker (ÖVP) und Direktor des Francisco Josephinum
- Rosenberger, Andreas (1847–1915), deutscher Chirurg und Hochschullehrer
- Rosenberger, Benjamin (* 1996), österreichischer FußballspielerBenjamin Rosenberger (* 1996)

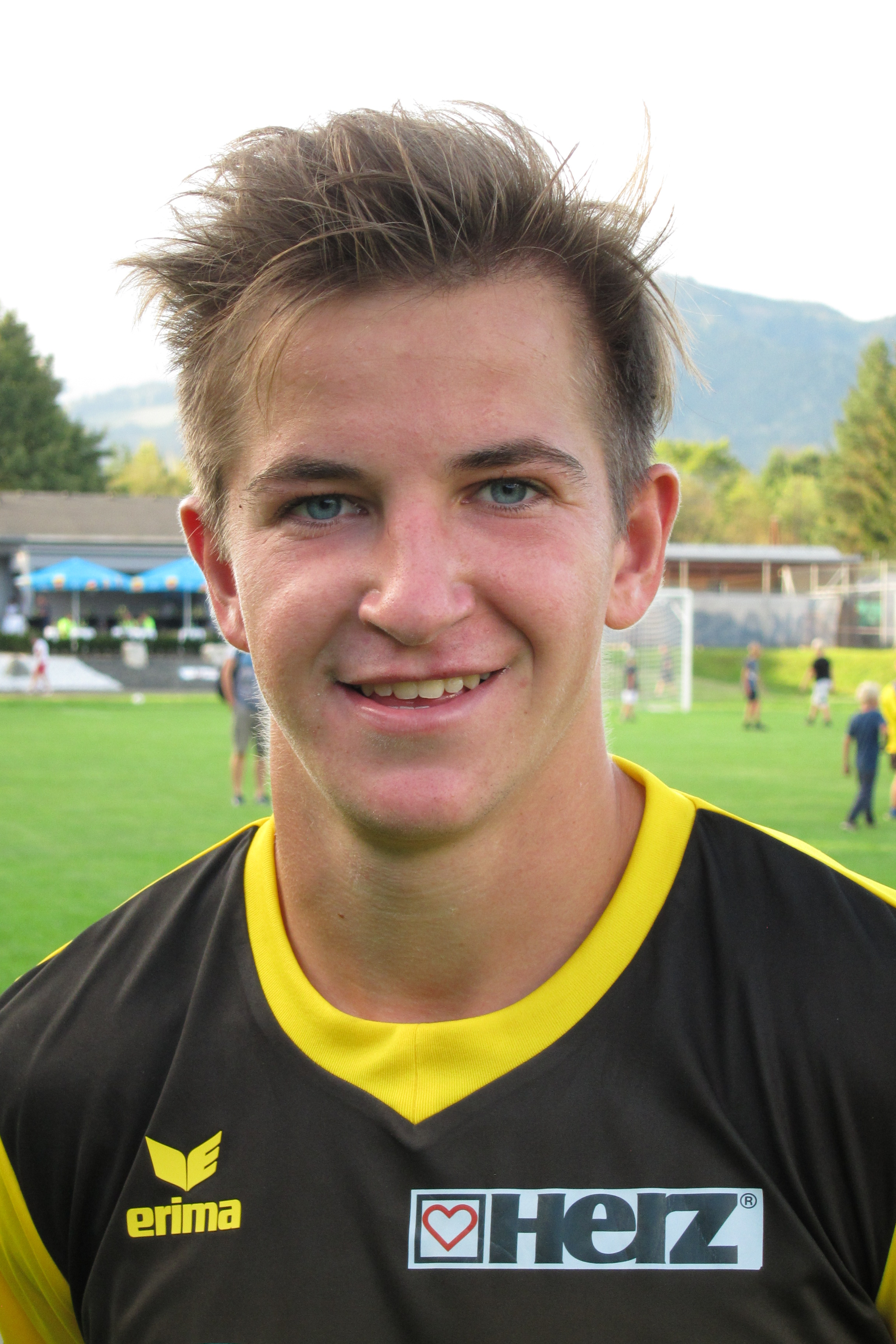
Benjamin Rosenberger (* 1996)

- Rosenberger, Bernd (* 1944), deutscher Kommunalpolitiker, Mathematiker, Hochschullehrer
- Rosenberger, Bernd (* 1947), deutscher Fußballspieler
- Rosenberger, Ferdinand (1845–1899), deutscher Physikhistoriker
- Rosenberger, Franz (1895–1967), rumäniendeutscher Komponist und Militärmusiker
- Rosenberger, Franz (1928–1986), österreichischer Politiker (SPÖ), Landtagsabgeordneter, Mitglied des Bundesrates
- Rosenberger, Franz Xaver (1820–1895), deutscher Politiker (Zentrum), MdR
- Rosenberger, Gustav (1909–1983), deutscher Tierarzt und Hochschullehrer
- Rosenberger, Hans (1510–1565), deutscher Kaufmann, Ratsherr und Zunftmeister
- Rosenberger, Hans (1904–1977), österreichischer Politiker (SPÖ), Landtagsabgeordneter im Burgenland
- Rosenberger, Harold E., US-amerikanischer Filmtechniker und Erfinder
- Rosenberger, Heinz J. (1937–1999), österreichischer Unternehmer und Gründer der Rosenberger Restaurantkette
- Rosenberger, Iris (* 1985), deutsch-türkische Schwimmerin
- Rosenberger, Johannes (* 1965), österreichischer Filmproduzent
- Rosenberger, Katharina (* 1971), Schweizer Komponistin und Klangkünstlerin
- Rosenberger, Martin (* 1994), deutscher Skeletonpilot
- Rosenberger, Michael (1766–1832), deutscher Klavierbauer
- Rosenberger, Michael (* 1962), deutscher Geistlicher und Moraltheologe
- Rosenberger, Michaela (* 1960), deutsche Gewerkschafterin
- Rosenberger, Nicole (* 1965), Schweizer Kommunikationswissenschaftlerin
- Rosenberger, Otto August (1800–1890), deutscher Astronom
- Rosenberger, Paul (1897–1981), österreichischer Politiker (SPÖ), Landtagsabgeordneter im Burgenland, Abgeordneter zum Nationalrat
- Rosenberger, Peter (* 1972), deutscher Politiker (CDU)
- Rosenberger, Raimund (1917–1990), deutscher KomponistRaimund Rosenberger (1917–1990)

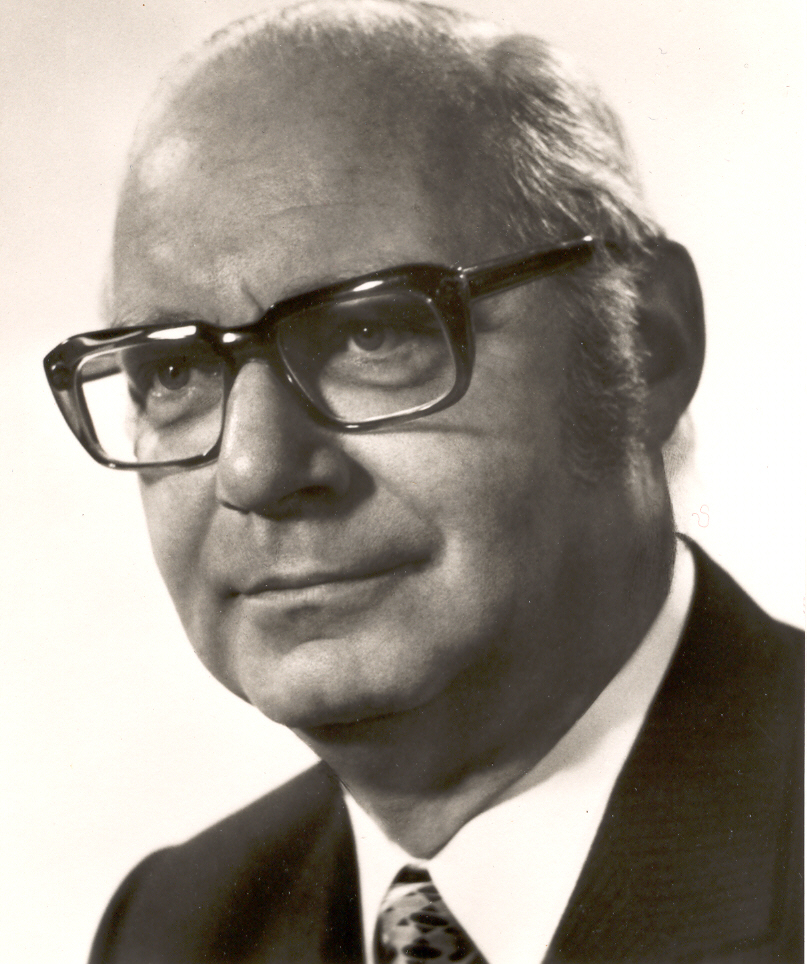
Raimund Rosenberger (1917–1990)

- Rosenberger, Robin (* 2004), deutscher Fußballspieler
- Rosenberger, Sieglinde (* 1957), österreichische Politikwissenschaftlerin
- Rosenberger, Sigrid (* 1940), deutsche Leichtathletin
- Rosenberger, Simon (1885–1931), deutscher Fußball-Schiedsrichter, -Funktionär und Sportjournalist
- Rosenberger, Veit (1963–2016), deutscher Althistoriker
- Rosenberger, Waldemar (1849–1918), Eisenbahningenieur, Schöpfer der Plansprache Idiom Neutral
- Rosenberger, Wilhelm (1891–1979), deutscher Verbandsfunktionär

#### Rosenbi
- Rosenbichler, Daniel (* 1995), österreichischer Fußballspieler

#### Rosenbl
- Rosenblad, Carl (* 1969), schwedischer Rennfahrer
- Rosenblat, Ángel (1902–1984), argentinischer und venezolanischer Romanist und Hispanist polnischer Herkunft
- Rosenblat, Barbara (* 1950), englische Schauspielerin und HörbuchsprecherinBarbara Rosenblat (* 1950)

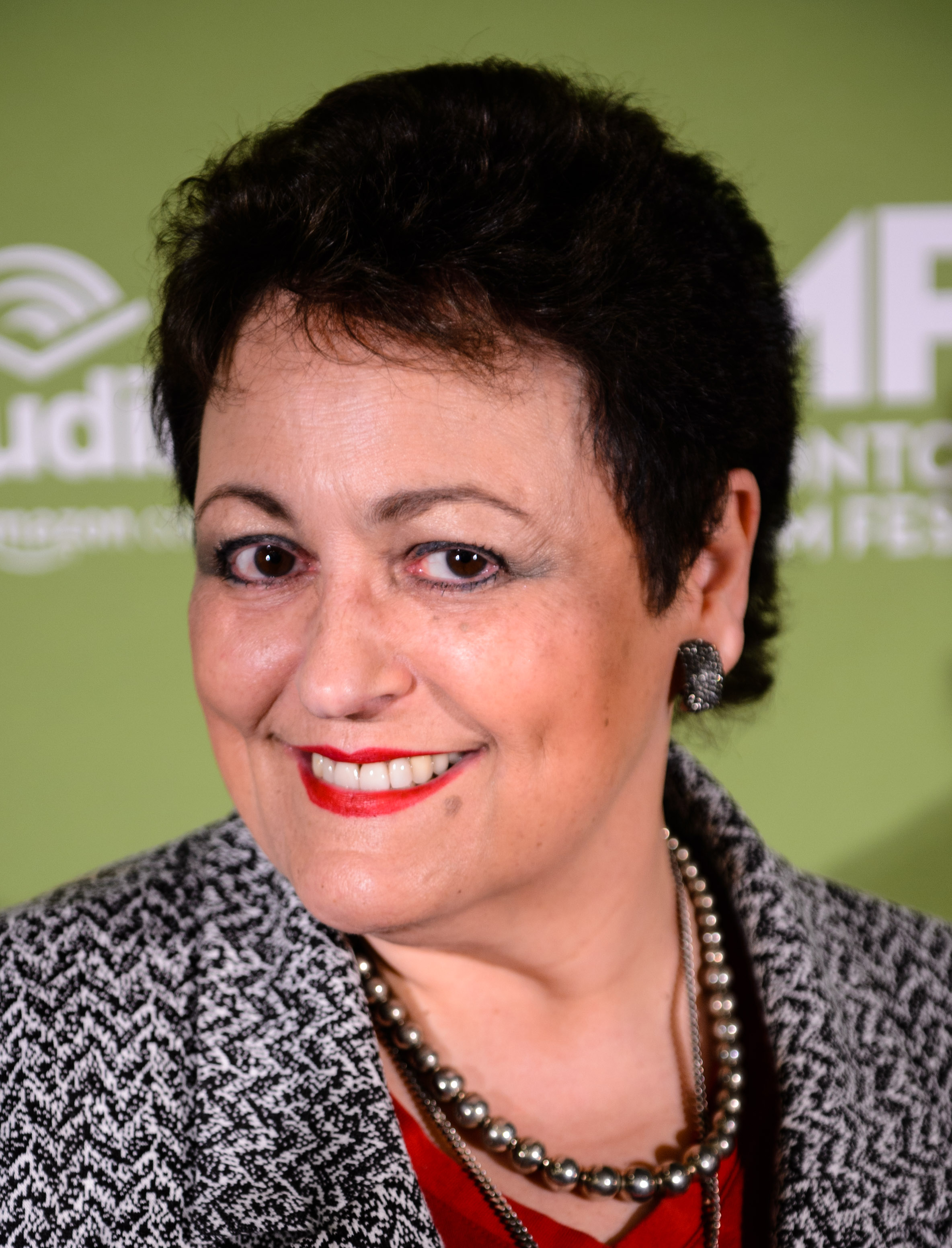
Barbara Rosenblat (* 1950)

- Rosenblatt, Alexander (* 1956), russischer Komponist und Pianist
- Rosenblatt, Edgar Fritz (1901–1997), US-amerikanischer Chemiker und Manager
- Rosenblatt, Frank (1928–1971), US-amerikanischer Psychologe und Informatiker
- Rosenblatt, Jay (* 1955), US-amerikanischer Filmregisseur
- Rosenblatt, Joe (1933–2019), kanadischer Schriftsteller, Dichter und Maler
- Rosenblatt, Jossele (1882–1933), ukrainischer Chasan und Komponist
- Rosenblatt, Levy (1888–1944), deutscher Lehrer und Erzieher, ermordeter Direktor der Israelitischen Gartenbauschule Hannover-Ahlem
- Rosenblatt, Lucas (* 1954), Schweizer Koch
- Rosenblatt, Moran (* 1985), israelische FilmschauspielerinMoran Rosenblatt (* 1985)

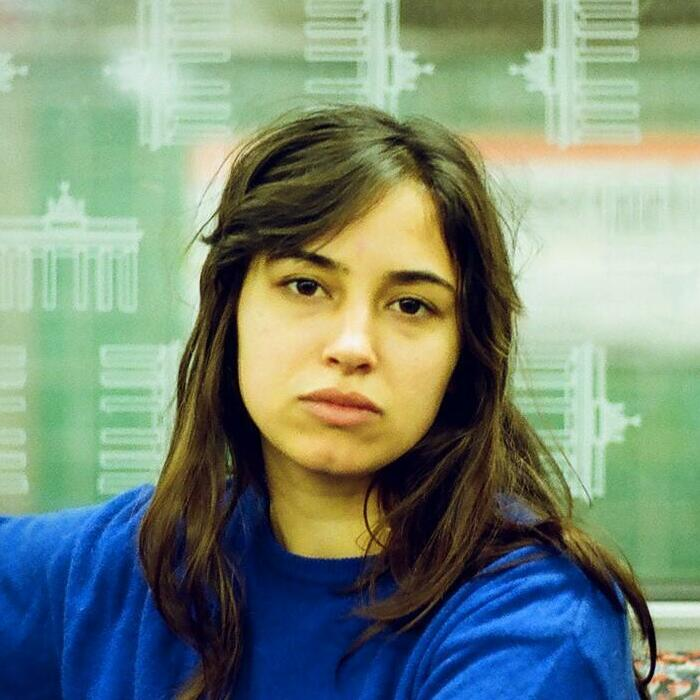
Moran Rosenblatt (* 1985)

- Rosenblatt, Murray (1926–2019), US-amerikanischer Statistiker
- Rosenblatt, Wibrandis (1504–1564), Frau von Johannes Oekolampad, Wolfgang Capito und Martin Bucer
- Rosenblith, Walter A. (1913–2002), US-amerikanischer Wirtschaftswissenschaftler
- Rosenbloom, Benjamin L. (1880–1965), US-amerikanischer Politiker
- Rosenbloom, David, US-amerikanischer Filmeditor
- Rosenbloom, Hannah (* 2001), laotisch-amerikanische Popsängerin, Model und Filmschauspielerin
- Rosenbloom, Mara (* 1984), US-amerikanische Jazzmusikerin (Piano, Komposition)
- Rosenbloom, Maxie (1907–1976), US-amerikanischer Boxer und Schauspieler
- Rosenbloom, Paul C. (1920–2005), US-amerikanischer Mathematiker
- Rosenbloom, Sydney (1889–1967), britischer Pianist und Komponist
- Rosenblueth, Arturo (1900–1970), mexikanischer Physiologe
- Rosenblueth, Emilio (1896–1945), mexikanischer Maler und Zeichner
- Rosenblueth, Emilio (1926–1994), mexikanischer Bauingenieur
- Rosenblum, Adi (* 1962), israelisch-österreichische Künstlerin
- Rosenblum, Barbara (1943–1988), US-amerikanische Soziologin
- Rosenblum, Donald E. (1929–2022), US-amerikanischer Offizier, Generalleutnant der US-Army
- Rosenblum, Ellen (* 1951), US-amerikanische Juristin und Politikerin
- Rosenblum, Herzl (1903–1991), israelischer Journalist
- Rosenblum, Jair (1944–1996), israelischer Komponist
- Rosenblum, Jewgeni Abramowitsch (1919–2000), sowjetischer Architekt, Designer und Hochschullehrer
- Rosenblum, Mary (1952–2018), amerikanische Autorin von Science-Fiction- und Detektivgeschichten
- Rosenblum, Mendel (* 1962), US-amerikanischer Informatiker
- Rosenblum, Myer (1907–2002), australischer Hammerwerfer und Rugby-Union-Spieler
- Rosenblum, Nina (* 1950), US-amerikanische Filmregisseurin und Filmproduzentin
- Rosenblum, Pnina (* 1954), israelische Sängerin, Model, Schauspielerin, Politikerin und Unternehmerin
- Rosenblum, Ralph (1925–1995), US-amerikanischer Cutter und Regisseur
- Rosenblum, Robert (1927–2006), US-amerikanischer Kunsthistoriker
- Rosenblum, Senek (1935–2022), deutscher Autor
- Rosenblum, Steven, US-amerikanischer Filmeditor
- Rosenblum, Walter (1919–2006), US-amerikanischer Fotograf und Hochschullehrer
- Rosenblüth, Amalia (1892–1979), austroamerikanische Bibliothekarin
- Rosenbluth, Arianna W. (1927–2020), US-amerikanische Physikerin und Informatikerin
- Rosenbluth, Gideon (1921–2011), kanadischer Ökonom
- Rosenbluth, Marshall (1927–2003), US-amerikanischer Physiker
- Rosenblüth, Martin Michael (1886–1963), deutsch-israelischer Verbandsfunktionär und Ministerialbeamter

#### Rosenbo
- Rosenbohm, Christian (1878–1948), deutscher Politiker (SPD), MdL
- Rosenbohm, Lukas (* 1997), deutscher Basketballspieler
- Rosenbohm, Samuel (1567–1625), deutscher Pastor und Dichter
- Rosenboom, Daniel (* 1982), amerikanischer Jazzmusiker (Trompete, Komposition)
- Rosenboom, David (* 1947), amerikanischer Musiker (Piano, Violine) und Komponist
- Rosenboom, Hilke (1957–2008), deutsche Schriftstellerin
- Rosenboom, Johann (* 1947), deutscher Maler und Grafiker
- Rosenboom, Lasse (* 2002), deutscher FußballspielerLasse Rosenboom (* 2002)

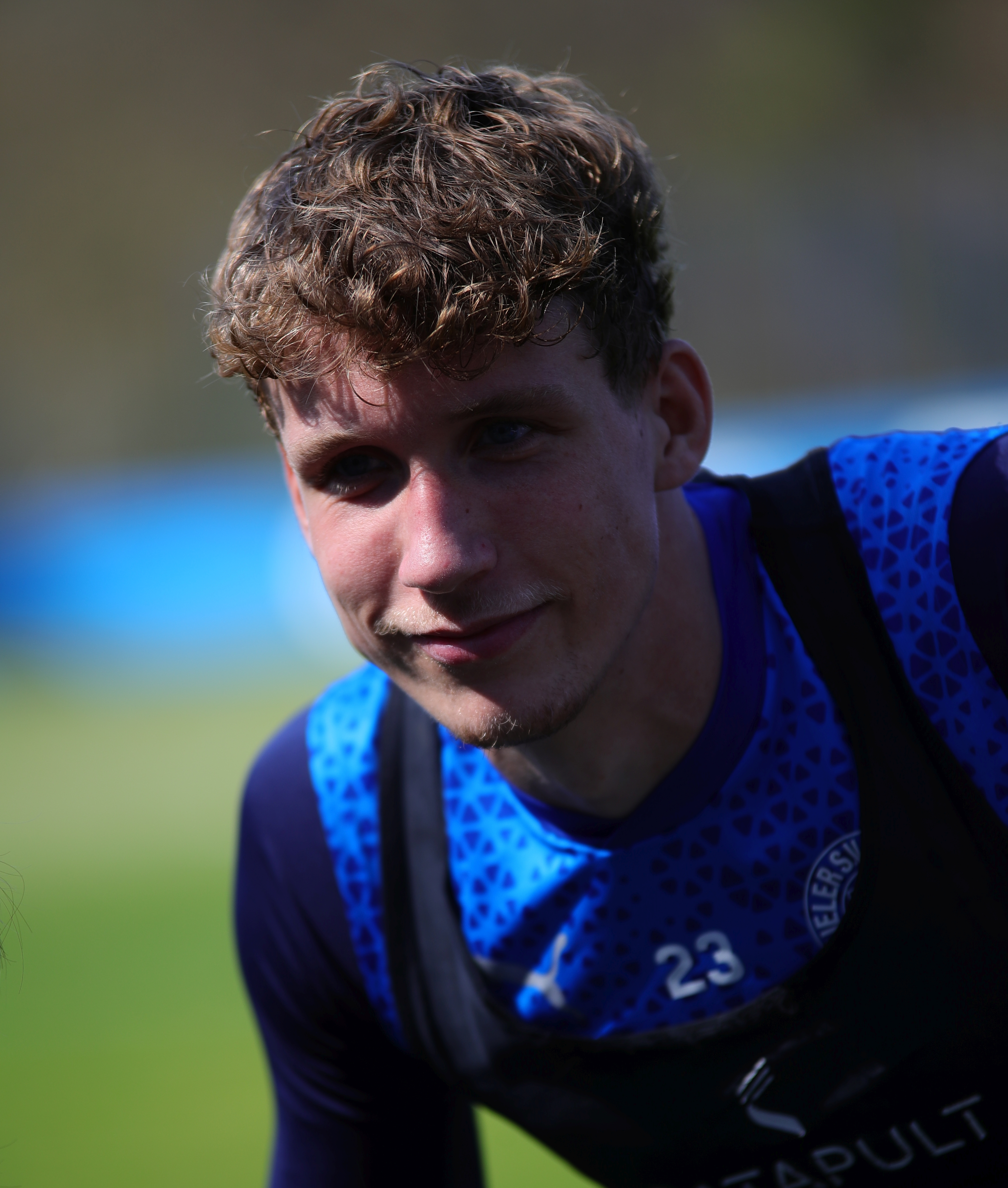
Lasse Rosenboom (* 2002)

- Rosenboom, Thomas (* 1956), niederländischer Schriftsteller
- Rosenborg, Anne Dorte von (1947–2014), dänische Adelige und Angehörige der dänischen Königsfamilie
- Rosenborg, Camilla von (* 1972), dänische Adelige
- Rosenborg, Christian von (1942–2013), dänischer Adeliger und Marineoffizier, Angehöriger des dänischen Königshauses
- Rosenborg, Ingolf von (* 1940), dänischer Prinz und Graf von Rosenborg
- Rosenborg, Oluf von (1923–1990), dänischer Adeliger und Offizier, Angehöriger der dänischen Königsfamilie
- Rosenborg, Ralph (1913–1992), US-amerikanischer Maler

#### Rosenbr
- Rosenbrock, Rolf (* 1945), deutscher Gesundheitswissenschaftler
- Rosenbruch, Franz (1898–1958), deutscher Politiker (SPD), MdL
- Rosenbruch, Friedrich Wilhelm Leopold von (1726–1795), preußischer Generalmajor, Chef des Dragonerregiment Nr. 10 sowie Erbherr auf Jarchau und Rindtorf

#### Rosenbu
- Rosenbusch, Gerlind (* 1947), deutsche Schauspielerin und Moderatorin
- Rosenbusch, Hans Christoph von (1717–1785), preußischer Generalmajor, Chef des Husarenregiments Nr. 3, Inspekteur der Westpreußischen Kavallerieregimenter
- Rosenbusch, Jürg P. (* 1938), Schweizer Arzt und Biochemiker
- Rosenbusch, Karl Bernhard von (1744–1807), preußischer Generalmajor
- Rosenbusch, Karl Heinrich (1836–1914), deutscher Geologe
- Rosenbusch, Karl Heinrich Wilhelm Louis (1840–1895), deutscher Lehrer und Verfasser einer Stadtgeschichte Hannovers
- Rosenbusch, Lambert (1940–2009), deutscher Architekt und Designer
- Rosenbusch, Lotte (1924–2010), deutsche Malerin und Restauratorin
- Rosenbusch, Werner (1924–2016), deutscher Maler, Grafiker und Zeichner
- Rosenbusch, Willy (1903–1983), deutscher Radrennfahrer und nationaler Meister im Radsport

### Rosenc
- Rosencof, Mauricio (* 1933), uruguayischer Schriftsteller und Dramatiker
- Rosencrantz, Otto (1875–1963), deutscher Verwaltungsjurist; Regierungspräsident in Gumbinnen
- Rosencron, Heinrich von († 1690), Jurist und Bürgermeister von Reval

### Rosend
- Rosendaal, Frits (* 1959), niederländischer Mediziner
- Rosendahl, Ann (* 1959), schwedische Skilangläuferin
- Rosendahl, Bernhard Wilhelm (1804–1846), deutscher Maler
- Rosendahl, Carl (1852–1917), deutscher Konteradmiral
- Rosendahl, Charles E. (1892–1977), US-amerikanischer Vizeadmiral
- Rosendahl, Claes (1929–2013), schwedischer Jazz- und Unterhaltungsmusiker (Saxophone, Flöte, Klarinette, Komposition)
- Rosendahl, Erich (1866–1952), deutscher Heimatforscher, Journalist und Autor
- Rosendahl, Gerd (* 1956), deutscher Handballspieler
- Rosendahl, Gunnar P. (1919–1996), dänischer Zivilingenieur
- Rosendahl, Hans (1944–2021), schwedischer Schwimmer
- Rosendahl, Heinz (1920–2006), deutscher Leichtathlet
- Rosendahl, Hugo (1884–1964), deutscher Jurist und Kommunalpolitiker
- Rosendahl, Oskar (1876–1941), deutscher Architekt
- Rosendahl, Philip (1893–1974), dänischer Jurist, Beamter und Landsfoged von Nordgrönland
- Rosendahl, Risto (* 1979), finnischer Eisschnellläufer
- Rosendahl, Saskia (* 1993), deutsche SchauspielerinSaskia Rosendahl (* 1993)

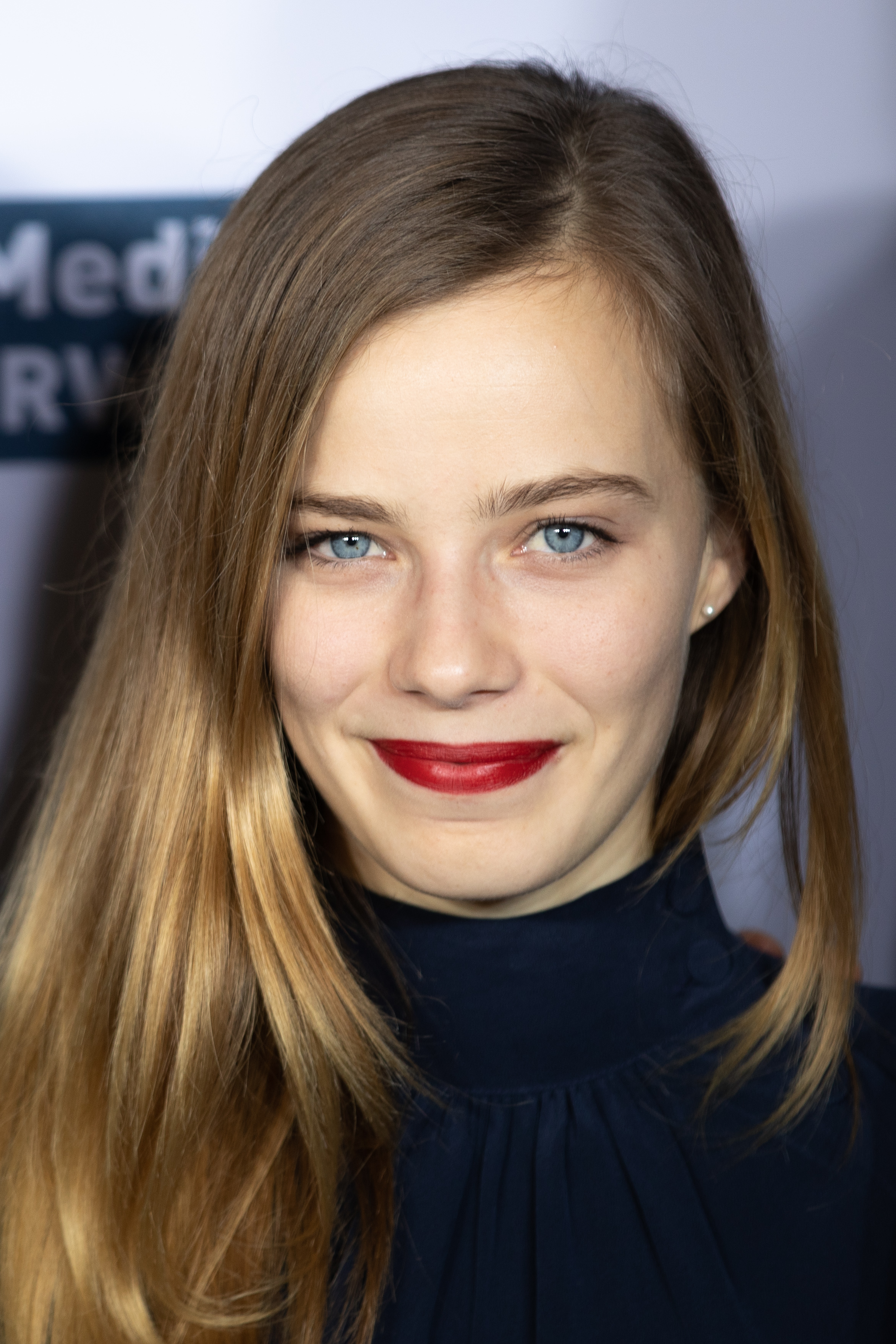
Saskia Rosendahl (* 1993)

- Rosendahl, Wilfried (* 1966), deutscher Bioarchäologe, Geowissenschaftler, Kurator, Kulturmanager, Hochschullehrer und Generaldirektor der Reiss-Engelhorn-Museen
- Rosendal, Kristin (* 1962), norwegische Politikwissenschaftlerin und Professorin am Fridtjof Nansen Institut
- Rosendale, Matt (* 1960), US-amerikanischer Politiker der Republikanischen Partei
- Rosendale, Simon W. (1842–1937), US-amerikanischer Jurist und Politiker
- Rosende Sánchez, Eduardo (1862–1928), spanischer Maler
- Rosende, Alberto (* 1993), US-amerikanischer Schauspieler
- Rosende, Mercedes (* 1958), uruguayische Schriftstellerin, Anwältin und Journalistin
- Rosende, Raúl, uruguayischer UN-Funktionär
- Rosendo de Celanova (907–977), galicischer Adliger und Kirchenführer
- Rosendo, Ezequiel (* 1985), argentinischer Fußballspieler
- Rosendo, Jesús (* 1982), spanischer Radrennfahrer
- Rosendo, Raulín (* 1957), dominikanischer Salsasänger
- Rosendorfer, Herbert (1934–2012), deutscher Jurist, Schriftsteller und KarikaturistHerbert Rosendorfer (1934–2012)

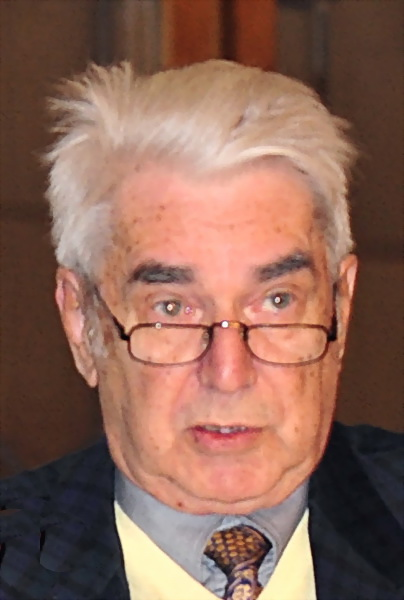
Herbert Rosendorfer (1934–2012)

- Rosendorff, Hertha (1882–1942), Opfer des Holocaust
- Rosendorff, Hugo (* 1880), Apotheker und Opfer des Holocaust
- Rosendorfsky, Maria, österreichische Opern-, Operetten und Musicalsängerin in der Stimmlage Sopran

### Rosene
- Roseneck, Reinhard (1950–2012), deutscher Denkmalpfleger
- Rosenegg, Hugo von († 1418), Abt von Einsiedeln (1402–1418)
- Rosenegg, Werner von († 1402), Abt der Reichenau (1385–1402)
- Rosenegger, Daniela (* 1966), österreichische Politikerin (ÖVP), Landtagsabgeordnete
- Rosenegger, Josef (1917–2010), deutscher katholischer Geistlicher
- Rosenegger, Lorenz (1708–1766), Rechenmeister beim Salzbergwerk Dürrnberg
- Rosenel, Natalja Alexandrowna (1900–1962), sowjetische Schauspielerin
- Rösener, Anke, deutsche Politikwissenschaftlerin
- Rösener, Christoph (* 1964), deutscher Sprach-/Übersetzungswissenschaftler und Terminologe
- Rösener, Erwin (1902–1946), deutscher Politiker (NSDAP), MdR, SS-Obergruppenführer und General der PolizeiErwin Rösener (1902–1946)

Erwin Rösener (1902–1946)

- Rösener, Friedrich (1815–1878), Landtagsabgeordneter Waldeck
- Rösener, Hans (1856–1935), deutscher Architekt und preußischer Baubeamter
- Rosener, Jason (* 1975), US-amerikanischer Skirennläufer
- Rösener, Karl (1843–1927), deutscher Landrat
- Rösener, Karl (1879–1956), deutscher Militärarzt und Tropenmediziner
- Rösener, Karlheinz (1933–2024), deutscher Industriemanager
- Rösener, Werner (* 1944), deutscher Historiker

### Rosenf
- Rosenfarb, Chava (1923–2011), polnisch-kanadische Schriftstellerin
- Rosenfeld, Alexandra (* 1986), französische Schönheitskönigin (Miss Europe 2006)
- Rosenfeld, Alvin H. (* 1938), US-amerikanischer Buchautor und Literaturwissenschaftler
- Rosenfeld, Anatol (1912–1973), deutscher Literaturkritiker
- Rosenfeld, Arthur H. (1926–2017), US-amerikanischer Physiker
- Rosenfeld, Astrid (* 1977), deutsche Schriftstellerin
- Rosenfeld, Bella (1889–1944), jiddischsprachige Autorin, Ehefrau von Marc Chagall
- Rosenfeld, Betty (1907–1942), deutsche Interbrigadistin, Opfer des Holocaust
- Rosenfeld, Boris Abramowitsch (1917–2008), russischer Mathematiker und Mathematikhistoriker
- Rosenfeld, Dagmar (* 1974), deutsche JournalistinDagmar Rosenfeld (* 1974)

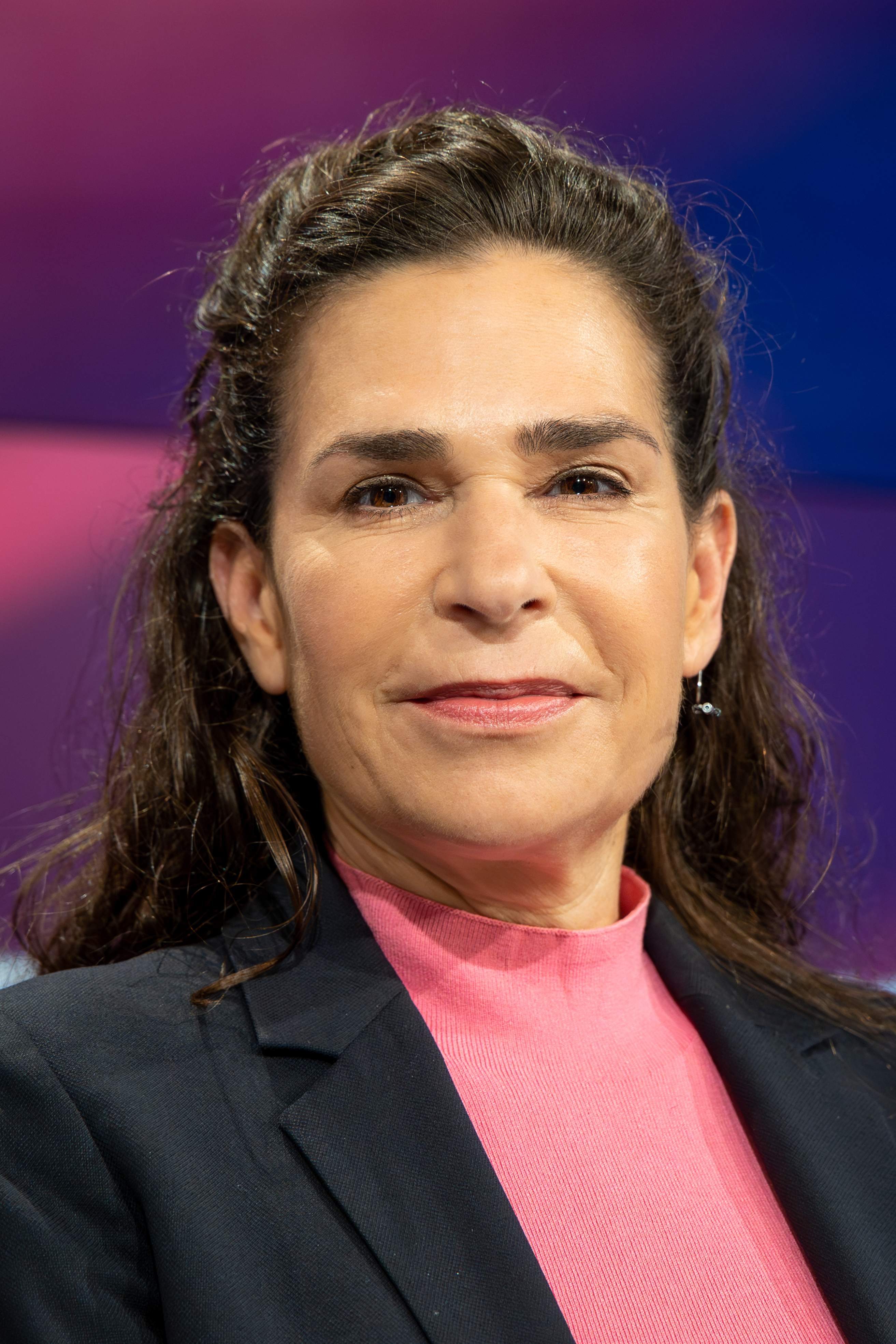
Dagmar Rosenfeld (* 1974)

- Rosenfeld, Eduard († 1826), deutscher Zeichner
- Rosenfeld, Else (1891–1970), deutsche Sozialarbeiterin und Schriftstellerin
- Rosenfeld, Eric, luxemburgischer Sänger und Gitarrist
- Rosenfeld, Ernst (1869–1952), deutscher Jurist
- Rosenfeld, Eugen (1870–1953), deutscher Maler
- Rosenfeld, Eva (1892–1977), österreichisch-britische Psychoanalytikerin
- Rosenfeld, Fanny († 1969), kanadische Leichtathletin
- Rosenfeld, Felix (1872–1917), deutscher Archivar und Historiker
- Rosenfeld, Friedrich Heyer von (1828–1896), österreichischer Hauptmann und Heraldiker
- Rosenfeld, Gerhard (1931–2003), deutscher Komponist
- Rosenfeld, Günter (1926–2015), deutscher Historiker und Hochschullehrer
- Rosenfeld, Hans (1926–2015), US-amerikanischer Holocaust-Überlebender deutscher Herkunft
- Rosenfeld, Hans-Friedrich (1899–1993), deutscher Germanist
- Rosenfeld, Hellmut (1907–1993), deutscher Germanist, Bibliothekar, Hochschuldozent und Volkskundler
- Rosenfeld, Herbert (1910–1986), deutscher Psychoanalytiker und Vorkämpfer für psychosomatische Medizin und Interdisziplinarität
- Rosenfeld, Irene (* 1953), US-amerikanische Managerin
- Rosenfeld, Isaac (1918–1956), US-amerikanischer Schriftsteller
- Rosenfeld, Jakob (1903–1952), österreichischer Arzt
- Rosenfeld, Joachim Ulrich von (* 1525), langjähriger Hauptmann der Herrschaft Reichenberg
- Rosenfeld, Johann Friedrich von (1739–1809), siebenbürgischer Verwaltungsbeamter
- Rosenfeld, Jona (1922–2023), deutsch-israelischer Sozialpädagoge und Psychoanalytiker
- Rosenfeld, Karl Ludwig von (1804–1869), siebenbürgisch-österreichischer Staatsmann
- Rosenfeld, Klaus (* 1966), deutscher Manager, Vorstandsvorsitzender der Schaeffler AGKlaus Rosenfeld (* 1966)

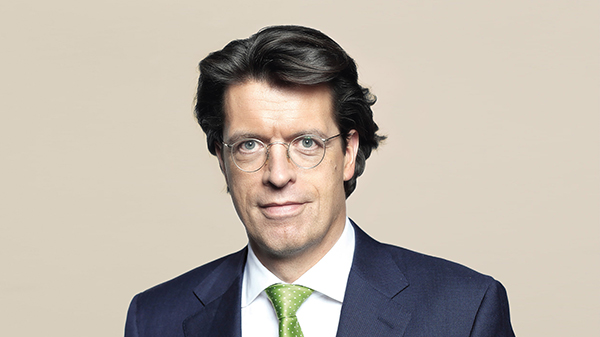
Klaus Rosenfeld (* 1966)

- Rosenfeld, Kurt (1877–1943), deutscher Politiker (SPD, USPD, SADP), MdR und Anwalt
- Rosenfeld, Léon (1904–1974), belgischer Physiker
- Rosenfeld, Lotty (1943–2020), chilenische Aktionskünstlerin
- Rosenfeld, Louis, US-amerikanischer Informationsarchitekt, Berater, Autor und Verleger
- Rosenfeld, Marian (* 1968), Schweizer Pianistin
- Rosenfeld, Max (1871–1956), deutscher Neurologe, Psychiater und Hochschullehrer
- Rosenfeld, Max (1874–1948), deutscher Maler und Bühnenautor
- Rosenfeld, Michael G. (* 1944), US-amerikanischer Biochemiker und Molekularbiologe
- Rosenfeld, Michael Gottfried von (1708–1786), österreichischer General
- Rosenfeld, Monroe H. (1861–1918), US-amerikanischer Komponist
- Rosenfeld, Morris (1862–1923), jiddischer Lyriker
- Rosenfeld, Oskar (* 1884), österreichischer Schriftsteller, Journalist und Zionist Herzlscher Prägung
- Rosenfeld, Richard (1948–2024), US-amerikanischer Soziologe und Kriminologe
- Rosenfeld, Rolf-Peter (* 1957), deutscher Fußballspieler
- Rosenfeld, Ruth (1920–1991), US-amerikanische Schriftstellerin deutscher Herkunft
- Rosenfeld, Selma (1892–1984), deutsche Lehrerin und Professorin
- Rosenfeld, Semjon (1922–2019), letzter bekannter Überlebender des Vernichtungslagers SobiborSemjon Rosenfeld (1922–2019)

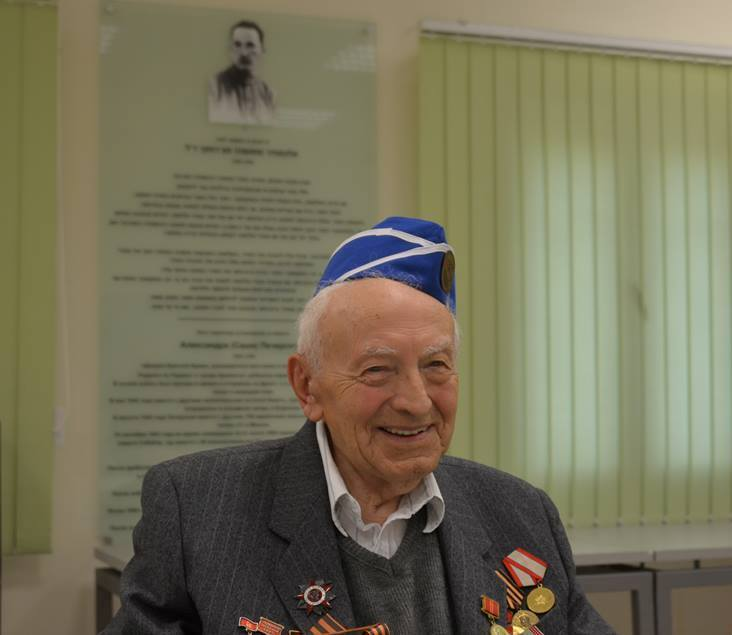
Semjon Rosenfeld (1922–2019)

- Rosenfeld, Siegfried (1874–1947), deutscher Jurist und Politiker (SPD), MdL
- Rosenfeld, Ulrich (1930–2023), deutscher Geologe
- Rosenfeld, Ursula von († 1538), deutsche Adlige, zweite Gemahlin des Markgrafen Ernst von Baden
- Rosenfeld, Viktor (1852–1919), österreichischer Rechtsanwalt
- Rosenfelder, Albert (* 1892), deutscher Rechtsanwalt und NS-Opfer
- Rosenfelder, Andreas (* 1975), deutscher Journalist
- Rosenfelder, Fritz (1901–1933), deutscher Unternehmer
- Rosenfelder, Ludwig (1813–1881), deutscher Maler
- Rosenfelder, Lydia (* 1982), deutsche Journalistin
- Rosenfelder, Max (* 2003), deutscher Fußballspieler
- Rosenfelder, Oskar (1878–1950), deutscher Papierfabrikant und der Erfinder der „Tempo“-Papiertaschentücher
- Rosenfelder, Winfried (1923–2009), deutscher Politiker
- Rosenfeldt, Hans (* 1964), schwedischer Schriftsteller, Schauspieler und ModeratorHans Rosenfeldt (* 1964)

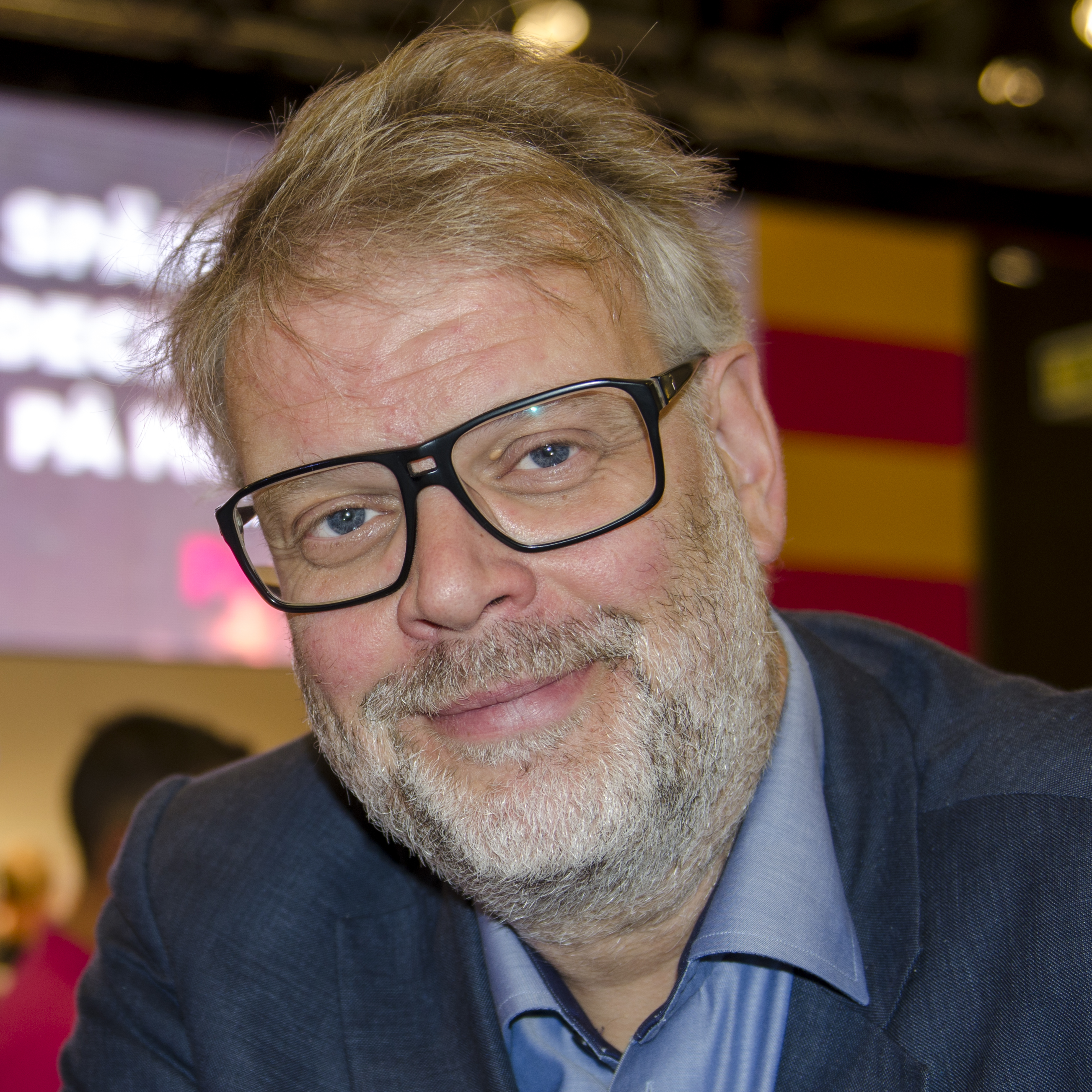
Hans Rosenfeldt (* 1964)

- Rosenfeldt, Horst (* 1939), deutscher Wasserspringer
- Rosenfeldt, Jenspeter (* 1958), deutscher Politiker (SPD), MdHB
- Rosenfeldt, Werner von (1639–1710), schwedischer Admiral
- Rosenfeldt, Wolfgang (1935–2016), deutscher Fußballspieler
- Rosenfels, Sage (* 1978), US-amerikanischer Footballspieler
- Rosenfield, Ben (* 1992), US-amerikanischer Filmschauspieler
- Rosenfield, John (1900–1966), US-amerikanischer Journalist, Musik- und Kulturkritiker
- Rosenfield, John M. (1924–2013), US-amerikanischer Kunsthistoriker und Ostasienwissenschaftler
- Rosenfield, Maurice (1914–2005), US-amerikanischer Rechtsanwalt und Filmproduzent

### Roseng
- Rosengarden, Bobby (1924–2007), amerikanischer Jazzschlagzeuger und Studiomusiker
- Rosengart, Aemilian (1757–1810), schwäbischer Theologe, Philosoph, Komponist und Musiker
- Rosengart, Horst (1936–2021), deutscher Architekt und Hochschullehrer
- Rosengart, Lucien (1881–1976), französischer Ingenieur und Industrieller
- Rosengart, Max (1855–1943), deutscher Jurist
- Rosengarten, Albrecht (1810–1893), deutscher Architekt
- Rosengarten, Heinz-Lothar (1936–2007), deutscher Politiker (CDU)
- Rosengarten, Theodore (* 1944), US-amerikanischer Historiker
- Rosengarten, Ulrich (1933–2024), deutscher Diplomat
- Rosengarth, Friedrich (1885–1977), deutscher Erfinder und Glasbläser
- Rosengarthen, Paula Lileen (* 1974), deutsche Schauspielerin, Autorin und Dozentin
- Rosengrant, John, Spezialeffektkünstler
- Rosengren, Bernt (1937–2023), schwedischer Jazzsaxophonist und Komponist
- Rosengren, Birger (1917–1977), schwedischer Fußballspieler
- Rosengren, Björn (* 1959), schwedischer Manager
- Rosengren, Cathrine (* 1999), dänische Badmintonspielerin
- Rosengren, Eric S. (* 1957), US-amerikanischer Wirtschaftswissenschaftler und Zentralbanker
- Rosengren, Inger (* 1934), schwedische Linguistin, Germanistin und Hochschullehrerin
- Rosengren, Patrik (* 1971), schwedischer Fußballspieler
- Rosengurtt, Bernardo (1916–1985), uruguayischer Botaniker

### Rosenh
- Rosenhagen, Christian Wilhelm Gustav (1817–1870), deutscher evangelischer Theologe und Politiker
- Rosenhagen, Ferdinand (1830–1920), deutscher Politiker
- Rosenhagen, Gustav (1866–1941), deutscher Germanist
- Rosenhagen, Hans (1858–1943), deutscher Kunstkritiker
- Rosenhagen, Hans Hermann (* 1901), deutscher Politiker (NSDAP), MdL
- Rosenhain, Eduard (1818–1861), deutscher Komponist und Hochschullehrer
- Rosenhain, Jakob (1813–1894), deutscher Komponist
- Rosenhain, Johann Georg (1816–1887), deutscher Mathematiker und Hochschullehrer
- Rosenhainer, Helene (1899–1983), deutsche Politikerin (KPD), MdL
- Rosenhammer, Arthur (1910–1985), deutscher Rennfahrer
- Rosenhammer, José Calasanz (1900–2003), oberösterreichischer Missionsbischof
- Rosenhan, David (1929–2012), US-amerikanischer Psychologe
- Rosenhand, Simon Matthäus von (1613–1668), Regierungsrat in Schwedisch-Pommern
- Rosenhane, Schering (1609–1663), Gesandter der schwedischen Königin Christina beim Westfälischen Friedenskongress
- Rosenhardt genannt Glockengießer, Christoph II. (1529–1594), deutscher Glockengießer und Ratsgenannter
- Rosenhauer, Hans (* 1928), deutscher Hörspielregisseur
- Rosenhauer, Moritz Heinrich (1803–1888), deutscher evangelischer Pfarrer und Politiker
- Rosenhauer, Theodor (1901–1996), deutscher MalerTheodor Rosenhauer (1901–1996)

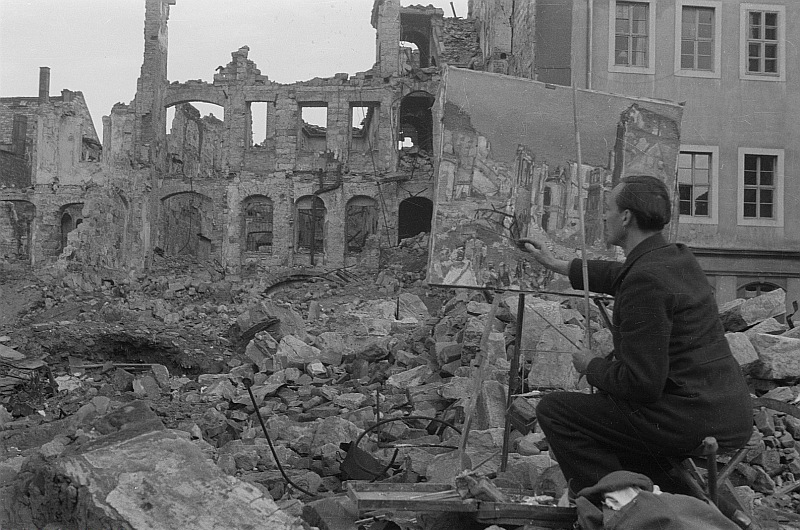
Theodor Rosenhauer (1901–1996)

- Rosenhauer, Wilhelm Gottlieb (1813–1881), deutscher Zoologe
- Rosenhaupt, Hans (1911–1985), deutschamerikanischer Bildungsmanager
- Rosenhaupt, Karl (1885–1952), deutscher Verwaltungsbeamter und Politiker
- Rosenhayn, Paul (1877–1929), deutscher Drehbuchautor
- Rosenheck, Allan (1938–2018), US-amerikanischer Komponist
- Rosenheim, Arthur (1865–1942), deutscher Chemiker
- Rosenheim, Bernd (* 1931), deutscher Bildhauer, Maler, Autor und Dokumentarfilmer
- Rosenheim, Jacob (1870–1965), deutscher Gelehrter der jüdischen Orthodoxie
- Rosenheim, Käte (1892–1979), deutsch-US-amerikanische Sozialarbeiterin jüdischer Abstammung
- Rosenheim, Max, Baron Rosenheim (1908–1972), britischer Mediziner
- Rosenheim, Otto (1871–1955), englischer Biochemiker
- Rosenheim, Richard (1883–1964), deutscher Theaterdirektor, Journalist, Sachbuchautor und Hochschulprofessor
- Rosenheim, Theodor (1860–1939), deutscher Mediziner
- Rosenheinrich, Günther (1931–2018), deutscher Bauingenieur und Hochschullehrer
- Rosenheinrich, Otto (* 1920), deutscher Fußballtorhüter
- Rosenheyn, Johann Samuel (1777–1844), deutscher Lehrer
- Rosenhoff, Michael (* 1963), deutscher Kontrabassist
- Rosenhoff, Orla (1844–1905), dänischer Komponist und Musikpädagoge
- Rosenholm, Patrik (* 1988), schwedischer Tennisspieler
- Rosenholz, Arkadi Pawlowitsch (1889–1938), russischer Revolutionär und Volkskommissar

### Roseni
- Rosenior, Liam (* 1984), englischer Fußballspieler und -trainerLiam Rosenior (* 1984)

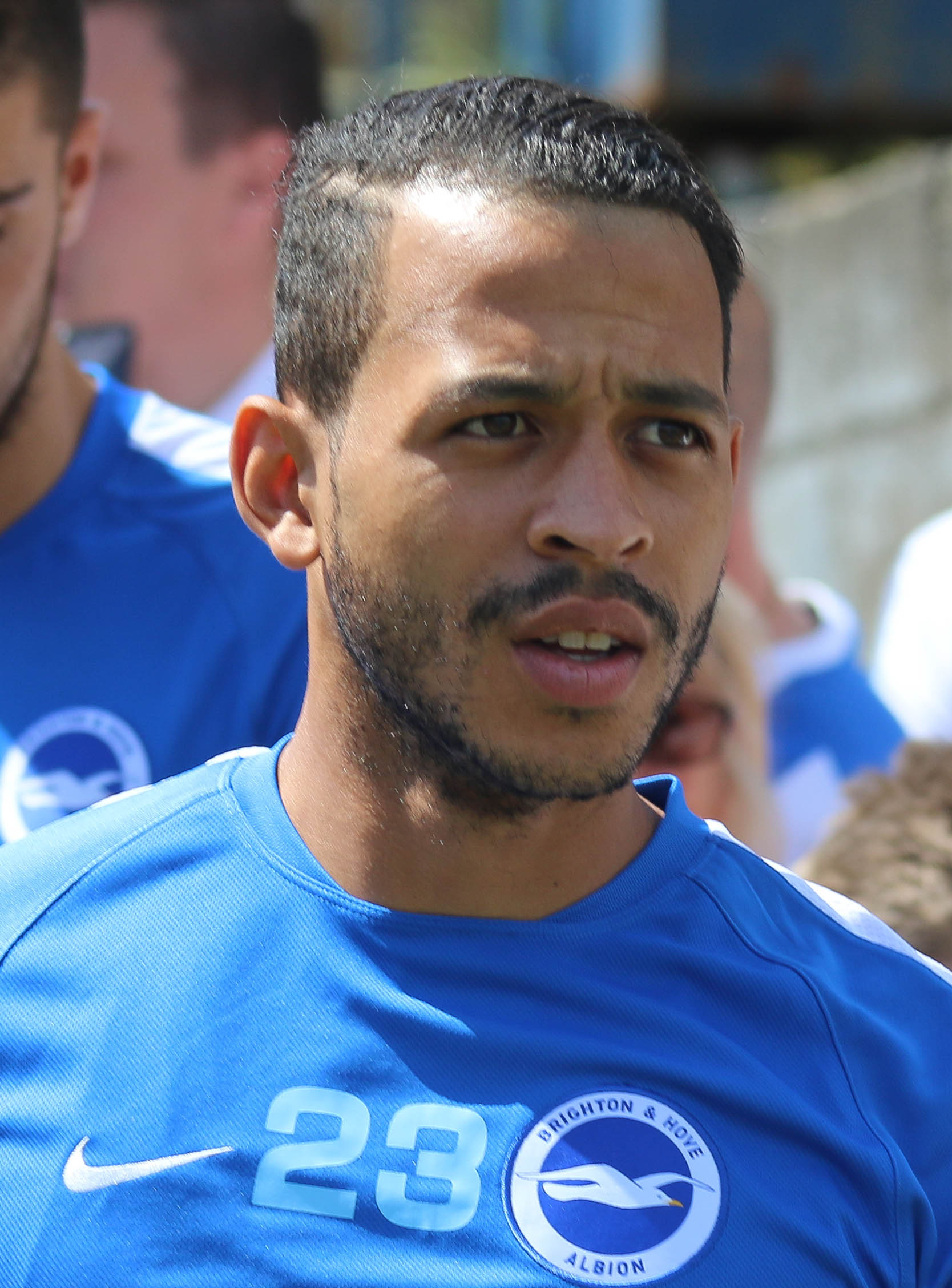
Liam Rosenior (* 1984)

- Rosenius, Carl Olof (1816–1868), schwedischer Laienprediger und Initiator einer neuevanglischen, freikirchlichen Erweckungsbewegung
- Rosenius, Martin (1825–1901), evangelisch-lutherischer Theologe
- Rosenius, Nils, schwedischer Eiskunstläufer
- Rosenius, Paul (1865–1957), schwedischer Arzt, Ornithologe, Tierfotograf und Schriftsteller

### Rosenk
- Rosenkampff, Gustav Adolph von († 1832), deutsch-baltischer Adelsmann und Landespolitiker
- Rosenkampff, Karl von (1793–1846), deutsch-baltischer Adelsmann, Ingenieur und russischer Generalmajor
- Rosenkampff, Kaspar Heinrich von (1734–1790), deutsch-baltischer Adelsmann und Landespolitiker
- Rosenke, Günter (* 1950), deutscher Politiker (CDU, parteilos), Landrat des Kreises Euskirchen
- Rosenkind, Benjamin (* 1978), deutscher Sound Re-Recording Mixer
- Rosenko, Pawlo (* 1970), ukrainischer Minister
- Rosenkötter, Günter, deutscher Jurist
- Rosenkötter, Ingelore (* 1953), deutsche Politikerin (SPD), MdBB
- Rosenkrantz, Birte (1723–1763), dänische Adlige
- Rosenkrantz, Carl Wilhelm (1876–1942), baltischer Schachspieler
- Rosenkrantz, Frederik Christian (1724–1802), dänischer Staatsmann
- Rosenkrantz, Holger (1574–1642), dänischer Adliger, Mitglied des Reichsrates, Theologe und Pädagoge
- Rosenkrantz, Marcus Gjøe (1762–1838), dänisch-norwegischer Politiker, Freiherr und Grundbesitzer
- Rosenkrantz, Niels (1757–1824), dänischer Staatsmann, Diplomat und Titular-Premierminister
- Rosenkrantz, Palle (1867–1941), dänischer Jurist, Autor und Übersetzer
- Rosenkrantz, Timme (1911–1969), dänischer Produzent und Autor
- Rosenkrantz, Wilhelm (1821–1874), deutscher Richter und Philosoph
- Rosenkrantz-Theil, Pernille (* 1977), dänische Politikerin
- Rosenkrantz-Theil, Susanne (1935–2006), dänische Schauspielerin
- Rosenkranz, Albert (1876–1975), deutscher evangelischer Pfarrer, Theologe und Archivar
- Rosenkranz, Anton (1827–1888), böhmischer Militärkapellmeister und Komponist
- Rosenkranz, August (1886–1954), deutscher Politiker (SPD), MdL
- Rosenkranz, Barbara (* 1958), österreichische Politikerin (FPÖ), Abgeordnete zum Nationalrat und LandesrätinBarbara Rosenkranz (* 1958)

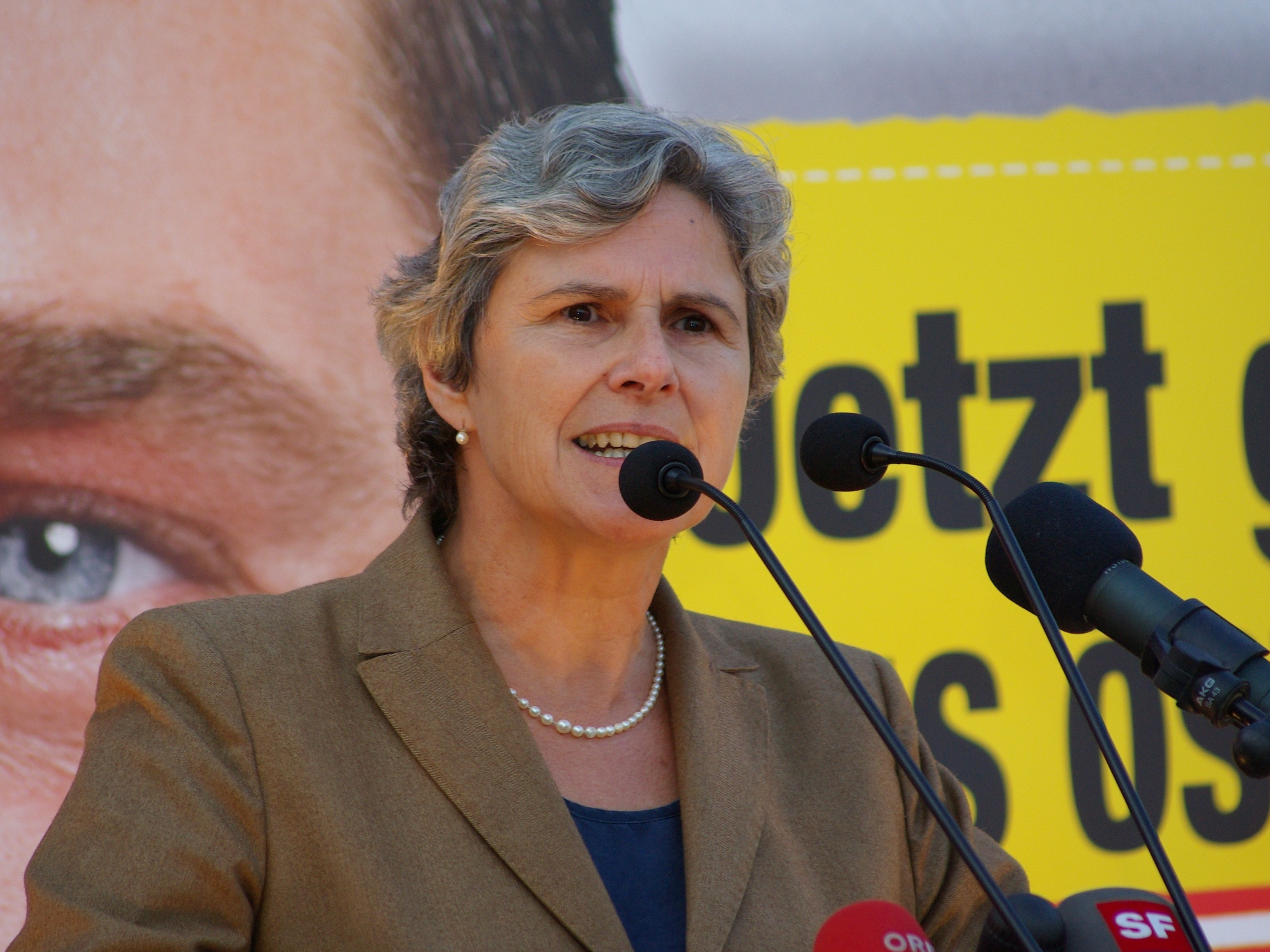
Barbara Rosenkranz (* 1958)

- Rosenkranz, Bernhard (1959–2010), deutscher Ökotrophologe und Autor
- Rosenkranz, Boris (* 1980), deutscher Medienjournalist
- Rosenkranz, Déborah (* 1983), deutsch-französische Sängerin, Songwriterin und Buchautorin
- Rosenkranz, Ernst Philipp (1773–1828), deutscher Klavierbauer
- Rosenkranz, Ferdinand (1853–1916), deutscher Uhrmacher, Zeichner und Chefredakteur des Allgemeinen Journals der Uhrmacherkunst
- Rosenkranz, Franz (1886–1945), österreichischer Hauptmann des Bundesheeres und NS-Opfer
- Rosenkranz, George (1916–2019), mexikanischer Chemiker und Unternehmer
- Rosenkranz, Gerd (* 1950), deutscher Journalist und Autor
- Rosenkranz, Gerhard (1896–1983), deutscher evangelischer Theologe
- Rosenkranz, Hans (1940–2024), deutscher Wirtschaftspädagoge, Organisationspsychologe und Familientherapeut
- Rosenkranz, Heinz (1919–2007), deutscher Politiker (SPD)
- Rosenkranz, Helena (1939–2006), deutsche Filmschauspielerin
- Rosenkranz, Herbert (1924–2003), österreichisch-israelischer Historiker
- Rosenkranz, Horst (* 1943), österreichischer Rechtsextremist
- Rosenkranz, Kai (* 1980), deutscher Komponist von Computerspielmusik
- Rosenkranz, Karl (1805–1879), deutscher Philosoph
- Rosenkranz, Kurt (1927–2024), österreichischer Erwachsenenbildner
- Rosenkranz, Mats (* 1998), deutscher TennisspielerMats Rosenkranz (* 1998)

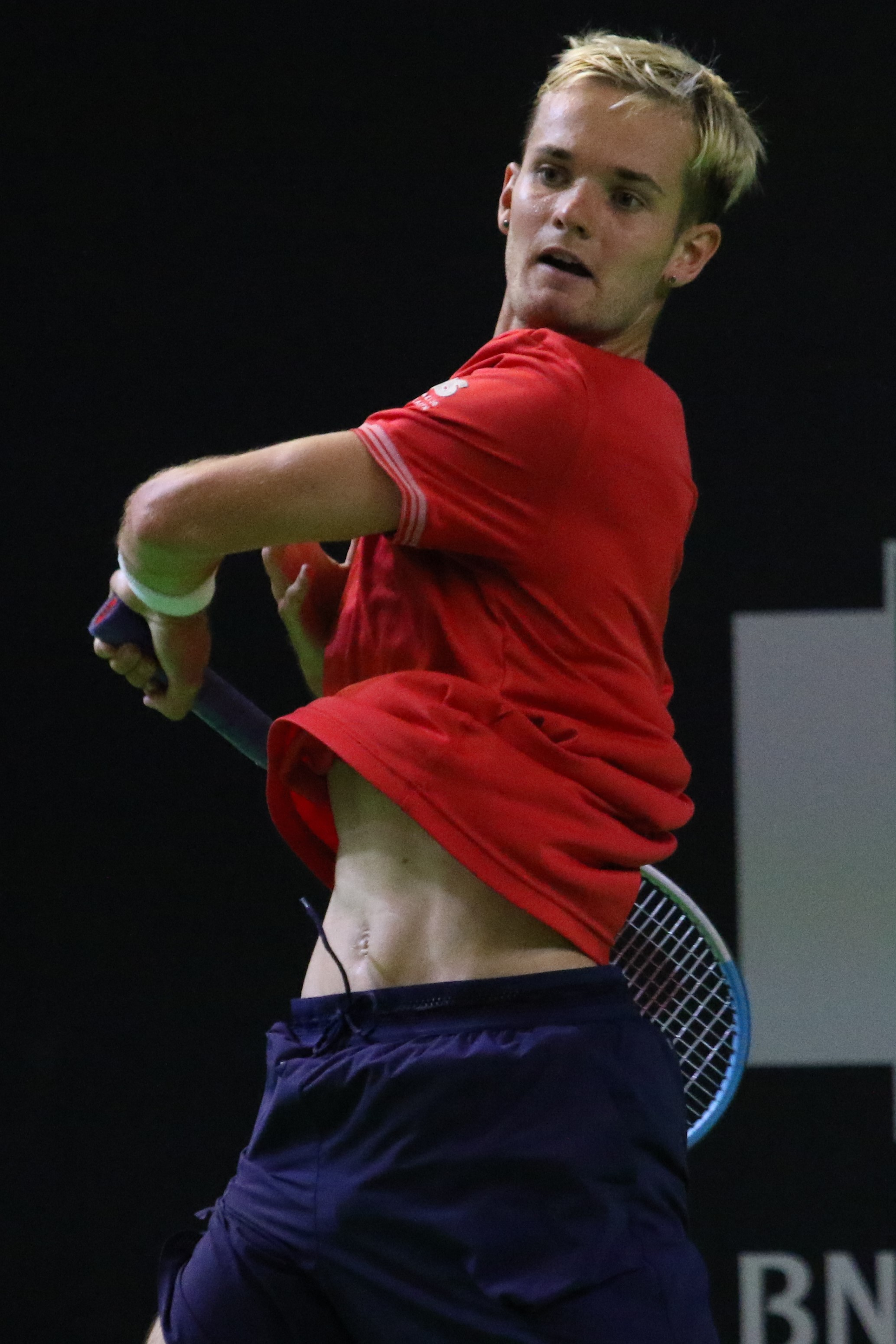
Mats Rosenkranz (* 1998)

- Rosenkranz, Moses (1904–2003), deutschsprachiger Dichter
- Rosenkranz, Otto (1911–2007), deutscher Agrarökonom und Hochschullehrer
- Rosenkranz, Pamela (* 1979), schweizerisch-deutsche Installationskünstlerin
- Rosenkranz, Peter (* 1953), deutscher Schwimmer
- Rosenkranz, Philipp Hermann (1836–1925), deutscher Ingenieur und Unternehmer
- Rosenkranz, Susanne (* 1972), österreichische Politikerin (FPÖ)
- Rosenkranz, Walter (* 1962), österreichischer Politiker (FPÖ), Abgeordneter zum Nationalrat, RechtsanwaltWalter Rosenkranz (* 1962)

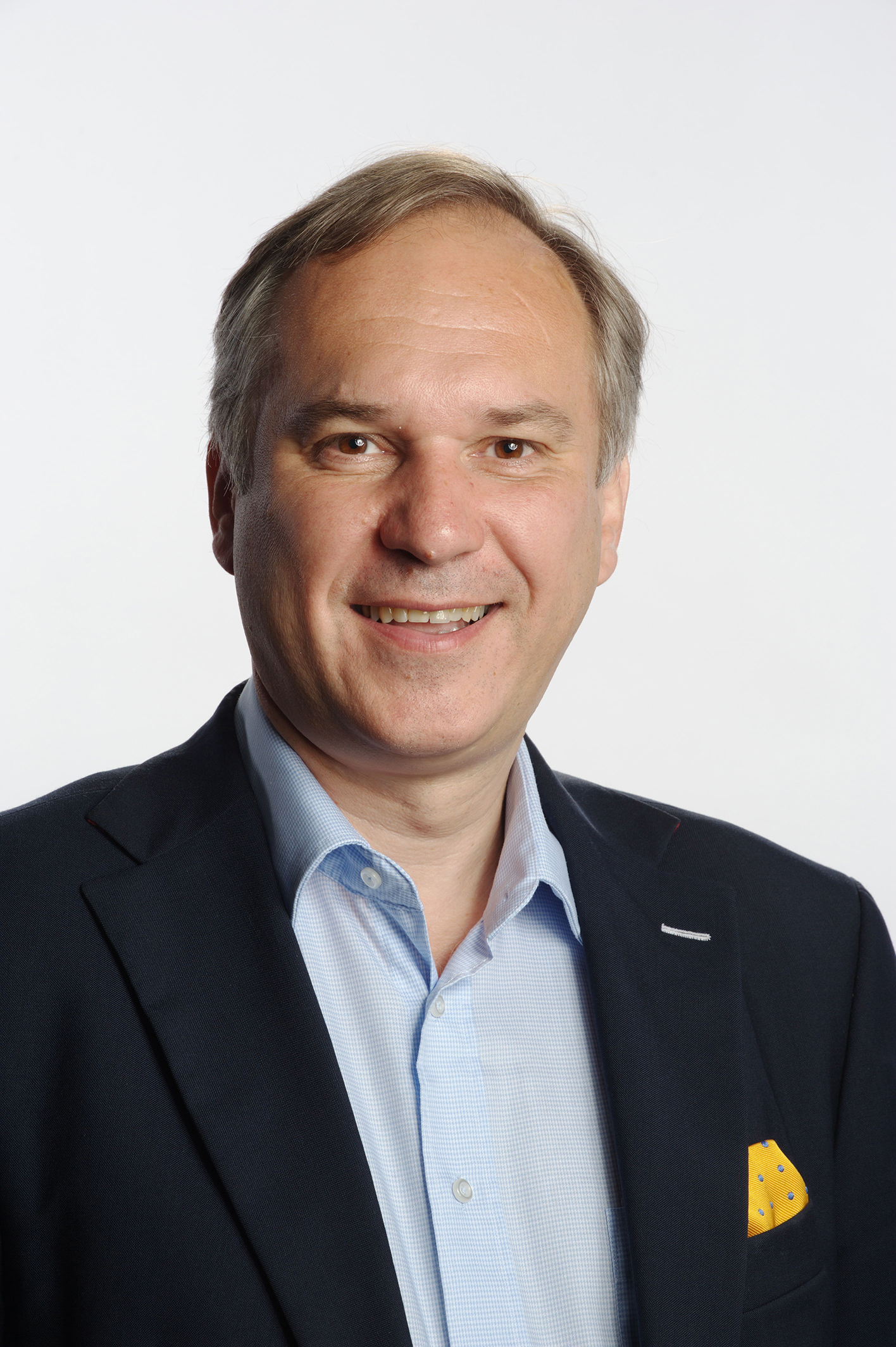
Walter Rosenkranz (* 1962)

- Rosenkränzer, Bernhard, deutscher Software-Entwickler

### Rosenl
- Rosenland, Funda (* 1979), deutsch-türkische Schauspielerin
- Rosenlehner, Aloys (1856–1908), deutscher Buchdrucker und Politiker (SPD)
- Rosenlicht, Maxwell (1924–1999), US-amerikanischer Mathematiker
- Rosenlöcher, Franziska (* 1978), deutsche Hebamme und Hochschullehrerin
- Rosenlöcher, Linus (* 2000), deutscher Fußballspieler
- Rosenlöcher, Thomas (1947–2022), deutscher Schriftsteller, Lyriker und Essayist
- Rosenlund, John Christian (* 1964), norwegischer Kameramann, Regisseur und Hochschullehrer

### Rosenm
- Rosenmaier, Alfredo (* 1950), österreichischer Politiker (SPÖ), Landtagsabgeordneter, Mitglied des Bundesrates
- Rosenman, Howard (* 1945), US-amerikanischer Filmproduzent, Drehbuchautor und Schauspieler
- Rosenman, Leonard (1924–2008), US-amerikanischer Komponist für Filmmusiken
- Rosenman, Samuel Irving (1896–1973), US-amerikanischer Präsidentenberater
- Rosenmann Taub, Mauricio (1932–2021), chilenischer Komponist und Schriftsteller
- Rosenmann, Moses (1867–1948), österreichisch-israelischer Rabbiner
- Rosenmann-Taub, David (1927–2023), chilenischer Lyriker und Pianist
- Rosenmayr, Leopold (1925–2016), österreichischer Soziologe, Hochschullehrer und Mitglied der Österreichischen Akademie der Wissenschaften
- Rosenmeier, Peter (* 1984), dänischer Para-Tischtennisspieler der Wettkampfklasse TT6
- Rosenmeyer, Balthasar Philipp (1714–1800), deutscher Kaufmann und Politiker
- Rosenmeyer, Grant (* 1991), US-amerikanischer Schauspieler
- Rosenmeyer, Ignaz Philipp (1764–1830), deutscher Jurist und Historiker
- Rosenmeyer, Thomas G. (1920–2007), deutsch-amerikanischer Altphilologe und Komparatist
- Rosenmöller, Bernhard (1883–1974), deutscher Pädagoge und katholischer Philosoph
- Rosenmöller, Paul (* 1956), niederländischer Politiker
- Rosenmüller, Annegret (* 1967), deutsche Musikwissenschaftlerin
- Rosenmüller, Ernst Friedrich Karl (1768–1835), deutscher evangelischer Theologe und Orientalist
- Rosenmüller, Heinz (1903–1950), deutscher Staatsanwalt
- Rosenmüller, Joachim (* 1940), deutscher Mathematiker und Wirtschaftswissenschaftler
- Rosenmüller, Johann († 1684), deutscher Komponist
- Rosenmüller, Johann Christian (1771–1820), deutscher Chirurg, Anatom und Hochschullehrer
- Rosenmüller, Johann Georg (1736–1815), deutscher evangelischer Theologe
- Rosenmüller, Marcus H. (* 1973), deutscher Regisseur und DrehbuchautorMarcus H. Rosenmüller (* 1973)

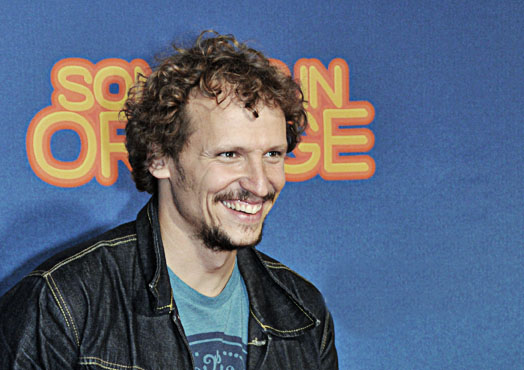
Marcus H. Rosenmüller (* 1973)

- Rosenmüller, Marcus O. (* 1963), deutscher Regisseur, Drehbuchautor und Produzent
- Rosenmund, Ambrosius (1846–1896), Schweizer Chemiker, Textilunternehmer und Politiker
- Rosenmund, Karl Wilhelm (1884–1965), deutscher Chemiker
- Rosenmund, Max (1857–1908), Schweizer Geodät
- Rosenmund, Richard (1849–1922), deutscher Lehrer und Schriftsteller

### Rosenn
- Rosenne, Meir (1931–2015), israelischer Diplomat und Jurist
- Rosenne, Shabtai (1917–2010), israelischer Diplomat und Jurist

### Roseno
- Roseno, Alfred (1896–1965), deutscher Urologe und Chirurg
- Rosenørn, Ernst Emil (1810–1894), dänischer Politiker, Abgeordneter des Landstings und des Folketings, Kultusminister Dänemarks, Kopenhagener Oberpräsident
- Rosenørn, Frederik Ludvig Christian Pentz (1781–1834), dänischer Jurist, Gouverneur Dänisch-Westindiens
- Rosenørn, Peter Otto (1708–1751), dänischer Politiker
- Rosenørn, Poul (1670–1737), dänischer Generalmajor und Grundherr
- Rosenørn-Lehn, Otto (1821–1892), zweimaliger dänischer Außenminister
- Rosenow, Emil (1871–1904), deutscher Schriftsteller, Redakteur und Politiker (SPD), MdR
- Rosenow, Georg (1886–1985), deutschamerikanischer Internist
- Rosenow, Hannes (1925–2000), deutscher Maler
- Rosenow, Joachim (1618–1701), deutscher Mathematiker
- Rosenow, Jutta (1957–1986), deutsche Badmintonspielerin
- Rosenow, Karl (1873–1958), deutscher Regionalhistoriker, Publizist und Museumsgründer
- Rosenow, Leopold (1848–1930), deutscher Unternehmer und linksliberaler Politiker
- Rosenow, Olaf (* 1957), deutscher Badmintonspieler
- Rosenow, Radoslaw (* 2003), bulgarischer Boxer
- Rosenow, Ursula (1920–1968), deutsche Tennisspielerin und die Ehefrau von Günter Eilemann

### Rosenp
- Rosenplänter, Egbert (* 1948), evangelischer Pastor
- Rosenplänter, Johann Heinrich (1782–1846), estnischer Geistlicher, Sprachforscher und Literat
- Rosenplüt, Hans, spätmittelalterlicher Dichter und Meistersinger

### Rosenq
- Rosenquest, Betty (1925–2016), US-amerikanische Tennisspielerin
- Rosenquist, Ann-Christine, schwedische Badmintonspielerin
- Rosenquist, Gary, US-amerikanischer Fotograf
- Rosenquist, Gustaf (1887–1961), schwedischer Turner
- Rosenquist, James (1933–2017), US-amerikanischer Pop-Art-Maler
- Rosenquist, Thea (1896–1959), deutschstämmige Schauspielerin beim österreichischen Stummfilm
- Rosenqvist, Edil (1892–1973), finnischer Ringer
- Rosenqvist, Ernst (1869–1932), finnischer Sportschütze
- Rosenqvist, Felix (* 1991), schwedischer AutomobilrennfahrerFelix Rosenqvist (* 1991)

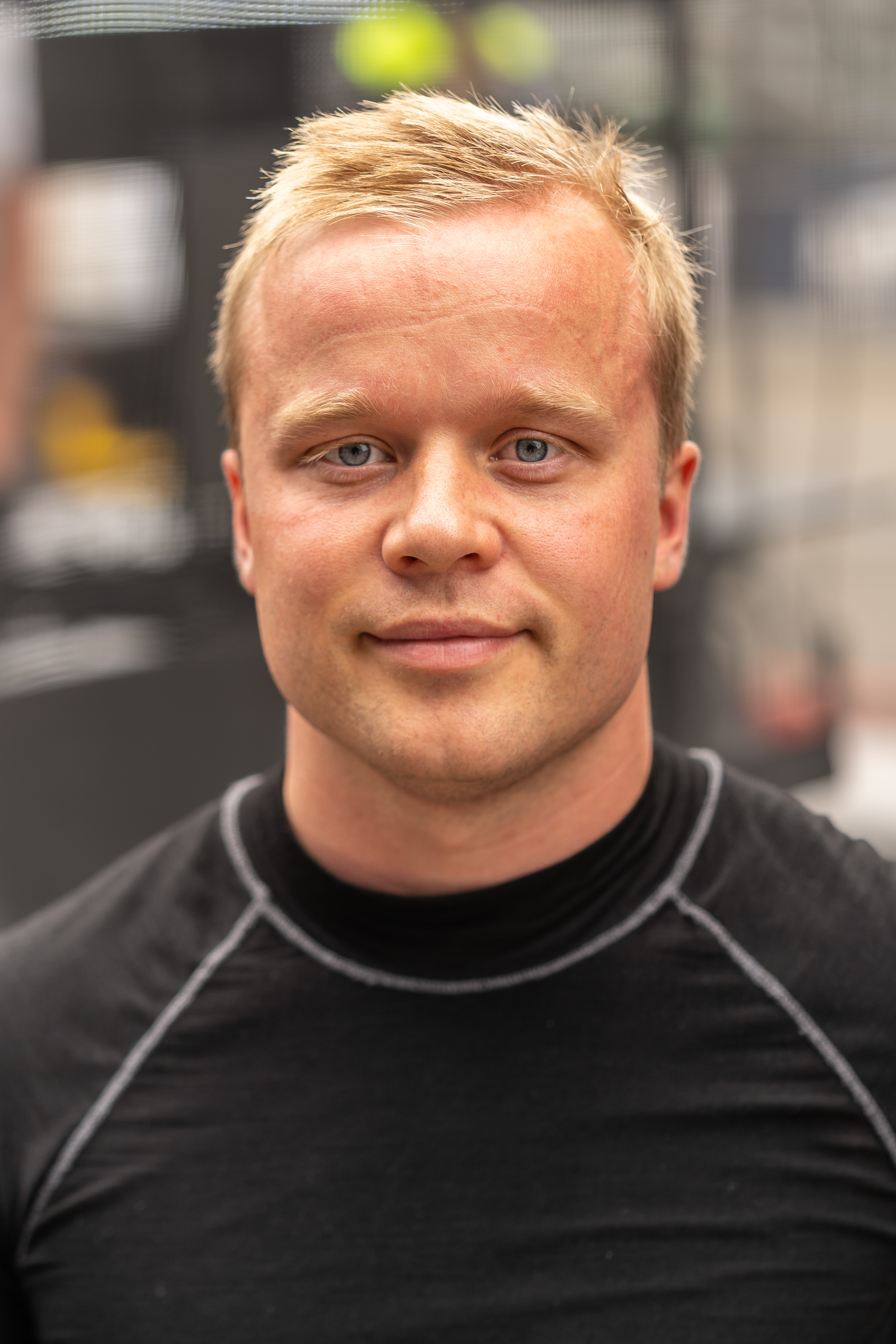
Felix Rosenqvist (* 1991)

- Rosenqvist, Julia (* 1998), schwedische Tennisspielerin
- Rosenqvist, Susanne (* 1967), schwedische Kanutin

### Rosenr
- Rosenrod, Johannes, schwedischer Maler
- Rosenroth, Samuel Knorr von (1657–1720), Bürgermeister der Stadt Görlitz

### Rosens
- Rosenschanz, Gabriel von (1737–1807), preußischer Generalmajor
- Rosenson, Nina Arkadjewna (1909–1942), sowjetische Mathematikerin
- Rosenstand, Emil (1859–1932), dänisch-deutscher Genre- und Landschaftsmaler
- Rosenstand, Vilhelm (1838–1915), dänischer Genre- und Historienmaler
- Rosenstatter, Richard (* 1985), österreichischer Trialfahrer
- Rosenstein, Alice (1898–1991), deutsch-amerikanische Neurologin, Psychiaterin und Neurochirurgin
- Rosenstein, Carl von (1766–1836), schwedischer Theologe, Erzbischof von Uppsala
- Rosenstein, Conrad (1910–1977), deutsch-israelischer Mediziner, Lehrer, Autor und Journalist
- Rosenstein, Ephraim (* 1940), deutscher Lyriker, Herausgeber und Filmemacher
- Rosenstein, Erna (1913–2004), polnische Malerin und Dichterin
- Rosenstein, Hermann (1893–1960), deutscher Politiker (CDU), MdA
- Rosenstein, Johannes (* 1973), deutscher Dokumentarfilmer, Autor und Regisseur
- Rosenstein, Konstantin Issajewitsch (1878–1951), russischer Bauingenieur und Architekt
- Rosenstein, Nettie (1890–1980), amerikanische Modeschöpferin
- Rosenstein, Nils Rosén von (1706–1773), schwedischer Mediziner
- Rosenstein, Nils von (1752–1824), schwedischer Beamter
- Rosenstein, Paul (1875–1964), deutscher Urologe
- Rosenstein, Rod (* 1965), amerikanischer JuristRod Rosenstein (* 1965)

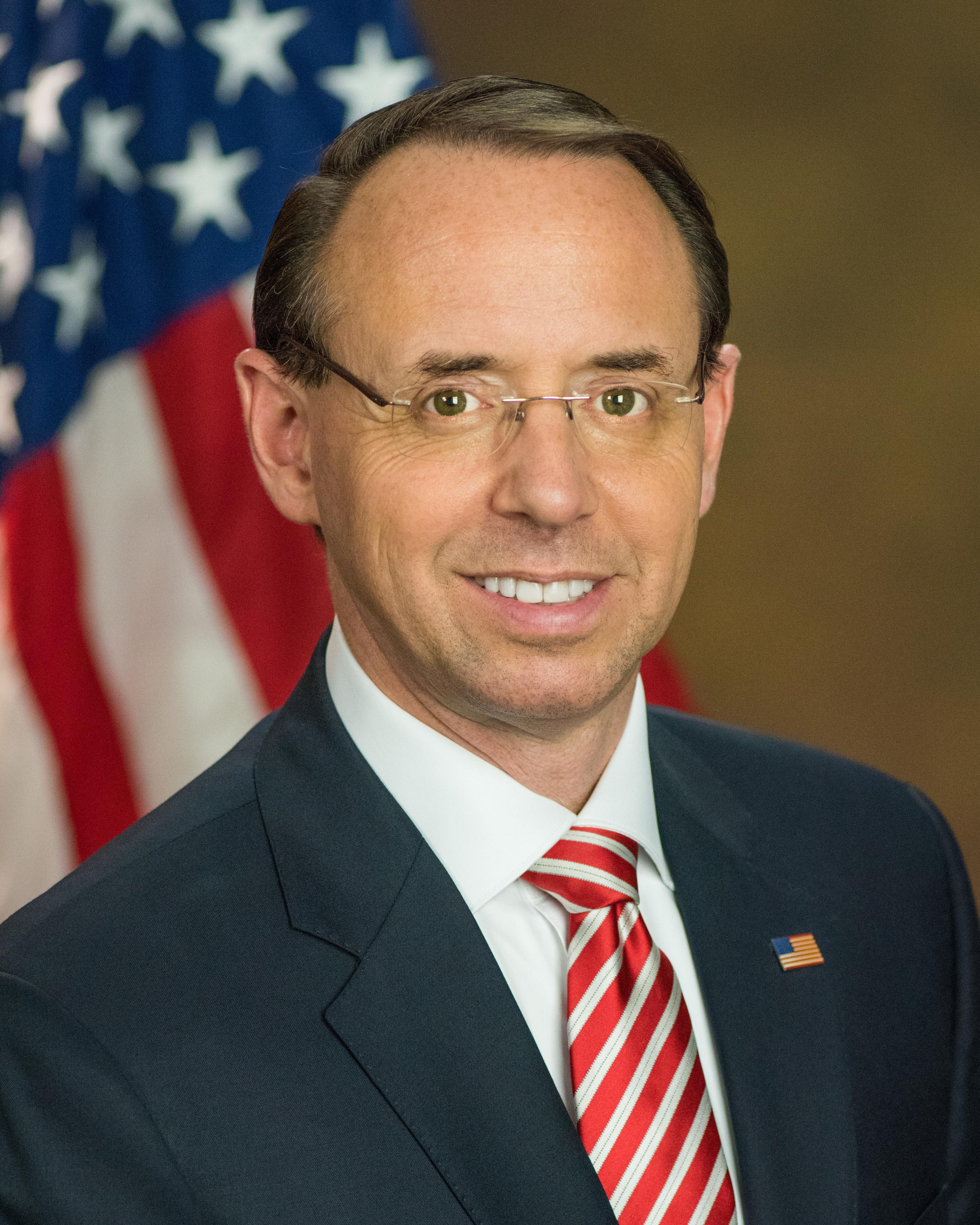
Rod Rosenstein (* 1965)

- Rosenstein, Samuel Sigmund (1832–1906), deutscher Mediziner
- Rosenstein, Willy (1892–1949), deutscher Pilot, Kampfflieger und Automobilrennfahrer
- Rosenstein-Rodan, Paul (1902–1985), österreichischer Ökonom
- Rosenstengel, Albrecht (1912–1995), deutscher Komponist
- Rosenstiehl, Daniel Auguste (1839–1916), französischer Chemiker
- Rosenstiel, Arnold von (1864–1926), preußischer Landrat
- Rosenstiel, Conrad von (1851–1910), deutscher Verwaltungsjurist und Kommunalbeamter
- Rosenstiel, Friedrich Philipp (1754–1832), preußischer Beamter und Direktor der Königlichen Porzellan-Manufaktur
- Rosenstiel, Gustav von (1824–1888), deutscher Amtsrat und Deichhauptmann im Oderbruch (1876–1888)
- Rosenstiel, Hans von (1871–1955), preußischer Verwaltungsbeamter, Landrat
- Rosenstiel, Heinrich Karl (1751–1826), französischer Diplomat
- Rosenstiel, Klaus von (1905–1973), deutscher Agrarwissenschaftler, Genetiker, Botaniker, Hochschullehrer und SS-Führer
- Rosenstiel, Lewis Solon (1891–1975), US-amerikanischer Spirituosenunternehmer
- Rosenstiel, Ludwig (1806–1863), deutscher Revolutionär
- Rosenstiel, Lutz von (1938–2013), deutscher Organisationspsychologe
- Rosenstiel, Martin (* 1923), deutscher Schauspieler bei Bühne und Fernsehen
- Rosenstiel, Philip (* 1973), deutscher Mediziner und Molekularbiologe
- Rosenstiel, Wilhelm von (1789–1871), deutscher Verleger in Posen
- Rosenstingl, Franz (1702–1785), österreichischer Architekt und Maler
- Rosenstingl, Peter (* 1951), österreichischer Politiker (FPÖ), Abgeordneter zum Nationalrat
- Rosenstock, August (1849–1903), deutscher Gutsbesitzer, Mitglied des Provinziallandtages der Provinz Hessen-Nassau
- Rosenstock, Gabriel (* 1949), irischer Dichter, Prosaautor und Journalist
- Rosenstock, Heidi (* 1932), deutsche Autorin
- Rosenstock, Joseph (1895–1985), Dirigent und Komponist
- Rosenstock, Roland (* 1966), deutscher evangelischer Theologe, Medienpädagoge, Autor und Hochschullehrer
- Rosenstock-Huessy, Eugen (1888–1973), deutsch-amerikanischer Kulturphilosoph, Jurist, Historiker und SoziologeEugen Rosenstock-Huessy (1888–1973)

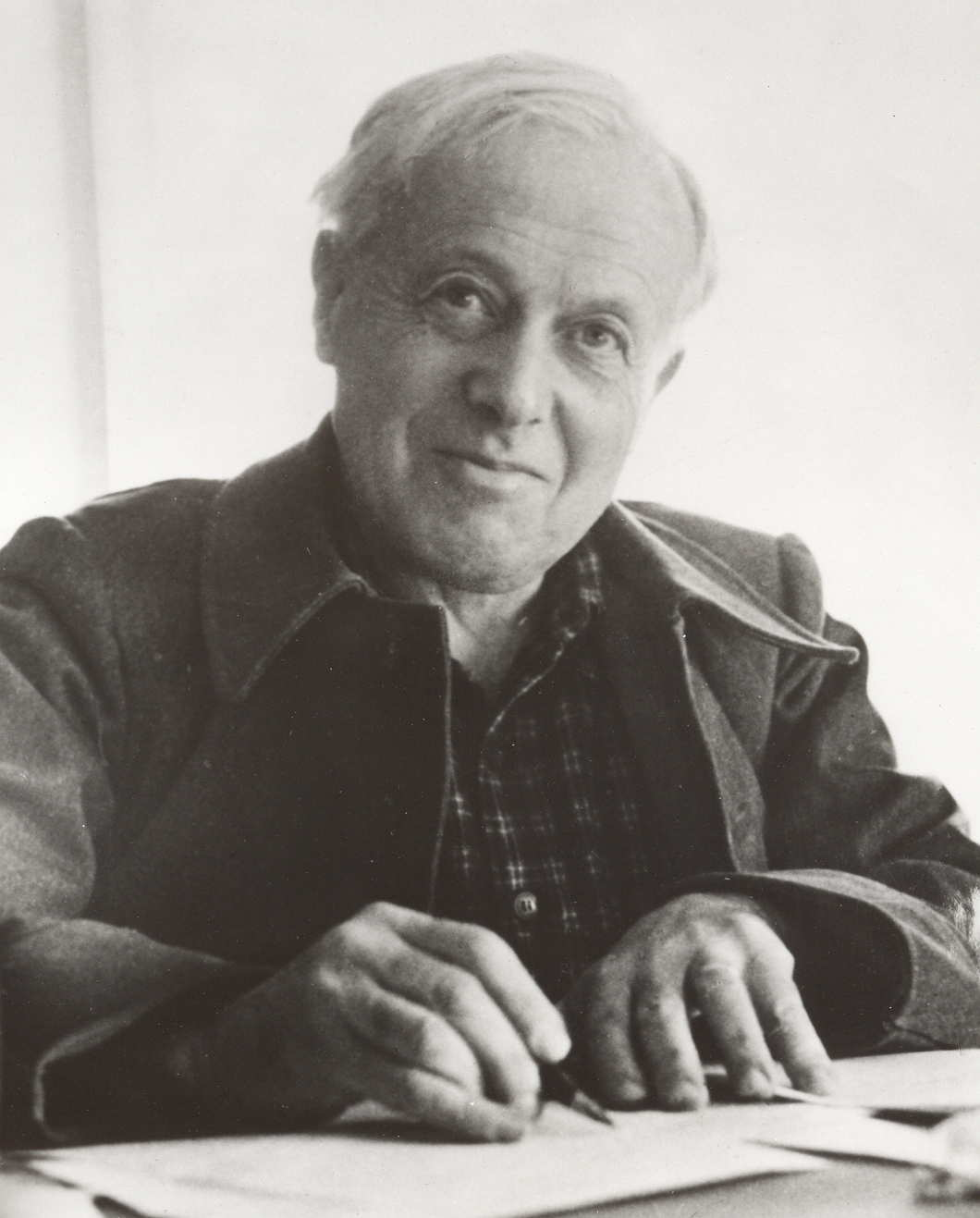
Eugen Rosenstock-Huessy (1888–1973)

- Rosenstrauch, Hazel (* 1945), österreichische Kulturwissenschaftlerin, Schriftstellerin und Journalistin
- Rosenström, Björn (* 1970), schwedischer Liedermacher
- Rosenswärd, Harry (1882–1955), schwedischer Segler

### Rosent
- Rosental, Mark Moissejewitsch (1906–1975), sowjetischer Philosoph
- Rosenthal Oliva, Jaime Rolando (1936–2019), honduranischer Politiker
- Rosenthal, Abraham Michael (1922–2006), US-amerikanischer Journalist und Herausgeber
- Rosenthal, Adolf (1838–1866), deutscher Bildhauer
- Rosenthal, Albert (1861–1942), deutscher Unternehmer
- Rosenthal, Albi (1914–2004), deutsch-britischer Musikantiquar und Musikwissenschaftler
- Rosenthal, Alfred (1875–1955), deutscher Jurist und Emigrant
- Rosenthal, Alfred (1888–1942), deutscher Filmjournalist und Filmlobbyist
- Rosenthal, Alfred (* 1902), deutscher Chemiker
- Rosenthal, Alfred (* 1915), deutscher Mediziner und Hochschullehrer
- Rosenthal, André (* 1956), deutscher Molekularbiologe und Genetiker
- Rosenthal, Arthur (1887–1959), deutscher Mathematiker
- Rosenthal, Benjamin Stanley (1923–1983), US-amerikanischer Soldat, Jurist und Politiker
- Rosenthal, Bernard M. (1920–2017), deutschamerikanischer Buchhändler und Antiquar
- Rosenthal, Berthold (1875–1957), deutscher Lehrer und Autor
- Rosenthal, Carl (1803–1877), deutscher Volksschulpädagoge
- Rosenthal, Caroline (* 1969), deutsche Amerikanistin und Hochschullehrerin
- Rosenthal, Charles (1875–1954), australischer Artillerieoffizier und Divisionskommandeur
- Rosenthal, Cheyenne (* 2000), deutsche RennrodlerinCheyenne Rosenthal (* 2000)

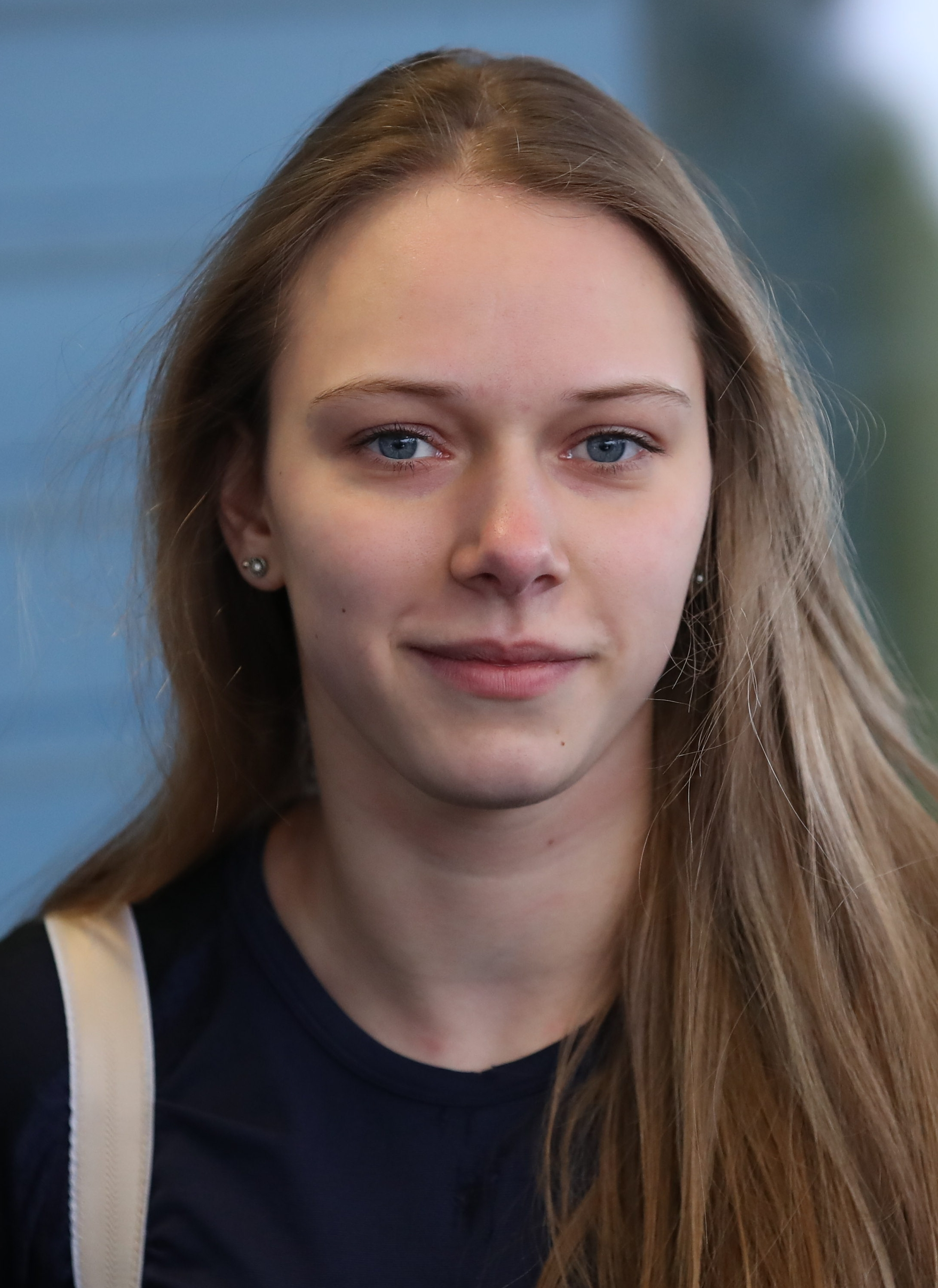
Cheyenne Rosenthal (* 2000)

- Rosenthal, Clara (1863–1941), deutsches Opfer von Antisemitismus, Ehefrau von Eduard Rosenthal
- Rosenthal, Constantin Daniel (1820–1851), rumänischer Maler und Bildhauer österreichisch-jüdischer Abstammung und Revolutionär
- Rosenthal, David (1945–1992), US-amerikanischer Übersetzer und Dichter
- Rosenthal, David August (1821–1875), deutscher Arzt, jüdischer Konvertit zum katholischen Glauben, Autor
- Rosenthal, Dean (* 1974), US-amerikanischer Komponist
- Rosenthal, Debora (* 1993), deutsche Produzentin, Hockeyspielerin und Fernsehdarstellerin
- Rosenthal, Denise (* 1990), chilenische Singer-Songwriterin
- Rosenthal, Dorothea Eleonora von, deutsche Dichterin
- Rosenthal, Eduard (1853–1926), deutscher Rechtswissenschaftler, Rechtshistoriker, Hochschullehrer und Politiker (NLP, DDP)
- Rosenthal, Elisabeth (1827–1891), Gründerin der ersten privaten höheren Mädchenschule in Magdeburg
- Rosenthal, Else (1874–1908), deutsche Ärztin, eine der ersten Studentinnen der Universität Heidelberg
- Rosenthal, Emil (1899–1944), deutscher Filmschaffender
- Rosenthal, Emma (1890–1973), Gerechte unter den Völkern
- Rosenthal, Ernst (1890–1969), deutscher Porzellanindustrieller
- Rosenthal, Erwin (1904–1991), deutsch-britischer Orientalist
- Rosenthal, Erwin (* 1939), deutscher Philosoph und Heimatforscher
- Rosenthal, Falk (* 1972), deutscher Screen Designer
- Rosenthal, Ferdinand (1839–1921), deutscher Rabbiner und Autor
- Rosenthal, Frank (1929–2008), US-amerikanischer Spieler und früherer Casino-Manager in Las Vegas
- Rosenthal, Franz (1914–2003), deutsch-amerikanischer Orientalist
- Rosenthal, Franz E. (1885–1973), deutscher Arzt
- Rosenthal, Frieda (1891–1936), deutsche Politikerin, Bezirks- und Stadtverordnete von Berlin
- Rosenthal, Friedrich (* 1885), österreichischer Theaterregisseur und Dramaturg
- Rosenthal, Friedrich Christian (1780–1829), deutscher Anatom
- Rosenthal, Gabriele (* 1954), deutsche Sozialwissenschaftlerin und Hochschullehrerin
- Rosenthal, Gabriella (1913–1975), israelische Malerin, Karikaturistin und Autorin
- Rosenthal, Georg (1874–1934), deutscher klassischer Philologe und Pädagoge
- Rosenthal, Georg (* 1946), bayerischer Politiker (SPD), MdL
- Rosenthal, Gertrude (1906–1989), deutschamerikanische Kunsthistorikerin
- Rosenthal, Gottfried Erich (1745–1813), deutscher Meteorologe, Geodät und Instrumentenbauer
- Rosenthal, Günter (* 1937), deutscher Fußballspieler
- Rosenthal, Hans (1925–1987), deutscher EntertainerHans Rosenthal (1925–1987)

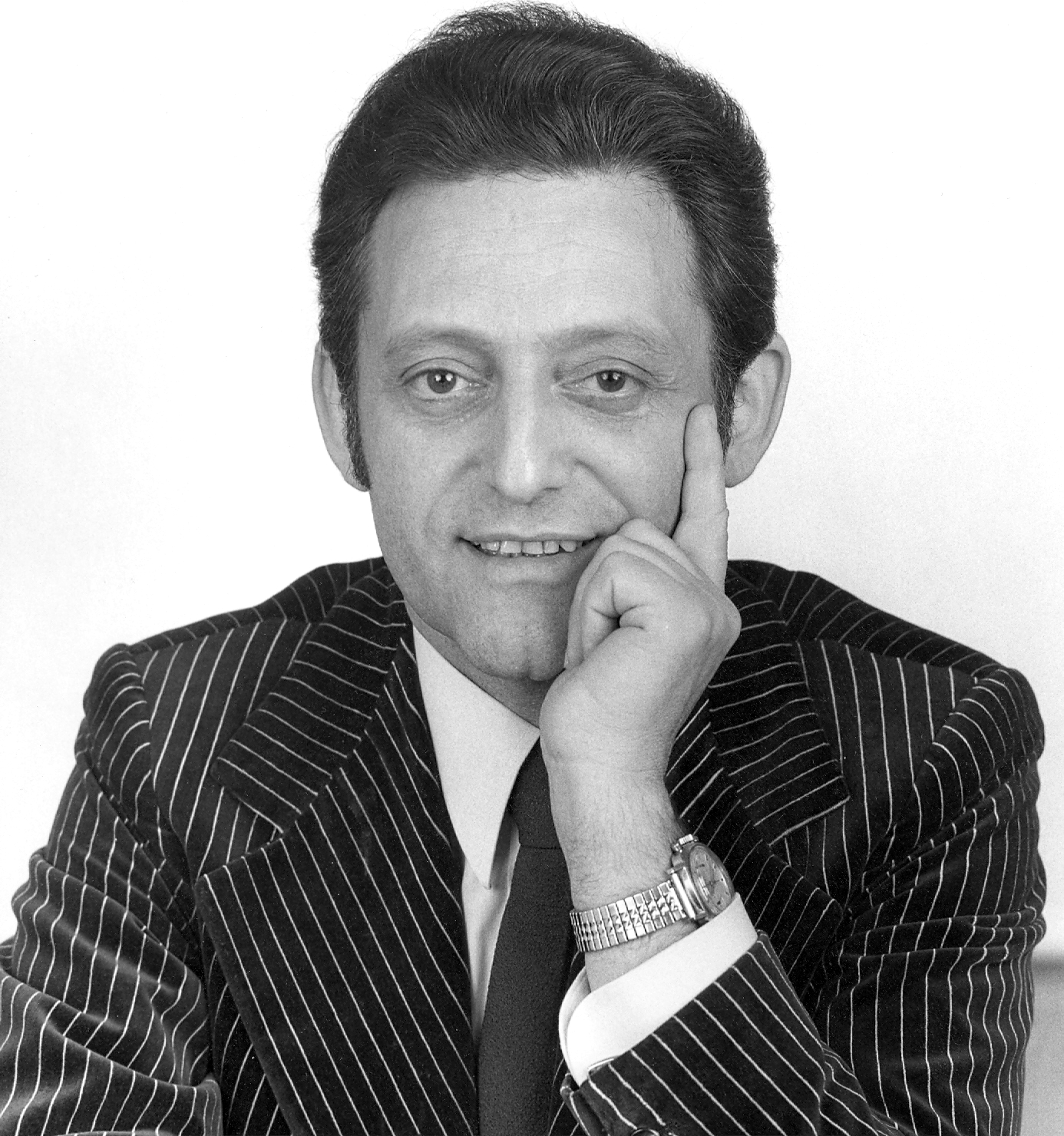
Hans Rosenthal (1925–1987)

- Rosenthal, Hans-Alfred (1924–2009), deutscher Virologe und Institutsdirektor
- Rosenthal, Hansjoachim (1956–2013), deutscher Mörder
- Rosenthal, Harald (* 1937), deutscher Meeresbiologe und Fischereiwissenschaftler
- Rosenthal, Harry (1892–1966), deutsch-jüdischer Architekt
- Rosenthal, Heiko (* 1974), deutscher Jurist und Politiker (Die Linke)
- Rosenthal, Heinrich (1846–1916), estnischer Arzt und gesellschaftlicher Aktivist
- Rosenthal, Heinrich Bernhard (1829–1876), deutscher Bankier, Journalist, Verleger
- Rosenthal, Heinrich von (1808–1865), Bürgermeister von Kettwig
- Rosenthal, Heinz (1906–1973), deutscher Lehrer und Historiker
- Rosenthal, Heinz (1907–1977), deutscher Schauspieler
- Rosenthal, Henny (1884–1944), deutsche Gärtnerin
- Rosenthal, Herbert (1862–1938), deutscher Porträt-, Architektur- und Landschaftsfotograf
- Rosenthal, Hermann (1837–1896), deutscher Schriftsteller und Bühnenautor
- Rosenthal, Hieronymus (1763–1846), Mitglied der Reichsstände des Königreichs Westphalen
- Rosenthal, Hildegard (1913–1990), deutsche Fotojournalistin in Brasilien
- Rosenthal, Horst (1915–1942), deutsch-jüdischer Zeichner
- Rosenthal, Hugo (1887–1980), deutsch-israelischer Pädagoge
- Rosenthal, Isidor (1836–1915), deutscher Physiologe
- Rosenthal, Jack (1931–2004), englischer Dramatiker und Drehbuchautor
- Rosenthal, Jacob (* 1969), deutscher Philosoph
- Rosenthal, Jacques (1854–1937), deutscher Buchhändler und Antiquar
- Rosenthal, Jan (* 1986), deutscher Fußballspieler
- Rosenthal, Jane (* 1956), US-amerikanische Filmproduzentin
- Rosenthal, Jenna (* 1996), US-amerikanische Volleyballspielerin
- Rosenthal, Jessica (* 1992), deutsche Politikerin (SPD), MdBJessica Rosenthal (* 1992)

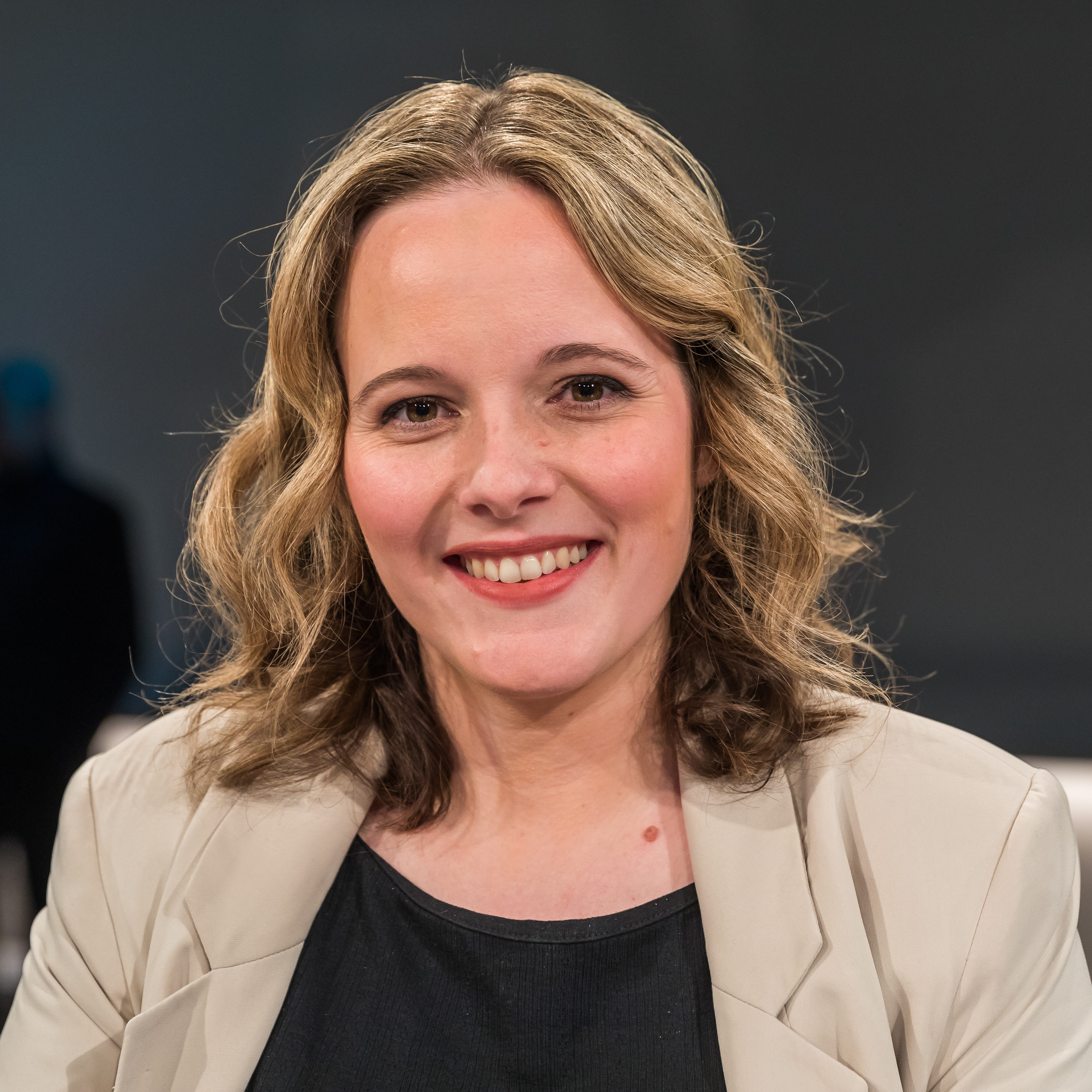
Jessica Rosenthal (* 1992)

- Rosenthal, Joe (1911–2006), US-amerikanischer Fotograf
- Rosenthal, Johannes (1903–1975), deutscher Ordensgeistlicher, Bischof, Pallottiner
- Rosenthal, Jos (* 1938), österreichischer Wissenschaftsjournalist
- Rosenthal, Joseph (1805–1885), deutscher Buchhändler, Antiquar
- Rosenthal, Jürgen (* 1949), deutscher Schlagzeuger, u. a. Scorpions
- Rosenthal, Karl (1775–1847), Bürgermeister von Neustadt bei Magdeburg
- Rosenthal, Karl (1879–1970), deutscher Jurist
- Rosenthal, Käthe (1893–1942), deutsche Botanikerin und Opfer des Holocaust
- Rosenthal, Kurt Erdmann (1871–1946), deutscher Industrieller
- Rosenthal, Laurence (* 1926), US-amerikanischer Komponist für Filmmusiken
- Rosenthal, Leeser (1794–1868), Hauslehrer, Privatgelehrter und Büchersammler
- Rosenthal, Leo (1884–1969), deutscher Fotograf
- Rosenthal, Louis (1846–1921), deutscher Bergingenieur, Schriftsteller, Zeichner, Abenteurer und Kinopionier
- Rosenthal, Ludwig (1840–1928), deutscher Buchhändler und Antiquar
- Rosenthal, Macha (1917–1996), US-amerikanischer Literaturwissenschaftler und Lyriker
- Rosenthal, Manuel (1904–2003), französischer Dirigent und Komponist
- Rosenthal, Max (1868–1930), deutscher Reichsgerichtsrat
- Rosenthal, Mickey (* 1955), israelischer Politiker
- Rosenthal, Moritz († 1889), österreichischer Neurologe
- Rosenthal, Moriz (1862–1946), polnisch-amerikanischer Pianist
- Rosenthal, Norman (* 1944), britischer Kunsthistoriker und Kurator
- Rosenthal, Olivia (* 1965), französische Schriftstellerin
- Rosenthal, Otto (1881–1924), deutscher Chemiker und Unternehmer
- Rosenthal, Patrick (* 1979), deutscher Sachbuchautor und Blogger
- Rosenthal, Paul (1893–1977), deutscher Politiker (FDP), MdL
- Rosenthal, Peter (* 1960), deutscher Autor und Mediziner
- Rosenthal, Philip (1916–2001), deutscher Unternehmer und Politiker (SPD), MdB
- Rosenthal, Philip (* 1960), US-amerikanischer Drehbuchautor und FilmproduzentPhilip Rosenthal (* 1960)

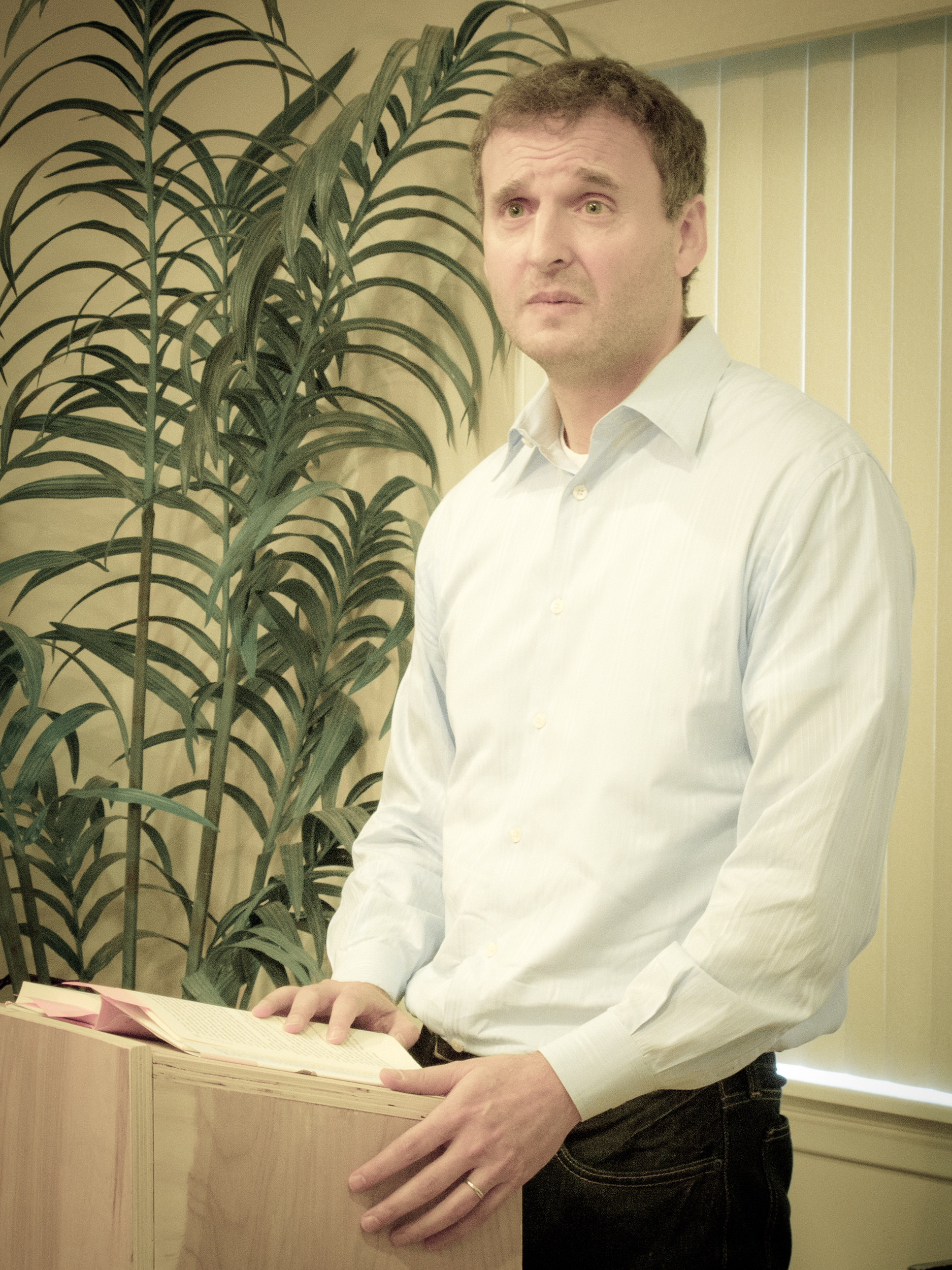
Philip Rosenthal (* 1960)

- Rosenthal, Philipp (1855–1937), deutscher Unternehmer
- Rosenthal, Philipp (* 1993), deutscher Schauspieler
- Rosenthal, Rachel (1926–2015), französisch-US-amerikanische Performancekünstlerin und Tänzerin
- Rosenthal, Raymond (1914–1995), US-amerikanischer Übersetzer
- Rosenthal, Rick (* 1949), US-amerikanischer Regisseur und Filmproduzent
- Rosenthal, Robert (1862–1916), deutscher Kirchenmaler
- Rosenthal, Robert (1884–1937), Schweizer Filmproduzent und Filmverleiher
- Rosenthal, Robert (1917–2007), US-amerikanischer Jurist und Pilot der United States Army Air ForcesRobert Rosenthal (1917–2007)

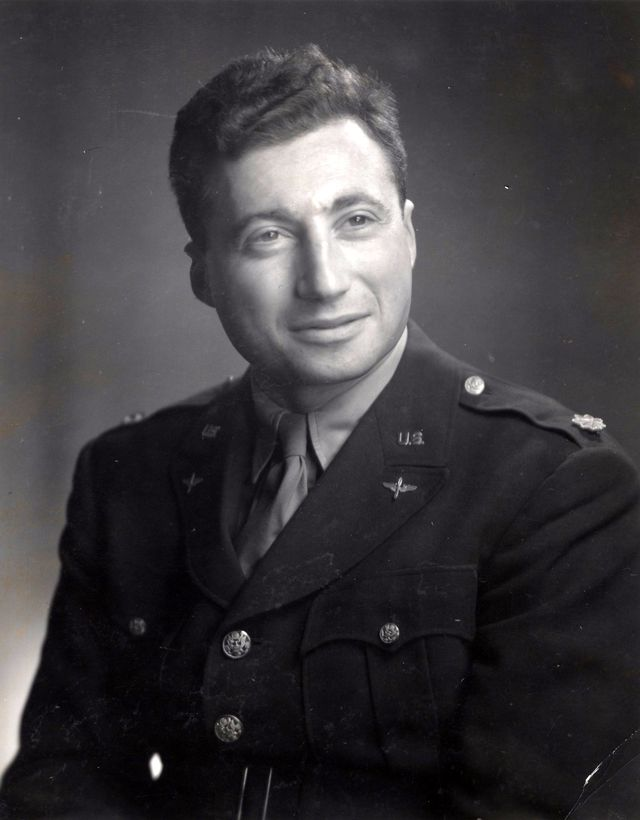
Robert Rosenthal (1917–2007)

- Rosenthal, Robert (1933–2024), deutschamerikanischer Psychologe Professor für Psychologie an der University of California, Riverside
- Rosenthal, Rolf (1911–1947), deutscher Gynäkologe, Mitglied der SS, hingerichteter Kriegsverbrecher
- Rosenthal, Ronny (* 1963), israelischer Fußballspieler
- Rosenthal, Rüdiger (* 1952), deutscher Autor, Lyriker, Herausgeber und Journalist
- Rosenthal, Rudolf (1873–1954), österreichisch-US-amerikanischer Kunsthändler und Kunsthistoriker
- Rosenthal, Samuel (1837–1902), polnisch-französischer Schachmeister und Journalist
- Rosenthal, Schmuel (* 1947), israelischer Fußballspieler
- Rosenthal, Sean (* 1980), US-amerikanischer Beachvolleyballspieler
- Rosenthal, Sidney († 1979), US-amerikanischer Erfinder (Filzstift)
- Rosenthal, Siegfried (* 1888), deutscher Schifffahrtsunternehmer und Vorstandsmitglied von Rhenania
- Rosenthal, Sinaida (1932–1988), deutsche Biochemikerin und Molekularbiologin
- Rosenthal, Stephanie (* 1971), deutsche Kunsthistorikerin und Kuratorin
- Rosenthal, Tatjana Konradowna (1884–1921), russische Neurologin und Psychoanalytikerin
- Rosenthal, Ted (* 1959), US-amerikanischer Jazzmusiker und Komponist
- Rosenthal, Toby Edward (1848–1917), deutschamerikanischer Genre- und Bildnismaler
- Rosenthal, Tom (1935–2014), britischer Herausgeber und Kunstkritiker
- Rosenthal, Tom (* 1986), britischer Komponist und Singer-SongwriterTom Rosenthal (* 1986)

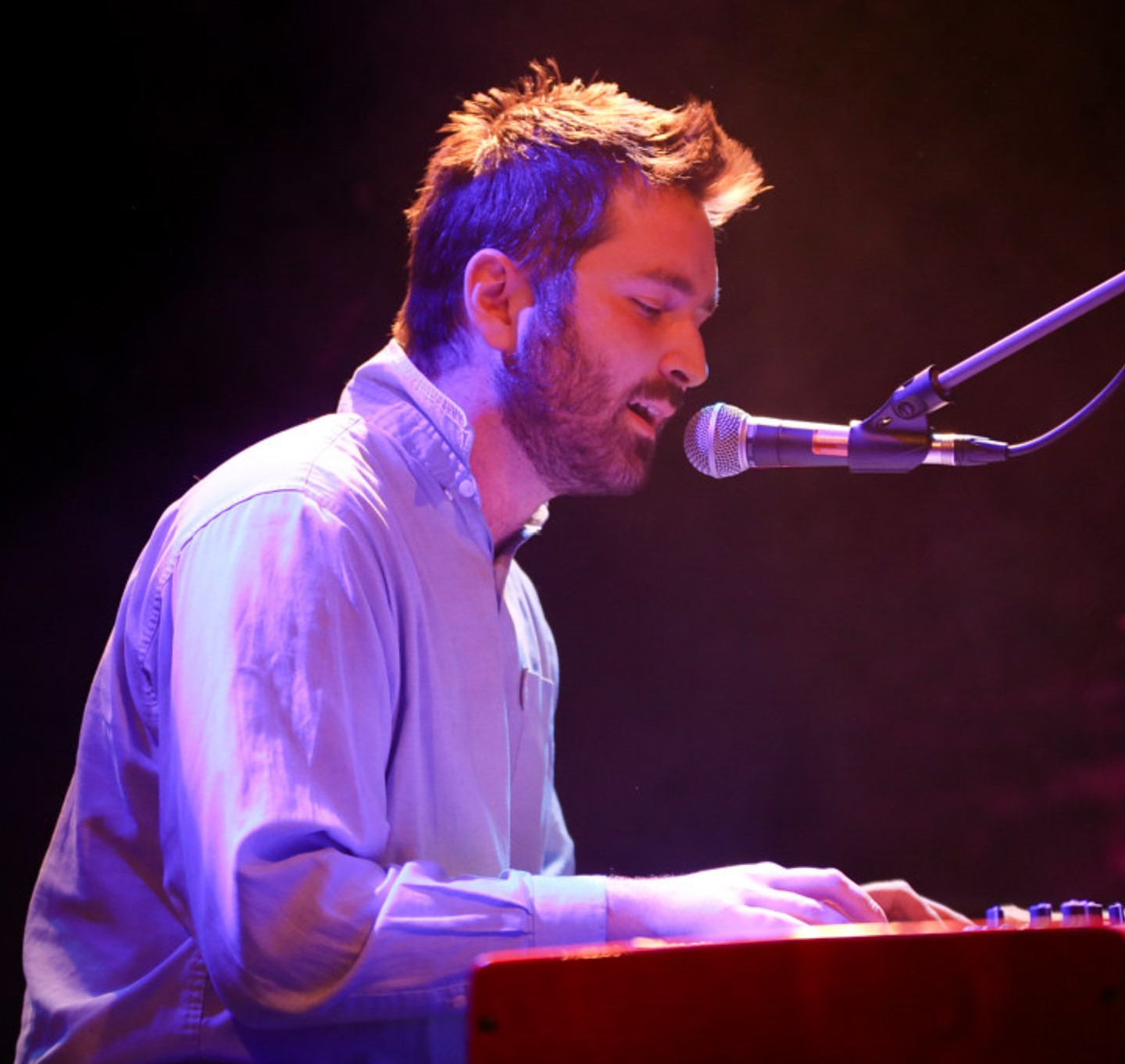
Tom Rosenthal (* 1986)

- Rosenthal, Uri (* 1945), niederländischer Politologe und Politiker (VVD)
- Rosenthal, Uwe (* 1950), deutscher Chemiker und Hochschullehrer
- Rosenthal, Walter (* 1954), deutscher Pharmakologe und Wissenschaftsmanager
- Rosenthal, Walther (1917–1987), deutscher Sportfunktionär, Präsident des Deutschen Tennis-Bundes
- Rosenthal, Wanja, österreichischer Jazzmusiker (Gitarre, Komposition)
- Rosenthal, Werner (1931–2008), deutscher Bildhauer und Medailleur
- Rosenthal, Wilfried von (1908–1975), deutscher Brigadegeneral der Bundeswehr
- Rosenthal, Wolfgang (1882–1971), deutscher Kieferchirurg und Sänger
- Rosenthal, Yani (* 1965), honduranischer Geschäftsmann und Politiker
- Rosenthal, Yuval (* 1995), israelischer Eishockeyspieler
- Rosenthal-Hatschek, Marie (1869–1942), österreichische MalerinMarie Rosenthal-Hatschek (1869–1942)

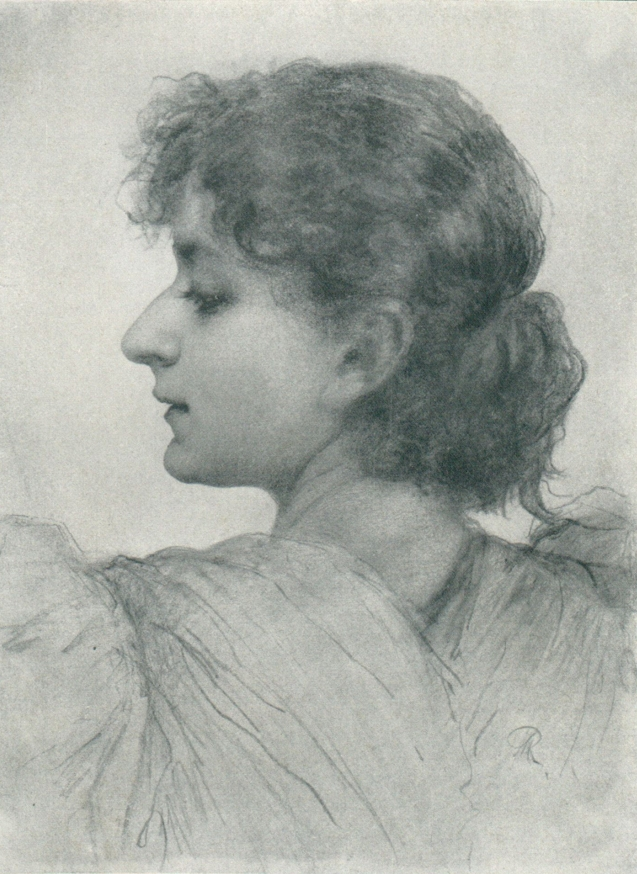
Marie Rosenthal-Hatschek (1869–1942)

- Rosenthal-Kamarinea, Isidora (1918–2003), griechisch-deutsche Neogräzistin und Übersetzerin
- Rosenthal-Pelldram, Erich (1905–1989), deutscher Jurist und Verwaltungsbeamter
- Rosenthal-Schneider, Ilse (1891–1990), deutsch-australische Physikerin und Philosophin
- Rosenthaler, Jakob (* 2006), österreichischer Motorradrennfahrer
- Rosenthaler, Kurt J. (* 1946), Schweizer Kulturschaffender
- Rosenthaler, Leopold (1875–1962), deutscher Apotheker
- Rosentreter, Augustinus (1844–1926), deutscher Geistlicher und römisch-katholischer Bischof von Kulm
- Rosentreter, Carl Heinrich (1754–1820), Mitglied der Reichsstände des Königreichs Westphalen
- Rosentreter, Fedor (1842–1919), preußischer Generalmajor
- Rosentreter, Robert (1931–2015), deutscher Militärjournalist, Fregattenkapitän sowie Autor politischer und historischer Literatur
- Rosentreter, Sophie (* 1975), deutsche TV-Moderatorin
- Rosentritt, Georg Christian Heinrich (1759–1846), Entdecker des Rappenauer Salzlagers
- Rosentritt, Kurt (1918–1994), deutscher Boxtrainer

### Rosenv
- Rosenvald, Helmut (1929–2020), estnischer Komponist

### Rosenw
- Rosenwald, Hans (1907–1988), deutsch-amerikanischer Musikwissenschaftler
- Rosenwald, Julius (1862–1932), amerikanischer Geschäftsmann, Mitbegründer des Versandhandels von Sears Roebuck
- Rosenwald, Lessing Julius (1891–1979), US-amerikanischer Geschäftsmann, Bibliophiler und Mäzen
- Rosenwald, Samuel (1828–1899), deutscher Unternehmer
- Rosenwald, Walter (1924–2012), deutscher Ministerialbeamter, Militärhistoriker und Ordenskundler
- Rosenwasser, Anna (* 1990), Schweizer Journalistin, Kolumnistin, Polit- und LGBTQ-AktivistinAnna Rosenwasser (* 1990)

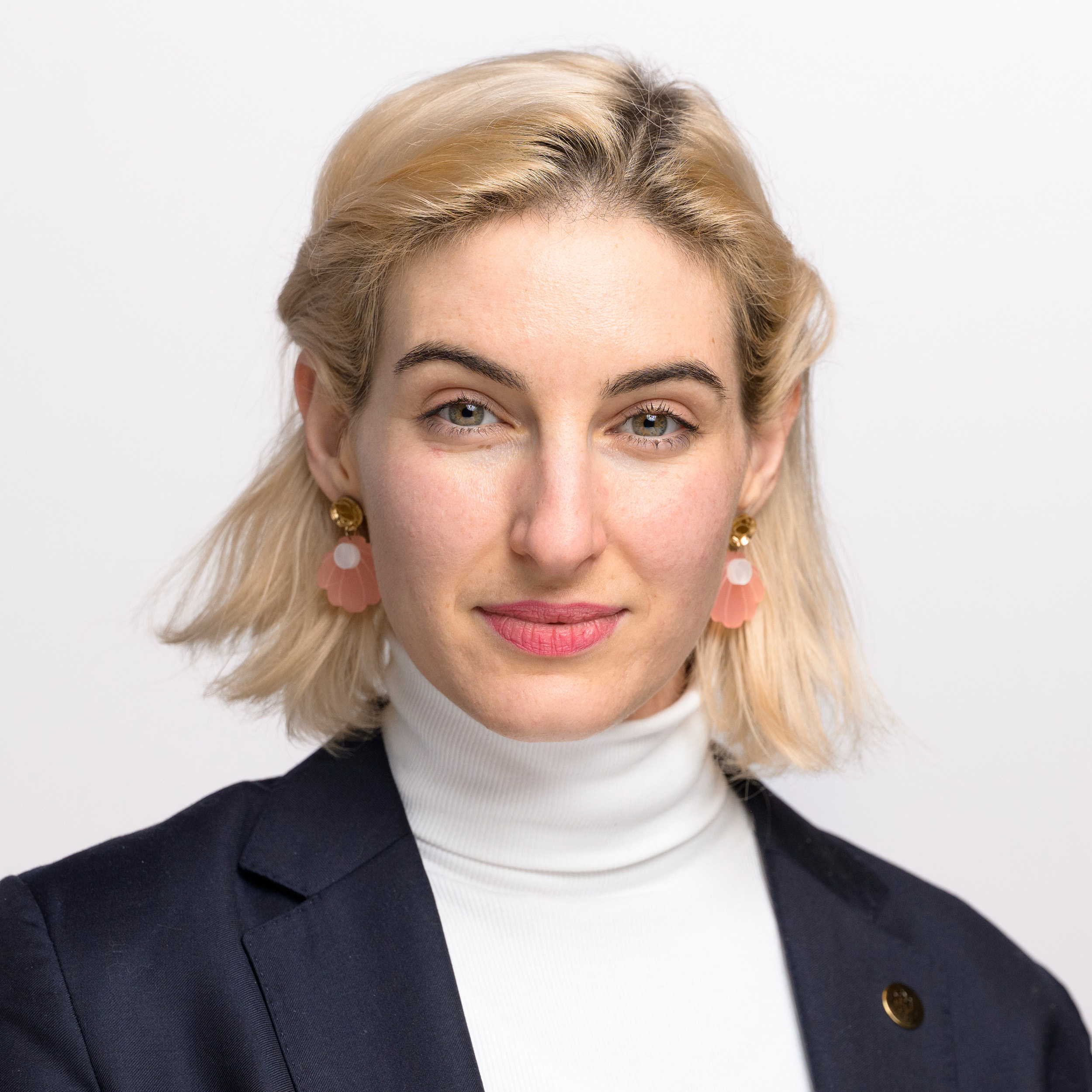
Anna Rosenwasser (* 1990)

- Rosenwein, Barbara H. (* 1945), US-amerikanische Mittelalter- und Emotionshistorikerin
- Rosenwink, Alois (1898–1969), deutscher politischer Funktionär und SS-Führer
- Rosenwinkel, Kurt (* 1970), US-amerikanischer Jazzgitarrist
- Rosenworcel, Jessica (* 1971), US-amerikanische politische Beamtin

### Rosenz
- Rosenzopf, Johann (1939–2018), österreichischer Industriekaufmann
- Rosenzweig Díaz, José Maximiliano Alfonso de (1886–1963), mexikanischer Botschafter
- Rosenzweig von Schwannau, Vinzenz (1791–1865), österreichischer Diplomat und Übersetzer von orientalischer Literatur
- Rosenzweig, Arthur (1883–1936), österreichisch-deutscher Rabbiner
- Rosenzweig, Ferdinand von (1812–1892), österreichischer Feldzeugmeister
- Rosenzweig, Frank (* 1962), deutscher Maler, Zeichner, Druckgrafiker und Illustrator
- Rosenzweig, Franz (1886–1929), deutscher Historiker und PhilosophFranz Rosenzweig (1886–1929)

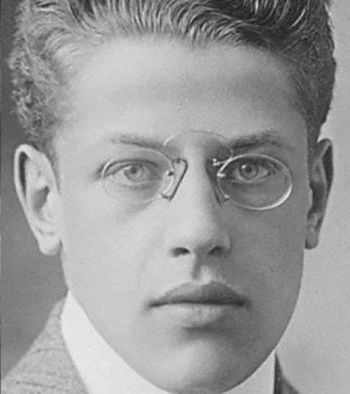
Franz Rosenzweig (1886–1929)

- Rosenzweig, Heinrich von (1821–1893), preußischer General der Infanterie
- Rosenzweig, Jake (* 1989), US-amerikanischer Automobilrennfahrer
- Rosenzweig, Johann Friedrich (1716–1794), deutscher Universitätsreit- und Stallmeister
- Rosenzweig, Klaus (1939–2014), deutscher Verwaltungsjurist und Rechtsanwalt
- Rosenzweig, Marco (* 1996), deutscher Fußballspieler
- Rosenzweig, Peter (1890–1952), deutscher Politiker (SPD), MdA
- Rosenzweig, Rafael N. (1922–2001), israelischer Agrarökonom
- Rosenzweig, Rainer (* 1968), deutscher Wahrnehmungspsychologe
- Rosenzweig, Roy (1950–2007), US-amerikanischer Historiker und Hochschullehrer
- Rosenzweig, Saul (1907–2004), US-amerikanischer Psychologe und Psychotherapeut
- Rosenzweig, Wolf-Egbert (* 1954), deutscher Kommunalpolitiker (SPD) und Bürgermeister (Gemeinde Neu Wulmstorf)
- Rosenzweig-Moir, Josef (* 1887), tschechischer anarchistischer Dichter, Schriftsteller und Rechtsanwalt jüdischer Herkunft